# Abtei Saint-Michel-de-Cuxa

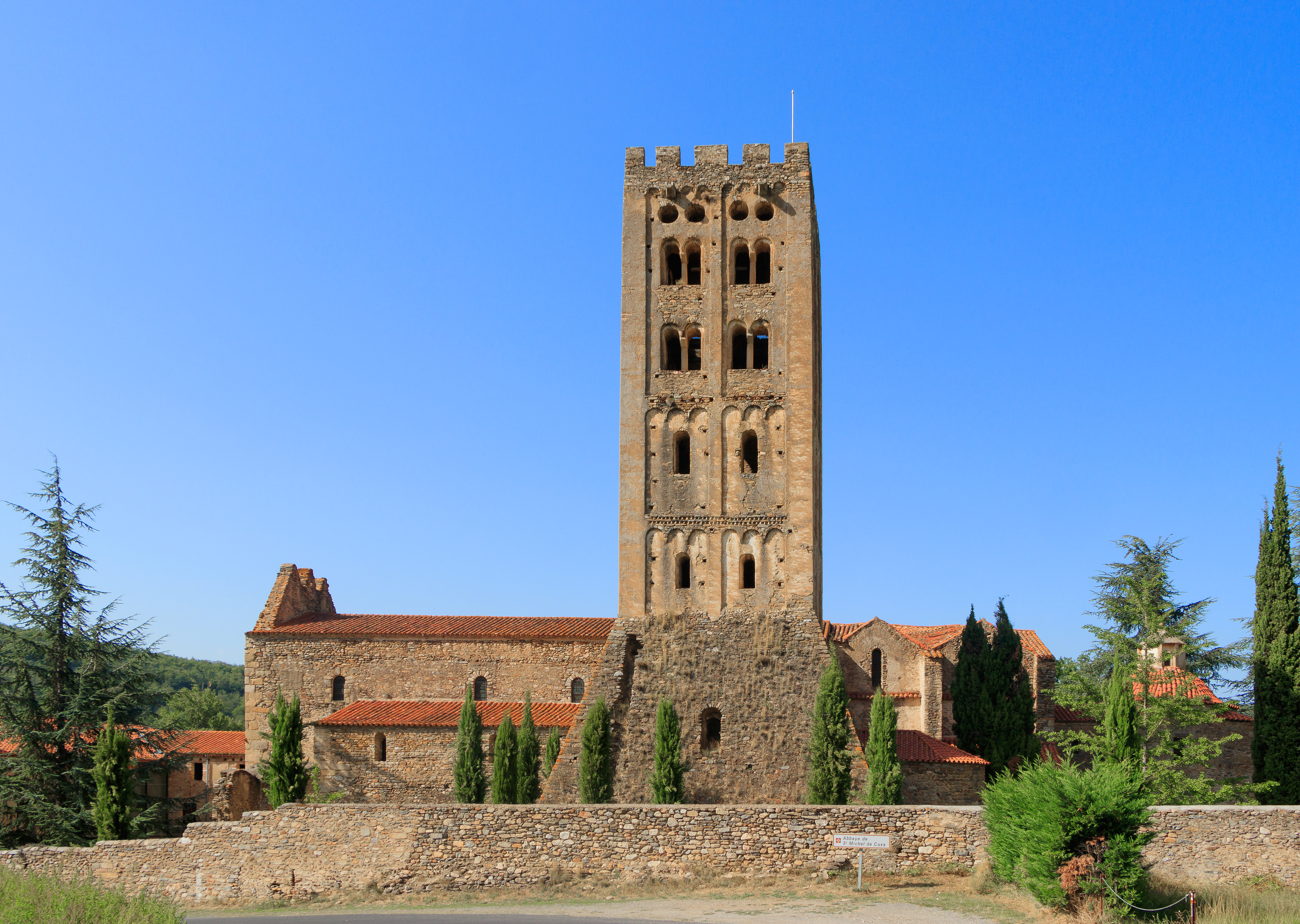
Kirche von Süden

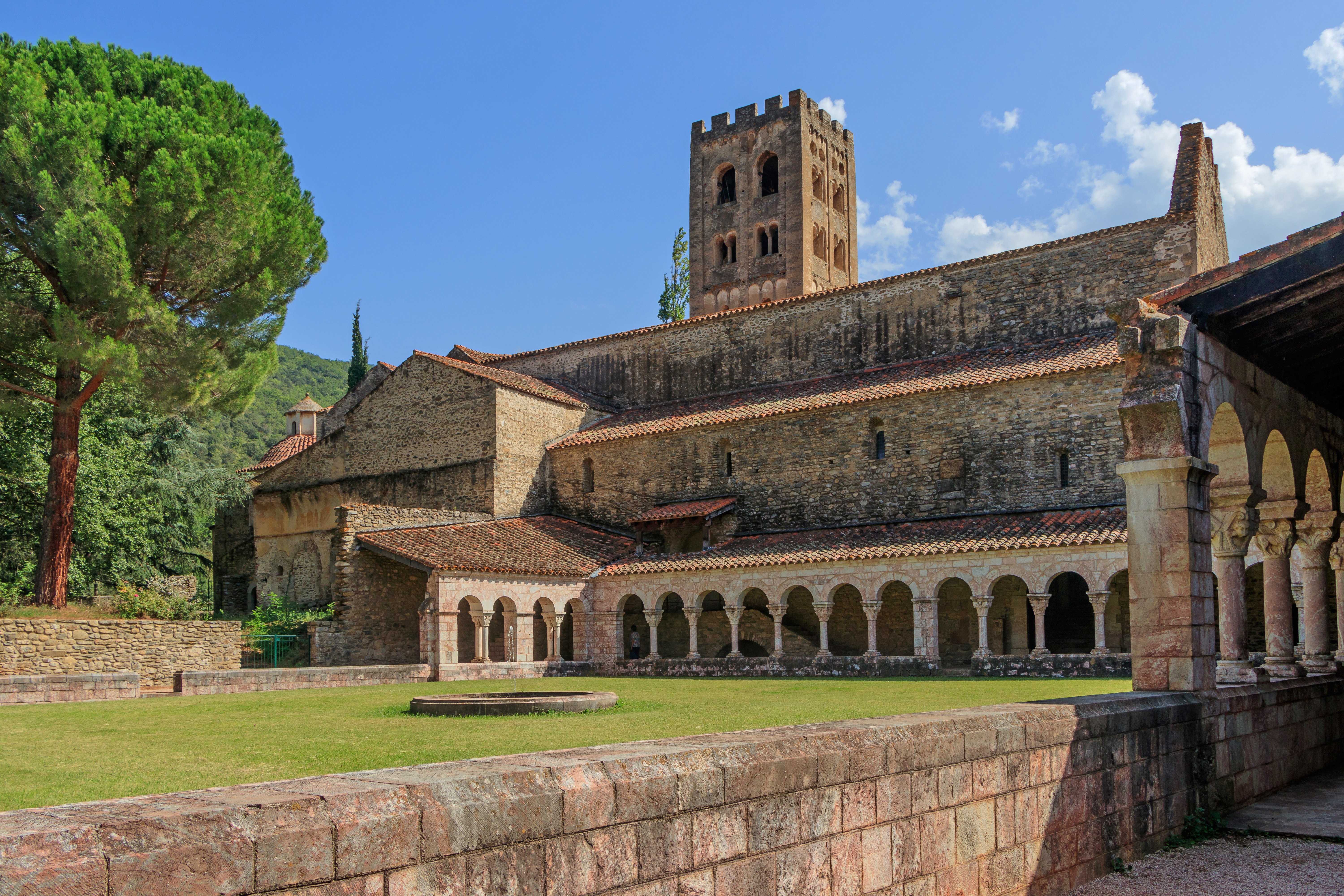
Kreuzgang und Kirche von NW

Die Abtei Saint-Michel-de-Cuxa (katalanisch Sant Miquel de Cuixà) ist eines der ältesten Benediktinerklöster in den französischen Pyrenäen. Sie liegt in 430 m Höhe am Fuße des Canigou, etwa 45 Kilometer westlich von Perpignan, 2 Kilometer südlich von Prades, in der Gemeinde Codalet im Tal des Têt (Département Pyrénées-Orientales).
Die Abtei ist in mehrfacher Hinsicht von großem Interesse. So lässt sich hier um die Jahrtausendwende der Übergang von der präromanischen Architektur zum premier art roman méridional (erste Hauptphase der Romanik, geprägt durch lombardische Einflüsse) verfolgen. Ferner hat sich hier zur Ausschmückung der Kirche die erste der großen Werkstätten romanischer Skulptur im Roussillon des 12. Jahrhunderts ausgebildet. Nicht zuletzt veranschaulicht die Abtei das Mäzenatentum der Grafen der Cerdagne auf dem Höhepunkt ihrer Macht.

## Orientierungshinweise
Nennung der Himmelsrichtungen: Das Kirchengebäude ist nicht, wie meist üblich, mit dem Chor nach Osten orientiert („geostet“), sondern nach Nordosten. Dementsprechend weist die Nordseite nach Nordwesten, die Westseite nach Südwesten und die Südseite nach Südosten.
Bezeichnung der Kreuzganggalerien: Die Schräglage des Kreuzgangs zur Kirche und ihre erwähnte Ausrichtung nach Nordosten hat dazu geführt, dass allein die Galerie entlang des nordwestlichen Seitenschiffs als Südostgalerie bezeichnet wird, die übrigen drei hingegen als West-, Nord- und Ostgalerie (Siehe dazu auch den Grundriss des Klosters im Abschnitt Heutige Bauwerke).
Der Umriss des Kreuzgangs stammt offensichtlich von den alten präromanischen Klostergebäuden westlich des heutigen Klosters, die ziemlich genau nach den vier Haupthimmelsrichtungen ausgerichtet waren. Bei dem Bau des Kreuzgangs hat man sich dann an die vorgefundenen, das Baugrundstück umgebenden älteren Bauten richten müssen und ist deshalb zu dem Grundriss eines unregelmäßigen Vierecks gekommen.

## Geschichte

### Klostergründung und präromanisches Bauwerk
Zu Beginn stand eine Klostergründung, wie sie im frühen Mittelalter oft vorkam. Eine zunächst recht kleine Mönchsgemeinschaft ließ sich in der Nähe der Thermalquellen von Eixalada (heute Thuès-Entre-Valls) oberhalb von Cuxa im Tal des Têt im Haut-Conflent nieder und errichtete um 840 die Abtei Saint-André d’Eixalada. Am 16. Juli 864 (oder 865) schloss sich der kleinen Gemeinschaft eine Gruppe Geistlicher aus Urgell (Katalonien) an, die von dem Erzpriester Portais d’Urgell angeführt wurde. Zu dieser Gruppe gehörten drei Priester, ein Mönch und ein Subdiakon.
Der rasche Aufschwung der Abtei wurde jedoch kurz darauf durch eine Naturkatastrophe beinahe zunichtegemacht – zu Beginn des Herbstes 878 wurden die Klostergebäude, die sehr nahe am Fluss lagen, nach heftigen Regenfällen, vermutlich mit einem Erdrutsch, vom Hochwasser des Têt fortgerissen. Mehrere Mönche fanden den Tod.
Daraufhin stiftete Portais den Überlebenden sein Allod, das er sich in einer kleinen fruchtbaren Ebene des Conflents, in Cuxa, am Fuß des Canigou, vorbehalten hatte. Dort fand man eine dem heiligen Germanus von Auxerre geweihte Kirche vor, die etwa 25 Jahre zuvor vom Grafen der Cerdagne Seniofred neu errichtet und am 30. Juli 953 vom Bischof Riculf von Elne feierlich eingeweiht worden war.
In ihrer nächsten Umgebung ließ sich die Klostergemeinschaft nun nieder, zu deren erstem Abt im Jahr 879 Portais gewählt wurde. Diese Kirche existiert schon lange nicht mehr und man kennt nicht einmal ihren genauen Standort.

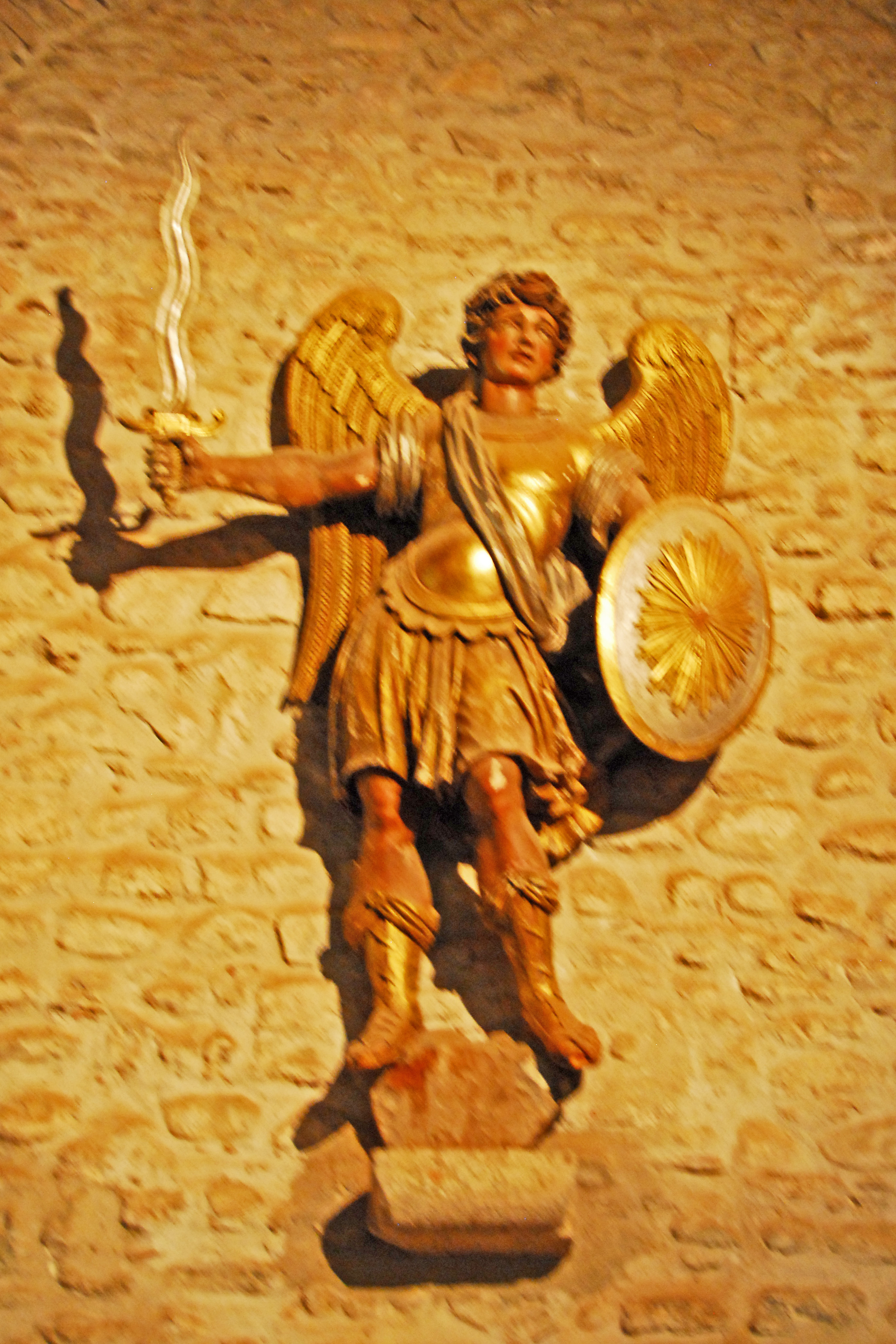
Statue des Erzengels Michael in der Kirche

Dank des Schutzes des Grafen der Cerdagne und durch seine reichen Dotierungen kam das Kloster bald zu Wohlstand. Schenkungen und Ankäufe sorgten dafür, dass es binnen kurzer Zeit zum Eigentümer großer Liegenschaften wurde.
In Cuxa gab es in der zweiten Hälfte des 10. Jahrhunderts eine zweite Kirche oder vielmehr ein Oratorium, das dem Erzengel Michael gewidmet war. Die Verehrung dieses Engels war in karolingischen Abteien weit verbreitet, da man in ihm den Kaiser verehrte. Der Kult wandelte sich dann in eine volkstümliche Verehrung, die dem Bezwinger des Höllendrachens galt. So nahm der Erzengel nach und nach den Platz des Bischofs von Auxerre Germanus ein und wurde schließlich der neue und einzige Schutzpatron des Klosters.
Graf Seniofred entschloss sich, das zu klein gewordene Sanktuarium umbauen zu lassen. Er plante dieses Vorhaben auf das genaueste und sicherte sich eine breite Mitwirkung. Nachdem er darüber mit „seinem Bischof“, dem von Elne, weiteren Bischöfen, Äbten, Geistlichen und den Gläubigen beraten hatte, erwirkte er die Zustimmung aller und entschloss sich, das ursprüngliche winzige Gebäude durch eine „richtige Kirche“ zu ersetzen. So kam es 956 zum Beginn der Bauarbeiten. Sein Neffe wurde in einer päpstlichen Bulle als Restaurator bezeichnet.
Zwei Texte berichten über den Wiederaufbau von Saint-Michel-de-Cuxa. Der erste ist die Weiheurkunde vom 28. September 975, aus der die vorstehenden Angaben stammen. Die zweite schriftliche Quelle wurde von einem Mönch aus Cuxa, namens Garsias verfasst. Sie enthält reichliche Details über den Fortschritt der Bauarbeiten zwischen 956 und 975 und gibt Auskunft über die verschiedenen Verschönerungs- und Erweiterungsarbeiten, die in der ersten Hälfte des 11. Jahrhunderts ausgeführt worden sind. Dieser Text wurde 1688 in der Marka hispania, dem Werk von Pierre de Marka veröffentlicht, nicht nach dem verschollenen Original, sondern nach Texten, die sich alle auf eine einzige Kopie gründen. Die zahlreichen Transkriptionsfehler und die von Pierre de Marca und seinem Herausgeber Baluze vorgenommenen Berichtigungen sind nicht immer überzeugend, was allerdings die außerordentliche Bedeutung des Dokuments nicht schmälert. Im Folgenden wird Garsias noch häufig zitiert.
Unter Abt Pons wurde 956 mit dem Bau begonnen, in dem man die damals gebräuchlichen Bruch- und Hausteine verwendete. Aus den schriftlichen Aufzeichnungen geht hervor, „dass man begann, die Bögen in die Höhe zu ziehen, als das Bauwerk eine Länge von 33 Ellen und eine Breite von 40 großen Spannen erreicht hatte“ Das bedeutet möglicherweise, dass man nach Errichtung der rechteckigen Chorapsis die Arkaturen des Lang- und Querhauses erbaut hatte.
Abt Pons starb jedoch schon im Jahr 961, an dessen Stelle Abt Garin (Guarius) trat, der diesen Bau zu Ende führte. Auch Graf Seniofred erlebte die Fertigstellung nicht mehr, da er 965 oder 967 verstarb.
Abt Garin ließ die Wände hoch aufrichten und das Mittelschiff und den Chor mit hölzernen Balkendecken überspannen, die wegen der großen Balkenlänge und der Schönheit ihrer Dekorationen besonders bemerkenswert waren. Alsbald ließ er im schiffseitigen Teil des rechteckigen Chorraums einen steinernen Altar in beachtlichen Ausmaßen – 13 halbe Fuß lang und neun Fuß breit – errichten, aus einer auffallend weißen Tischplatte auf vier sechseckigen Stützen. Darin ließ er ein Stück des „wahren Kreuzes“ einschließen und an anderer, tiefer gelegenen, nicht einsehbaren Stelle – vermutlich in einem separaten Behältnis – insgesamt 90 weitere Reliquien Christi, der Jungfrau, der Apostel und verschiedener Heiliger vergraben. Wahrscheinlich hatte er diesen heiligen Schatz auf seinen Reisen nach Italien und ins Heilige Land zusammengetragen.
Die präromanische Abteikirche, die heute in ihren wesentlichen Teilen erhalten ist, wurde auf dem Grundriss eines lateinischen Kreuzes errichtet. Sie ist nicht wie üblich mit dem Chor nach Osten ausgerichtet, sondern nach Nordosten. Ihr dreischiffiges Langhaus besitzt ein fünfjochiges Mittelschiff, das von zwei schlanken Seitenschiffen flankiert wird, die allerdings nur vom zweiten bis zum vierten Joch reichen. An der Südecke des Mittelschiffs lassen die Überreste von Bögen in der Scheidewand und der Kopfwand des Seitenschiffs auf eine zwischenzeitliche Durchführung der Seitenschiffe schließen. Die Schiffe werden untereinander von kräftigen Scheidewänden getrennt, in die je fünf hufeisenförmige Arkaden eingelassen waren. Das Mittelschiff wurde ursprünglich durch eine ebene Holzbalkendecke überdeckt, die Seitenschiffe von halben Rundtonnen. Man betrat das Mittelschiff durch das zentrale Hauptportal in der Fassade, mit einem hufeisenförmigen Bogen. Des Weiteren gab es in der Nordwest- und Südostwand der Seitenschiffe je ein hufeisenbogiges Seitenportal. Das Querschiff hatte niedrige, weit ausladende tonnengewölbte Arme, die sich an der Nordostseite in je zwei tiefe tonnengewölbte Kapellen öffneten, die von halbrunden Apsiden mit halbkuppelförmigen Kalotten abgeschlossen wurden. Der nördliche Querschiffabschnitt und seine Kapelle wurden im Jahr 1839 bei dem Einsturz des über ihnen aufragenden Nordturms zerstört. Die Querschiffarme öffnen sich noch heute mit hufeisenförmigen Arkaden in das Mittelschiff und in die Seitenschiffe. Ihre beiden Räume wurden auch untereinander von solchen Bögen getrennt. Die leicht rechteckige Chorapsis, das präromanische Sanktuarium, war zunächst wie das Mittelschiff mit einer Holzbalkendecke überdeckt und wurde von den Querschiffkapellen durch schmale Passagen getrennt, wie man sie bei manchen karolingischen Kirchen fand, zu denen sich in den Chorwänden je eine Tür öffnete. Sie waren vermutlich für Prozessionen gedacht. Die Öffnungen aus den Querhausarmen in diese Passagen haben ganz besondere Formen, deren Vorläufer von J. Puig i Cadafalch in Syrien und Mesopotamien ausgemacht worden sind: Über dem waagerechten Türsturz befindet sich kein Tympanon, sondern eine hohe, hufeisenförmige Arkadenöffnung.
Der Chor öffnete sich zunächst in das Mittelschiff fast in ganzer Breite mit einer hohen hufeisenbogigen Arkade.
Das Querschiff gehört einem Bautypus an, der in der karolingischen Zeit weit verbreitet war und noch später, besonders in der ottonischen Architektur, fortlebte. Die halben und ganzen Tonnengewölbe der Querschiffarme und Seitenschiffe weisen darauf hin, dass Bemühungen um die steinernen Einwölbungen von Kirchen – zumindest von Teilräumen – im Conflent schon realisiert wurden, bevor die Maurer des premier art roman méridional kamen.
Am 28. September 975 nahmen die Bischöfe von Elne, Girona, Vic, Urgell, Toulouse, Couserans und Carcassonne in Cuxa gemeinsam an der feierlichen Weihe der sieben Altäre teil, deren Anzahl an die sieben Gaben des Heiligen Geistes erinnert. Dazu zählt insbesondere der Hauptaltar, der aus einem wiederverwendeten Marmorblock besteht, der aus einem antiken Bauwerk stammt (Spolie).
Die präromanische Abteikirche Saint-Michel-de-Cuxa ist ein mächtiges, fast urwüchsig-rohes Bauwerk, das bis heute mit dem Schleier eines Geheimnisses umhüllt ist, welcher die Ursprünge ihres Stils verbirgt.

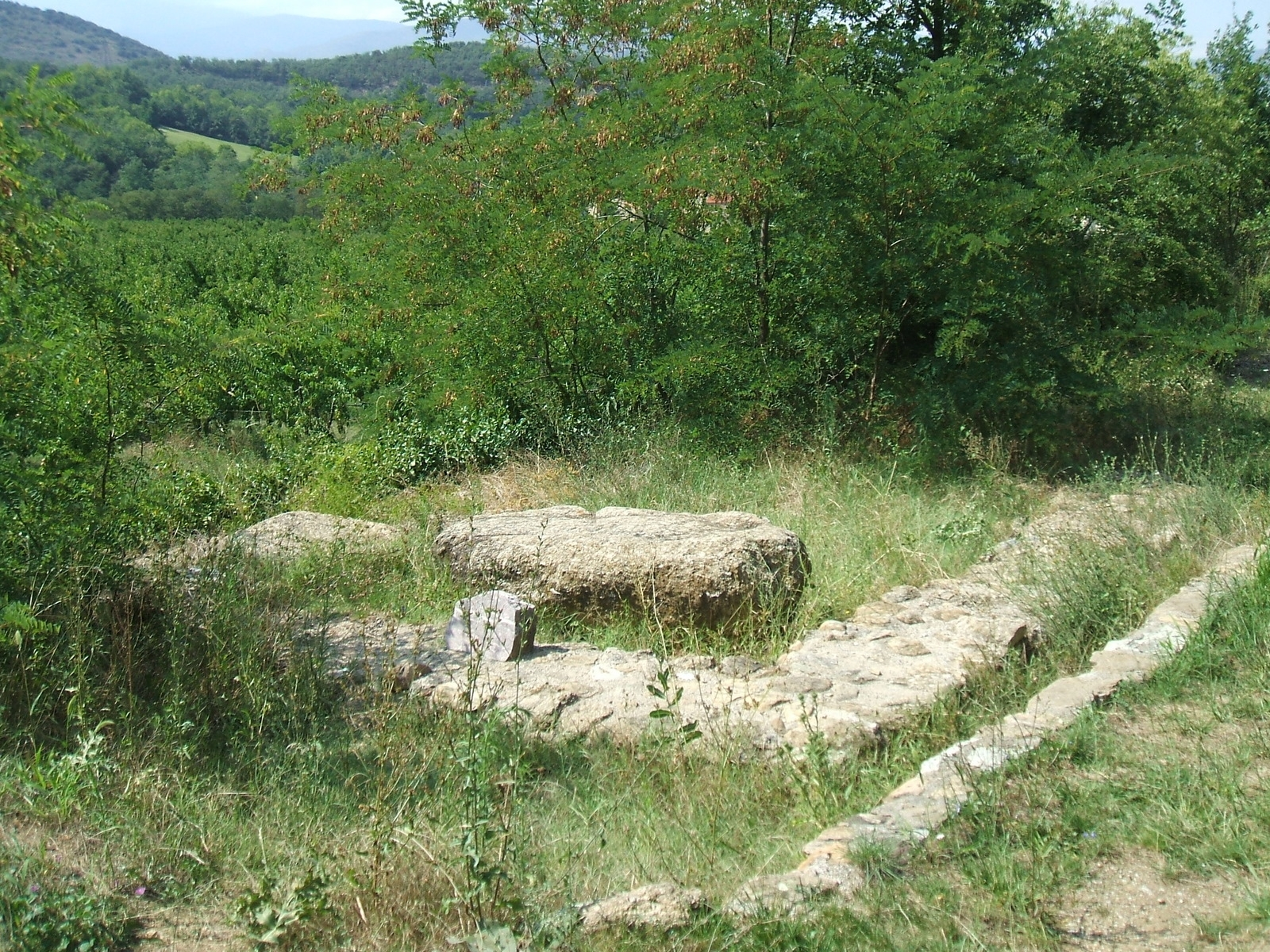
Einsiedelei des Pietro Orseolo bei Cuxa

In der zweiten Hälfte des 10. Jahrhunderts war das Kloster von Cuxa zum „Agenten“ der Politik des Heiligen Stuhls in den katalanischen Ländern geworden und ging weitreichende internationale Beziehungen ein. Daraus bezog es eine unangefochtene Autorität und sein Einflussbereich wuchs beachtlich. Kurz vor der Jahrtausendwende leitete Abt Garin eine Klosterkongregation, zu der auch die Abteien Lézat und Mas-Garnier im Toulousain, Saint-Hilaire in Saint-Hilaire und Sainte-Marie in Alet-les-Bains, südlich von Carcassonne, gehörten. Er stand in enger Verbindung mit dem führenden Gelehrten der Zeit, Gerbert, dem späteren Papst Silvester II. Aufgrund seines hohen Ansehens zog Garin so berühmte Männer wie den Dogen von Venedig, Pietro Orseolo und den heiligen Romuald, den Gründer des Kamaldulenserordens, nach Cuxa. Intensive künstlerische Aktivitäten gingen mit diesem materiellen und geistigen Fortschritt einher.

### Mozarabische Einflüsse?

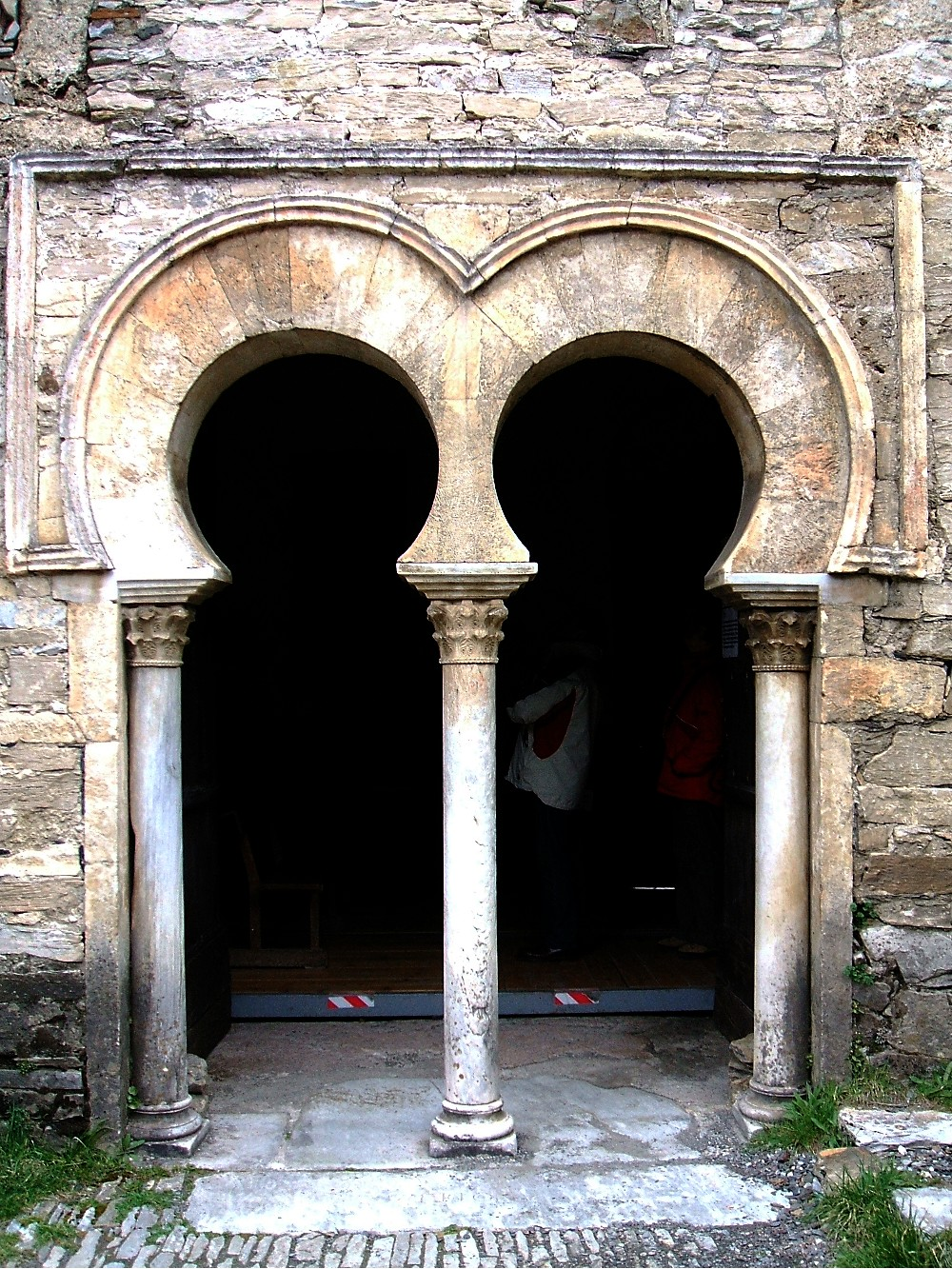
Santiago de Peñalba, mozarabischer Hufeisenbogen mit Alfiz

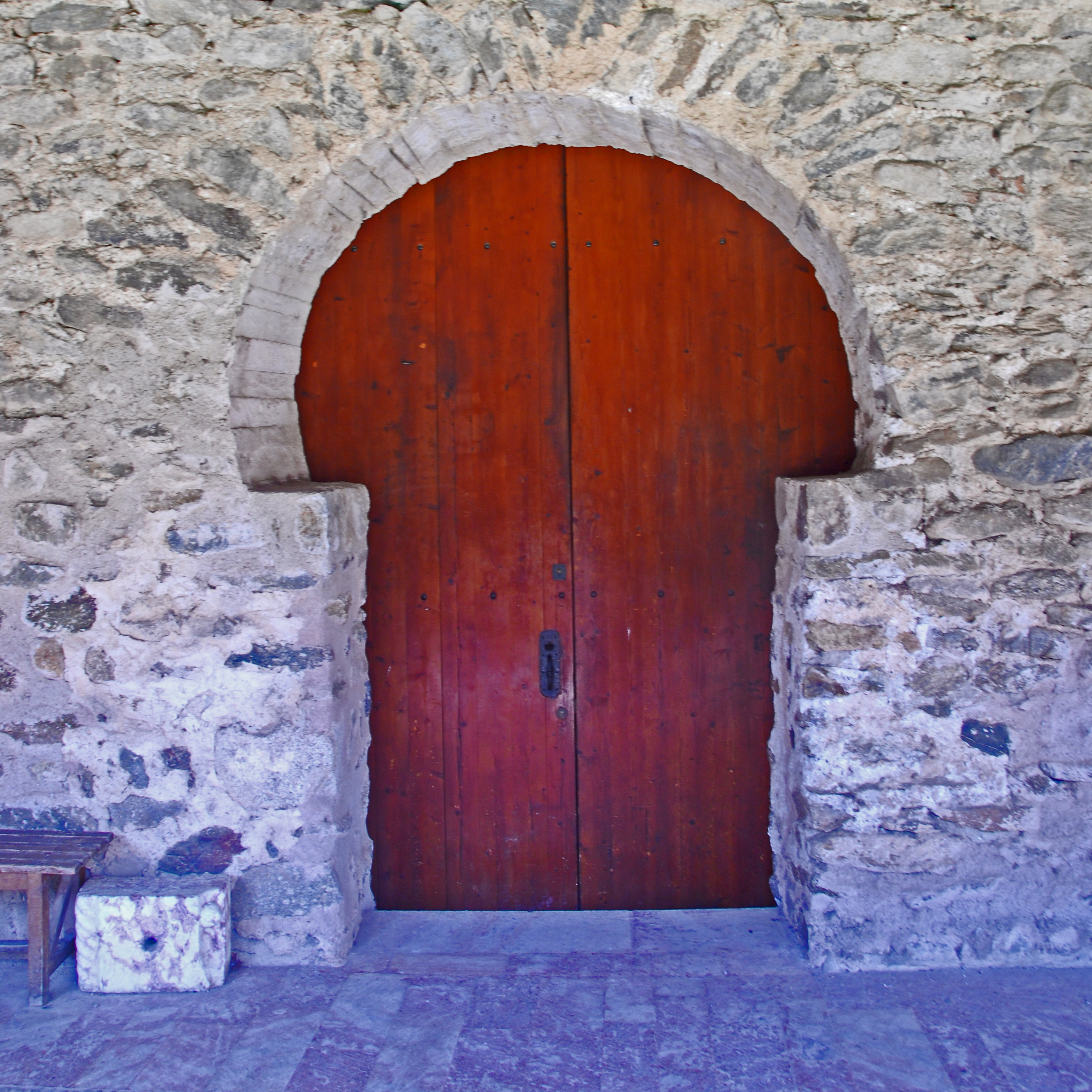
Portal der Westgalerie im Refektorium, westgotischer Hufeisenbogen

Die Abteikirche von Cuxa wurde zunächst von Jean-Auguste Brutails und Josep Puig i Cadafalch als ein recht gewöhnliches Bauwerk aus der Frühzeit der Romanik beschrieben. Diese Einschätzung änderte sich jedoch grundlegend, als der Architekt Félix Fernández, der mit der Erhaltung von Córdoba betraut war, gegen 1930 unter mehreren, im Laufe der Jahrhunderte aufgetragenen Putzschichten Besonderheiten zu erkennen glaubte, die er als spezifisch für die moslemische Architektur der Zeit der Umayyaden identifizierte: Die Proportionen der stark hufeisenförmigen Bögen, deren eng geschlossene Krümmung auf kurz vortretenden Pfeilern ruht, die Verwendung großer Steinblöcke zur Ummantelung dieser Mauerverstärkungen, die Verwendung von Längs- und Kopfsteinen in den Pfeilerkanten, all dies sind charakteristische Elemente, wie sie auch in den Bauten der Moschee von Córdoba und des Palastes von Madīnat az-zahrāʾ Verwendung fanden. Felix Fernández schrieb den Mozarabern, also jenen Christen, die unter moslemischer Herrschaft gelebt hatten, die Vermittlung architektonischer Formen von Córdoba an das Kloster von Cuxa zu.
Seit der Veröffentlichung des interessanten Buchs Iglesias mozarabes von Manuel Gómez-Moreno im Jahr 1919 wusste man um die Ausbreitung der andalusischen Kultur im Gebiet von León, das, nachdem es vom König von Asturien Alfons III. dem Großen (866–910), zurückerobert worden war, mit Hilfe von Christen, die aus dem umayyadischen Spanien kamen, neu besiedelt wurde. Mozarabische Mönche brachten ihre liturgischen Gerätschaften und ihre Künstler mit und gründeten Klöster, die bald Brennpunkte künstlerischen Schaffens werden sollten und den andalusischen Einfluss verbreiteten. Georges Gaillard übertrug die Beobachtungen von Manuel Gómez Moreno auf Katalonien und stellte fest, dass ein Bildhauer aus Córdoba für die Abtei Santa Maria de Ripoll einen Kapitellzyklus verwendet hatte, wie er in der großen Moschee von Córdoba in der Epoche von Hakam II. (961–976) und Almansor (976–1001) gebräuchlich war. Außerdem vermutete er, dass ein mozarabischer oder moslemischer Architekt auch in Cuxa charakteristische Züge der andalusischen Kunst hinterlassen hatte, wie etwa in der Linienführung des Hufeisenbogens und in der Art des Mauerwerks. Vielleicht handelte es sich um denselben Baumeister, der im Jahr 978 Abt Garin zum Kloster Saint-Hilaire (Aude) begleitete, um dort die Arbeiten auszuführen, die nach der Auffindung und Translation der Reliquien des heiligen Patrons notwendig geworden waren. Die Gewandtheit dieses Künstlers wurde überall gelobt.
Saint-Michel-de-Cuxa wurde so in die Gruppe der mozarabischen Kirchen eingereiht, bis genauere Recherchen diese voreilige Annahme in Frage stellten. Sylvain Stym-Popper (1906–1969) wies nach, dass die angeblichen Anleihen bei der Architektur von Córdoba weder die Präzision noch die Strenge hatten, wie sie von Felix Fernendes und Georges Gaillard angenommen worden waren. Die Hufeisenbögen haben in der Tat unterschiedliche Proportionen. Die Bögen sind zwischen ¼ des Radius im nördlichen Querschiffarm bis 3/5 des Radius der ehemaligen Südpforte eingezogen. Die Bogensteine sind in den unteren Lagen nicht radial konvergierend, sondern haben einen horizontal geschichteten Bogenanfänger (tas-de-charge), wie bei unechten Bögen. Ihre meistens ohne Kämpfer aufgeführten Bogenlaibungen sind im Querschiff, besonders aber im Langhaus sehr unregelmäßig gemauert. Pierre Ponsich wies darauf hin, dass die Bögen hinter die senkrechten Laibungen zurücktreten, ganz im Gegensatz zu Córdoba und der mozarabischen Architektur, wo die senkrechten Laibungen gegenüber den Bogenansätzen zurückspringen. Es empfiehlt sich also den Gedanken an eine mozarabische Abstammung aufzugeben und Cuxa eher der westgotischen Tradition zuzuordnen, die durch einige Elemente der karolingischen Klosterarchitektur bereichert worden ist.

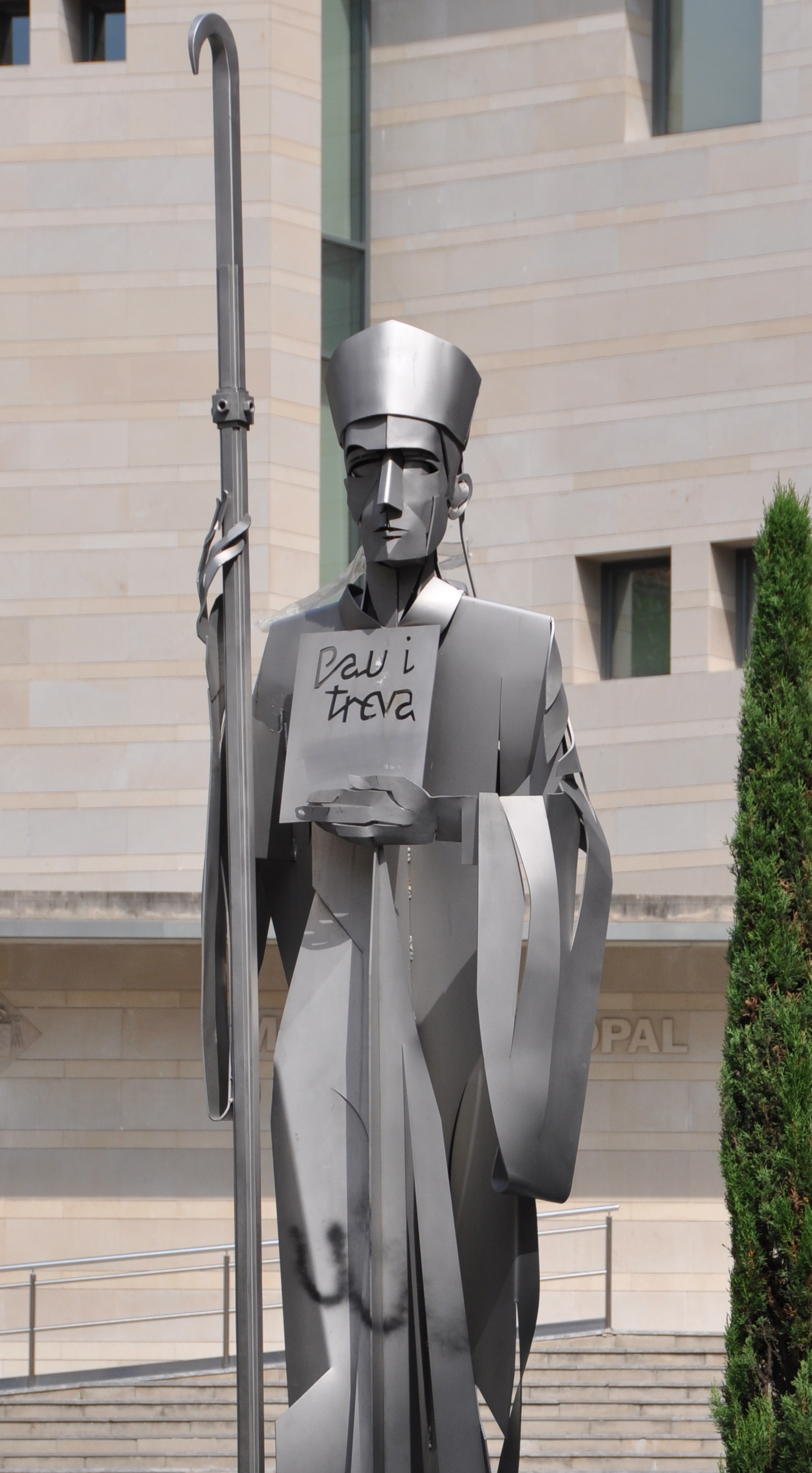
Oliba-Statue in Vic

### Romanische Ergänzungen und Umbauten: das Werk des Abtes Oliba
Die Dokumente des Mönchs Garsias geben auch Auskunft über die Ergänzungen, die an der vorromanischen Kirche unter Abt Oliba (* 971 in Besalú; † 1046 in Saint-Michel-de-Cuxa) vorgenommen wurden. Oliba, der zugleich Abt und Bischof war und aus dem Grafengeschlecht von Cerdagne stammte, spielte in jener entscheidenden Zeit des Übergangs von einer Gesellschaft, die noch tief in den westgotisch-karolingischen Traditionen verwurzelt war, hin zu einer Feudalgesellschaft in Katalonien eine wichtige Rolle. Er verteidigte die traditionelle Ordnung angesichts der neu entstandenen Kräfte, aber in die Geschichte eingegangen sind vor allem seine Bemühungen um den Gottesfrieden (Treuga dei). Die architektonischen Arbeiten an der Kirche Saint-Michel gliederten sich in zwei große Gruppen: In der ersten ging es um die Vergrößerung des Chorhauptes, in der zweiten um ein Ensemble von Gebäuden, die vor der Südwestfassade der Kirche errichtet wurde, da das Gelände dort abschüssig war, teilweise unterhalb des Niveaus des Kirchenbodens.
Bevor er diese Bauten einer genaueren Prüfung unterzog, berichtete Garsias ausführlich über die Verschönerungsarbeiten im alten Chor. 1040 ließ Abt Oliba über dem Altar einen Baldachin errichten. Er bestand aus vier Fuß (=2,30 m) hohen Säulen aus rotem Marmor mit blumen- und laubwerkgeschmückten Kapitellen aus weißem Marmor. Darüber stützten sich gegenseitig hölzerne Bögen mit einer Spannweite von drei halben Ellen. In den vier Ecken befanden sich ebenfalls aus Holz geschnitzt, die Evangelisten und „hatten die Augen auf das Lamm gerichtet, das ganz oben thronte“. In seine symboldurchtränkten Ausführungen bezeichnete Garsias den Baldachin als propitatorium und verweist damit explizit auf den Deckel der von Mose angefertigten Bundeslade. Es ist zu bedauern, dass dieses Beispiel plastischer Kunst des Roussillon, in dem sich Marmorskulptur, Holzschnitzkunst und Malerei vereinigten, verloren ging.
Die Errichtung des Baldachins fiel zusammen mit einer neuerlichen Weihe des Hauptaltars, die man vornahm, weil in der Abteikirche umfangreiche Umbauten ausgeführt worden sind, wie etwa die Erweiterung des Chors um einen Umgang mit nordöstlichen Umgangskapellen und die südwestliche Erweiterung um Oratorien in zwei Geschossen. Die Vergrößerung des Chorhauptes, mit einem rechteckigen Grundriss, fand in zwei Abschnitten statt. Zunächst einmal schloss man die Ausgänge beiderseits des Chors und verwandelte die Passagen in schmale, lange und rechteckige Galerien mit halben Tonnengewölben. Die ehemaligen großen Fensteröffnungen in den Seitenwänden des Chors hatten ihre Aufgabe verloren und wurden deshalb zugemauert.
Der zweite Erweiterungsabschnitt ist die Verlängerung des Chorhauptes nach Nordosten, einschließlich seiner seitlichen Galerien, dessen Erbauung aber bereits in die zweite Hälfte des 11. Jahrhunderts datiert wird. Es handelt sich um eine weitere etwas breitere Galerie, deren Kopfwände in Verlängerung der freien Seitenwände der beiden anderen Galerien stehen. Auf der Ostwand schlossen sich einst drei im Grundriss halbkreisförmige Apsidiolen die von halben Kuppelkalotten überdeckt sind. Diese Apsiden sollen einst die Altäre über den Grabstätten der Märtyrer Valentin (14. Februar) und Flamidian (5. Januar) und des Bekenners Nazarius (12. Januar) beherbergt haben. Die letzten beiden stammten aus der Region und wurden nur im Kloster von Cuxa verehrt. Bei dem Märtyrer Valentin müsste es sich nach dem Heiligenlexikon um Valentin von Terni handeln, da dessen Festtag auf den 14. Februar fällt. Etliche Orte in Europa behaupten Gebeine als Valentinsreliquien zu verwahren, dabei wird aber nie Saint-Michel-de-Cuxa genannt. Nach 1725 war lediglich die nordwestliche Apsidiole erhalten, bis es J. Puig i Kadafalch gelang die Grundmauern des südöstlichen Apsis freizulegen und schließlich bei Ausgrabungen auch die der mittleren ausfindig zu machen, die zur Errichtung der großen Marienkapelle im Jahr 1725 an dieser Stelle abgebrochen worden war.
Die dem ursprünglichen Chorhaupt dreiseitig angegliederten Galerien wurden alsbald zu einem wirklichen (De-)Ambulatorium, einem Chorumgang, der zweifach um 90 Grad abschwenkte und an drei neuen Altären vorbeiführte. Er ist anderen Umgängen vergleichbar, wie man sie in karolingischen Krypten findet, besonders wie die in Saint-Germain in Auxerre. Es kann sich dabei um einen Zufall handeln, aber auch um ein Indiz für den Einfluss einer Abtei, mit der das Kloster in Cuxa in Beziehung gestanden haben muss. Der Mönch Garsias rechtfertigte diese Erweiterung damit, dass sie der Gottesdienst notwendig gemacht habe. Etwa zu jener Zeit begann es, dass die Mönche in Westeuropa bestrebt waren, zu Priestern ordiniert zu werden, um das Privileg zu erhalten, Brot und Wein zu Leib und Blut Christi zu weihen. Die drei über Reliquien von Heiligen aufgestellten Altäre sind im Zusammenhang mit der zunehmenden Anzahl von privaten Messen zu sehen. Diese wurden an etwas abgelegeneren Orten der Kirche gefeiert, um den allgemeinen Gottesdienst im Chorraum nicht zu stören. Es ist bekannt, dass Abt Oliba den Innenraum der Kirche mit Fresken ausmalen ließ, was aber nicht bedeutet, dass die Mauern bis dahin nicht verputzt gewesen sind. Die Wandmalereien auf Putz ließen die Räume gänzlich anders aussehen als das heute bekannte nackte sehr unregelmäßige Natursteinmauerwerk, was eher darauf schließen lässt, dass es auch früher verputzt war. In einer spitzbogigen Wandnische in der Chorapsis sind noch Reste von Wandmalereien erhalten.

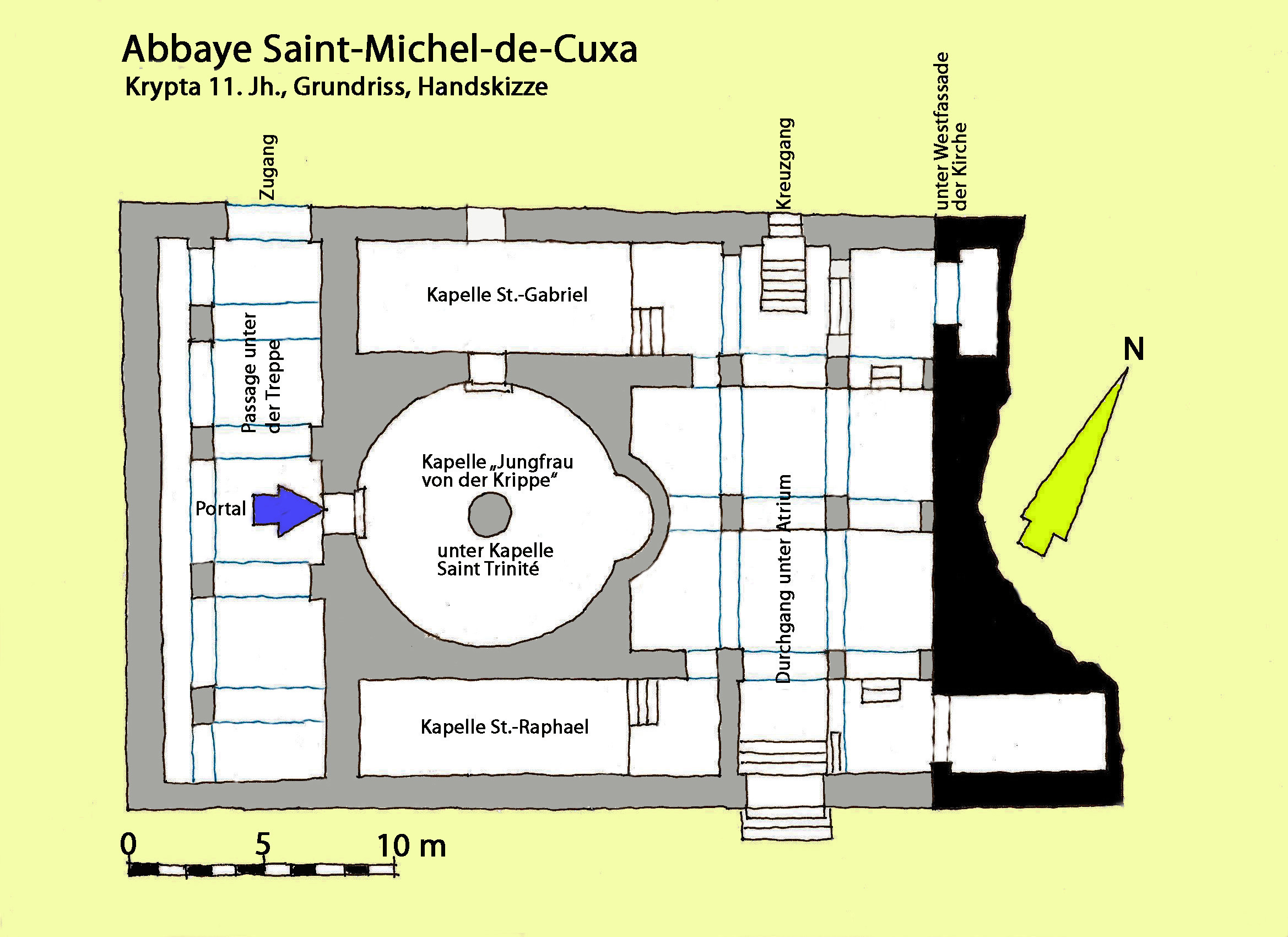
Grundriss der Krypta

Die wichtigsten Arbeiten unter Abt Oliba wurden schließlich im Südwesten der Kirchenfassade durchgeführt. Das Gelände ist an dieser Stelle abschüssig, so dass man in zwei Ebenen bauen konnte. Auf der teils unterirdischen entstand die Kapelle der Gottesmutter, oder der „Jungfrau von der Krippe“, die dem Gesamtwerk seine Bedeutung verlieh. Anordnung und Widmung der gleich großen oberen Kapelle zeigen an, dass Maria dem Schutz des Erzengels Michael unterstellt ist. Diese Beschützerrolle des heiligen Michael über die Jungfrau Maria und dem Kind findet man in ähnlicher Art an etlichen Kirchen, Kapellen oder Oratorien aus dieser Zeit.
Abt Oliba ließ beide Kapellen in ein ganzes Ensemble von Bauten einfügen, die im unteren Geschoss eine Krypta bilden, die Crypta de la Crèche (Krippenkrypta), in Erinnerung an die Geburtsgrotte in Bethlehem. Man kennt eine bedeutende Anzahl von Bauwerken, die der Jungfrau Maria geweiht waren und die den gleichen kreisförmigen Grundriss aufweisen, so etwa das Pantheon in Rom, das 610 aus einem römischen Heiligtum in eine Marienkirche umgewidmet wurde, unter dem Namen Sancta Maria ad martyres. Ein bezeichnendes Detail, das den Vergleich mit dem römischen Bauwerk rechtfertigt, ist die Tatsache, dass die Krippenkirche von Cuxa über Reliquien von Märtyrern erbaut worden ist. Mit anderen Worten: Maria, von Garsius als Regina bezeichnet, herrscht hier – wie im Himmel – von den Zeugen des Glaubens umgeben.
Die architektonische Schöpfung der „Krippenkrypta“ – das Marienheiligtum – wird im Nordwesten und Südosten von zwei Kapellen flankiert, die den Erzengeln Gabriel (im NW) und Raphael (im SO) gewidmet sind – versinnbildlicht die Absicht, die noch anderswo die romanische Skulptur ihrerseits aufnehmen und veranschaulichen wird, etwa auf einem Kapitell an einem Portal von Saint Sernin in Toulouse, wo Maria von Gabriel und Raphael flankiert wird. Südwestlich der Marienkapelle erstreckte sich in ganzer Breite der Krypta eine Galerie, die von einer Halbtonne eingewölbt war und als Vorhalle diente, über die man heute die Krypta betritt. Die Galerie trug einst die gleich lange Treppenanlage hinauf zur Dreifaltigkeitskirche.

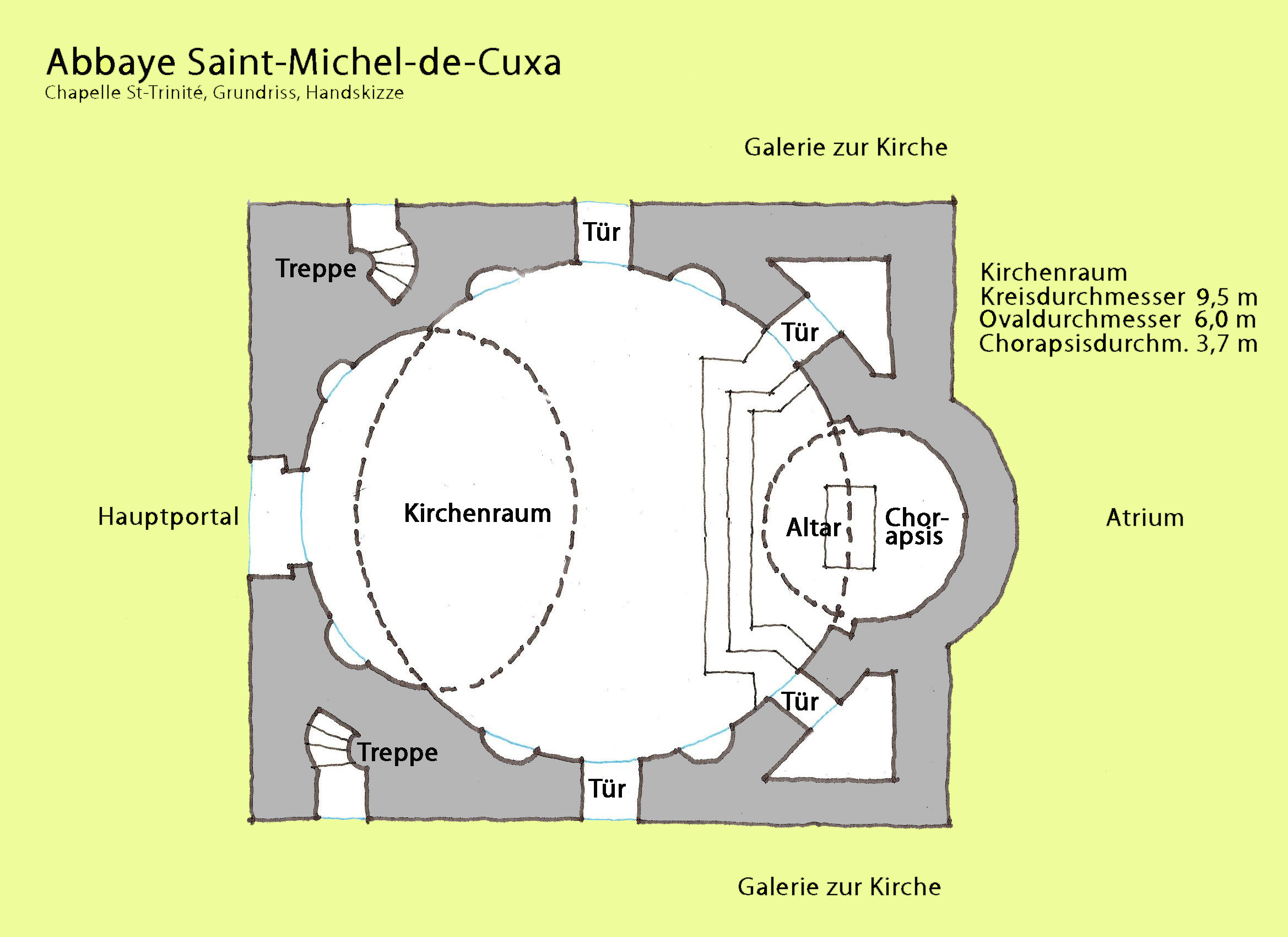
Grundriss der Dreifaltigkeits-Kapelle

Die heute weitgehend zerstörte Kapelle der heiligen Dreifaltigkeit (Saint-Trinité) ließ Abt Oliba exakt über der Krippenkirche errichten. Seit den im Jahr 1952 von Sylvain Stym-Popper durchgeführten Freilegungen ist ihr Grundriss bis zu einer Höhe von etwa einem Meter über dem Bodenniveau genauer bekannt. Daraus können heute die ehemaligen weiter hoch geführten Bauglieder einigermaßen authentisch rekonstruiert werden. Ihre Außenwände wiesen etwa den gleichen fast quadratischen Umriss auf, dessen Seiten die Breite des Hauptschiffs übernahmen, und erhoben sich über dem des Marienheiligtums der Krypta. Allerdings ist die Linienführung im Innern „raffinierter“ als dort. Hier greifen ein großer Kreis (Durchmesser 9,50 m), ein halbes Oval (Durchmesser etwa 6,00 m), beide Hauptbestandteile des Kirchenraumes, und eine halbkreisförmige Chorapsis (Durchmesser 3,70 m) ineinander, die letzte birgt den Altar. Ihre Mittelpunkte liegen alle auf einer zentralen Achse von SW nach NO. Zu beiden Seiten des Altars sind kleine dreieckige Räume entstanden, die von Abschnitten der kreisförmigen Innenwand und der über Eck verlaufenden Außenwände umschlossen wurden. Sie wurden von schlanken Türen aus dem Kirchenraum erschlossen. In den gegenüber liegenden Gebäudeecken, die das Hauptportal flankierten, war jeweils eine Spindeltreppe eingebaut. Man kann sich vorstellen, dass diese Treppen zu einer Empore über dem Hauptportal oder zu zwei kleinen Türmen geführt haben. Die runde Wand der Kapelle wurde von fünf Türen durchbrochen, drei im Südwesten, Nordwesten und Südosten öffneten sich nach außen, durch die beiden anderen im Norden und Osten gelangte man in die dreieckigen Räumchen, die vielleicht Abstellräume waren, für Bücher und Gerätschaften zum Gottesdienst. Zwischen den Türdurchlässen waren in den Mauerflächen insgesamt sechs im Grundriss halbelliptische Nischen eingelassen, die wahrscheinlich von entsprechenden Kalotten überwölbt waren.
Garsias berichtete, dass Abt Oliba zu diesem Allerheiligsten Stufen einbauen ließ, damit der Zugang der Gläubigen, die den Altar der Dreifaltigkeit sehen wollten, erleichtert wurde. Es handelte sich dabei wohl um die oben erwähnte Treppenanlage in ganzer Breite der Krypta, zu der sich das Hauptportal und zwei Seitenportale im Südwesten öffneten. Den Gläubigen standen außerdem noch zwei Treppen im Nordwesten und Südosten zur Verfügung, die nicht wie die Treppe vor dem Hauptportal unmittelbar nach draußen führten, sondern erst in die beiden mit Kreuzrippen überwölbten Galerien, die in Verlängerung der Seitenschiffe der Hauptkirche Saint-Michel angeordnet waren. In diese Gänge gelangte man direkt von außen im Nordwesten und Südosten über je eine schmale Treppe.

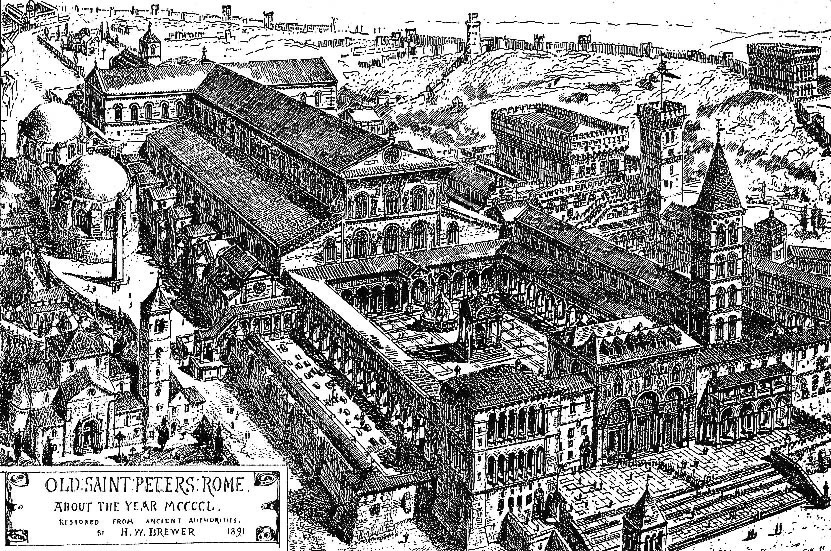
Zeichnung der konstantinischen Basilika über dem Grab des heiligen Petrus. Darstellung zeigt die Bausubstanz nach 1483 und vor 1506.

Die beiden Galerien flankierten sowohl das erste Joch der Michaelskirche, wie auch das Atrium und die Dreifaltigkeitskirche bis zu deren Südwestfassade in durchgehend gleicher Breite.
Auf der Fassade der Michaelskirche finden sich heute über dem Portal Kragkonsolen und andere Spuren eines Pultdachanschlusses, Zeugnisse eines Verbindungsgangs zwischen den beiden Galerien, gleichzeitig Überdachung des Hauptportals. Die Galerien und Gänge verbanden witterungsgeschützt die beiden Kirchen und öffneten sich zum Atrium. Diese Kombination der Kirchen durch ein von Galerien umschlossenes Atrium erinnert an die konstantinische Basilika von Alt-Sankt-Peter in Rom mit ihrem Atrium vor der Fassade. Im Liber pontificalis wird sogar die Errichtung eines Oratoriums der Jungfrau Maria in den Bauwerken vor der Fassade der Basilika erwähnt. Man betrat dieses Oratorium, nachdem man wie in Cuxa die große Treppe von dem Gebäudekomplex empor geschritten war. Apt Oliba hat dieses Grundschema um lokale Gesichtspunkte ergänzt.
Wie die Einwölbung der Dreifaltigkeitskirche, ihr Dach und die Dächer der Galerien um das Atrium ausgesehen haben, darüber gibt es in den schriftlichen Quellen keine Hinweise. Denkbar wäre ein Gewölbe aus der Kombination von drei Kuppeln mit dem Grundriss einer großen kreisförmigen Kuppel, die mit einer Kuppel mit ovalem Grundriss und einer kleinen Kuppel mit kreisförmigen Grundriss ineinander verschnitten sind, so wie es der Grundriss der Kapelle vorgab. Der Kirchenraum besaß aber wohl keine Mittelstütze, wie im Geschoss darunter. Der freigelegte Fußboden zeigt keine Konturen einer solchen.

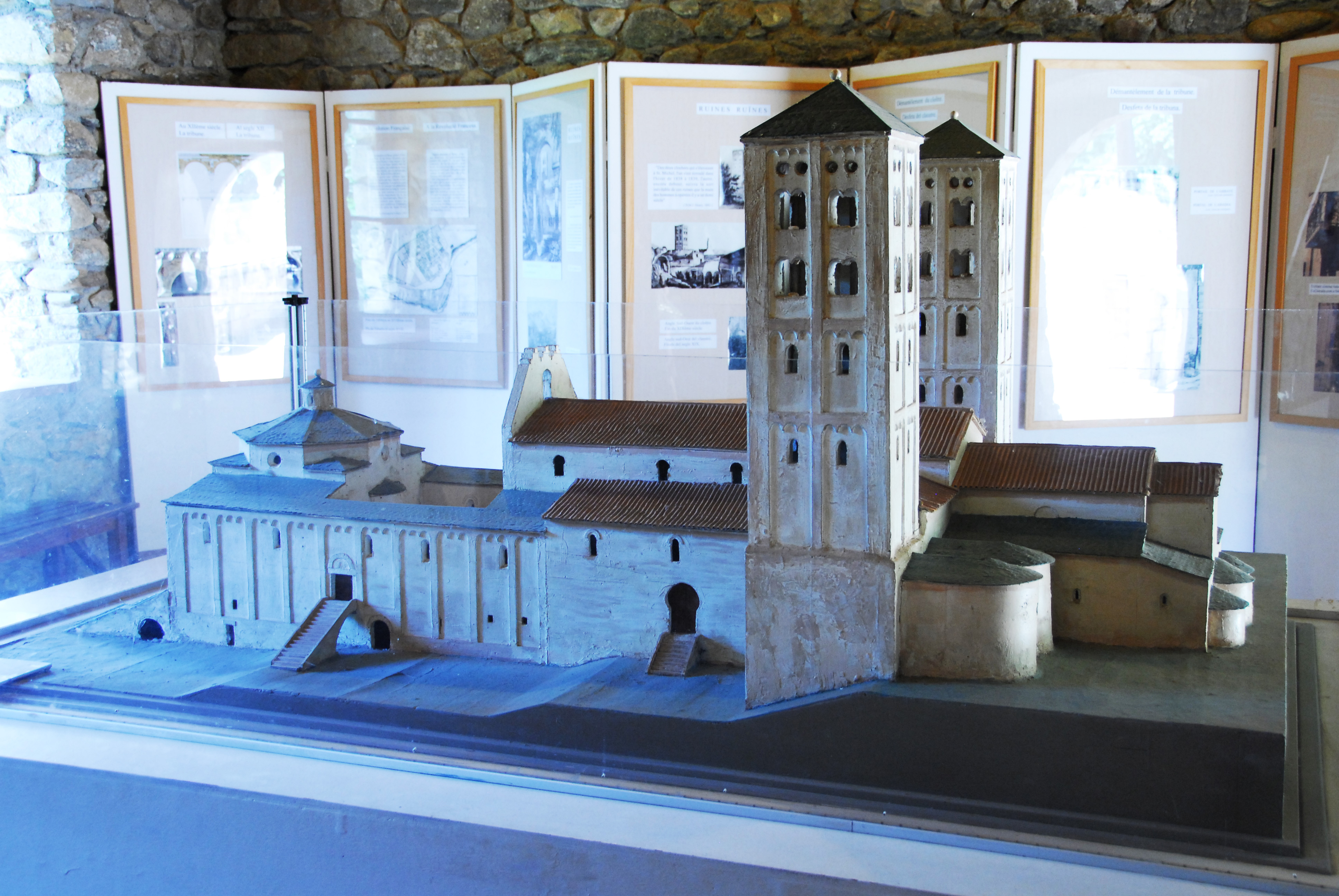
Michaelskirche mit südwestlichen Anbauten, von SO, Rekonstruktion, Architekturmodell

Das Äußere der südwestlichen Anbauten kennt man von einer Rekonstruktion in Form eines Architekturmodells der ganzen Kirche (siehe Foto). Danach wurden die beiden Galerien in ganzer Länge mit leicht geneigten Dächern überdeckt, deren Traufhöhe gut einen halben Meter unter den Traufen der Seitenschiffe liegen. Vor dem ersten Joch der Kirche und dem Dreifaltigkeits-Sanktuarium schlossen Pultdachflächen mit ihren Firsten an die Gebäudewände an. Im Bereich des Atriums waren es Satteldächer, deren äußere Hälften in die Dachflächen der Pultdächer übergingen. Das Modell kennt allerdings das Pultdach über dem Eingangsportal der Kirche nicht, von dessen Existenz aber Anschlussfragmente in situ Zeugnis ablegen (siehe Foto).
Der fast quadratische Baukörper des Sanktuariums ragte mit seinen Ecken ebenso gut einen halben Meter über die Pultdachfirste hinaus. Darüber gab es einen im Grundriss achtseitigen etwa zwei Meter hohen Aufbau, von dem vier gegenüberliegende Seiten auf den Außenwänden der Kapelle oberflächenbündig aufstanden. Zwischen den vier anderen Seiten des Achtecks und den Gebäudeecken sind im Grundriss dreieckige Gebäudeabschnitte entstanden, die von flach geneigten halben Pyramidendächern abgedeckt waren. Das Achteck, das die inneren Kuppel umschloss, wurde von einem flach geneigten achteckigen Pyramidendach überdeckt, aus dessen Zentrum eine durchfensterte runde Laterne herausragte, die von einem Kegeldach abgedeckt wurde. Die Traufen des Achtecks lagen etwa auf der gleichen Höhe wie die der Hauptkirche. In der Dreifaltigkeitskirche weihte Oliba im Beisein vieler Zeugen den Altar der „glückseligen und unteilbaren“ Dreifaltigkeit gegen 1040.
Der Mönch Garsias erwähnte nicht die beiden Glockentürme, die sich über den beiden Enden der Querschiffarme erhoben. Vielleicht waren sie um 1040, als er die Texte verfasste, noch nicht errichtet, beim Tode von Abt Oliba (1046) waren sie es aber auf jeden Fall. Bei einem Sturm im Jahr 1839 stürzte der Nordwestturm ein, zusammen mit dem nordwestlichen Abschnitt des Querschiffarms und dessen Kapelle, so dass heute allein der Südostturm erhalten ist.
Er ist ein wunderbares Beispiel für die Architektur des premier art roman méridional. Auch das Mauerwerk des 11. Jahrhunderts zeigt diesen Charakter, der sich deutlich von dem der vorromanischen Bauten unterscheidet. Es gab nicht länger das Nebeneinander von Füllmauern aus Bruchstein und dem unregelmäßigen Mauerwerk aus Haustein. Von nun an herrschten sorgfältig geschnittene Bruchsteine vor, die in einem regelmäßigen Mauerverband aufgeschichtet waren. Die Hufeisenbögen sind Rundbögen gewichen, die Fenster erhielten alle doppelte Ausschrägungen ihrer Gewände. Schließlich setzten sich zunehmend steinerne Gewölbe gegenüber den ehemaligen Balkendecken durch. Die ursprünglichen Seitenschiffe der Michaelskirche wurden erhöht, erhielten Fenster und Halbtonnengewölbe. Vorher wurde die Außenwand des südlichen Seitenschiffs innenseitig verstärkt. Infolgedessen wurde das ehemalige Südportal, das mit einem Hufeisenbogen überdeckt war, verschlossen. Auch die Fensteröffnungen in der Süd- und Westwand des Mittelschiffs und das Hauptportal weisen nicht mehr die ursprünglichen Formen auf. Lediglich das kleine Fenster im Giebel der Fassade soll seine ursprüngliche Gestalt bewahrt haben.

### Jakobspilgerfahrt
Gegen Ende des 11. Jahrhunderts setzten die Pilgerfahrten nach Santiago de Compostela in Nordspanien ein. Ihre große Blütezeit fand in der ersten Hälfte des 12. Jahrhunderts statt, in der die Pilger jährlich zu Hunderttausenden nach Süden zogen. So formierte sich der Jakobsweg in Frankreich, aus vier Hauptrouten, begleitet von einem Netz zahlreicher Nebenrouten. An diesen Wegen entstanden zahlreiche neue Kirchen, Klöster, Hospize, Herbergen und Friedhöfe, und vorhandene Einrichtungen wurden den neuen Anforderungen entsprechend erweitert. Man brauchte für eine Pilgerkirche vor allem große Bewegungsflächen für die zahlreichen Pilger, wie Chorumgänge und Seitenschiffe, Emporen, sowie möglichst viele Kapellen, zur Präsentation von Reliquien und deren Verehrung. Cuxa lag, wie zahlreiche andere sehr bedeutende Klöster, an einem stark frequentierten Nebenweg der vielen Pilgerstraßen des Jakobswegs, die sich in Frankreich nördlich der Pyrenäen konzentrierten und zu den wenigen Überwegen nach Nordspanien führten. Dieser war der „Chemin du Piemont“, der sich von Salses über Perpignan am nördlichen Fuß der Pyrenäen, meist in Talgründen, wie etwa dem der Têt, bis an das nördliche Ende des Bergmassivs reichte. Cuxa liegt kaum zwei Kilometer von Prades entfernt, durch das dieser Pilgerweg und die Têt führt. Jedenfalls waren die Erweiterungen der Kirche des 10. Jahrhunderts und ihrer Konventsgebäude mit dem Einsatz dieser bedeutenden Pilgerbewegungen im Wesentlichen fertiggestellt und konnte an der großzügigen Spendenbereitschaft der Pilger teilhaben. So standen den Chorherren schon bald ausreichende Mittel zur Verfügung, um sich die Überdachung der Kreuzgänge und die Skulptur der Kreuzgangarkaden, unter Einsatz der damals bekannten besten Bildhauer, leisten zu können. Diese Arbeiten erstreckten sich nur über das dritte Jahrzehnt des 12. Jahrhunderts.

### 14. bis 16. Jahrhundert
Die Marienstatue, die in der Krypta verehrt wurde, kam erst später dorthin. Vermutlich datierte sie nicht vor Beginn des 14. Jahrhunderts. Ende des 16. Jahrhunderts wurde sie aus dem unterirdischen Sanktuarium herausgenommen und in der für sie am östlichen Ende des Chorhauptes der Abteikirche neuen Kapelle aufgestellt, die im 18. Jahrhundert errichtet worden war. Während der Revolution gelangte sie von Cuxa nach „Corneillá de Conflent“. In jüngerer Zeit hat der Conseil général des Departements Pyrenées-Orientakles eine andere romanische Marienstatue erworben, damit sich die Verehrung der Muttergottes in Cuxa auch im Bilde fortsetzen kann.
Wahrscheinlich Gegen Ende des 14. Jahrhunderts bis ins 15. Jahrhundert hat man die vorromanischen waagerechten Holzbalkendecken des Mittelschiffs und des Chorraums durch gotische Kreuzrippengewölbe ersetzt. Dabei wurde die Höhe des Chorraums auf fast die gleiche des Mittelschiffs vergrößert. Im Chor sind diese Gewölbe mit zwei Jochen noch vollständig erhalten. Im Hauptschiff sind davon nur die angespitzten Gurtbögen erhalten, die dann auch die Balkenlage des leicht geneigten Satteldachs trugen. Ihre Bogenansätze stehen auf Kragkonsolen, die wie auf den Kopf gestellte Pyramiden geformt sind. Ähnlich gestaltet sind beidseitig der Bogenansätze eingelassene kleinere Kragkonsolen, die noch kurze Fragmente der ehemaligen Kreuzrippen des Gewölbes tragen. Die Denkmalpflege unter J. Puig i Cadafalch wollte eigentlich die ursprüngliche Holzbalkendecke wiederherstellen, doch es fehlten genaue Hinweise auf den Originalzustand. Daher entschied man sich für die jüngere, aber authentische Konstruktion.

### Klosterleben von der Renaissance bis heute
Während der zweiten Hälfte des 16. Jahrhunderts wurde die Abteikirche nach dem Geschmack der Zeit (Epoche der Renaissance) teilweise umgestaltet. Die wahrscheinlich unter Abt Louis de Çargarriga (1561–1572) begonnenen Arbeiten – sein Familienwappen ist in der Chorapsis zu sehen – wurden am 15. Juli 1592 mit der erneuten Weihe des Hauptaltars durch den Bischof von Elne Fernando de Valdés Salas abgeschlossen. So wurden etwa die „Pfeiler“ der Scheidewände umgestaltet in Verbindung mit der Änderung der hufeisenförmigen Bögen in halbkreisförmige. Andere Hufeisenbögen, so die in den Querschiffarmen blieben hingegen erhalten. Zu dieser Zeit hat man die Seitenschiffe durch quer zum Schiff verlaufenden Mauern in insgesamt sechs Seitenkapellen unterteilt. Eine Maßnahme, die zu noch mehr Altären, zusätzlichen Gottesdiensten und Reliquienverehrungen und den damit verbundenen Spendeneinnahmen führen sollte. Diese Unterteilungen sind bei den Renovierungen der Neuzeit entfernt worden.
Währenddessen hatte jedoch die Übernahme durch Kommendataräbte zu einer Vernachlässigung der Disziplin im Kloster geführt. Von einem Gemeinschaftsleben konnte nach der Aufteilung der Konventspfründen unter den Professmönchen (Profess = Ordensgelübde) und der Umwandlung von Ämtern in Pfründen keine Rede mehr sein. Ein Versuch, zu der Regel gemäß den Beschlüssen des Konzils von Trient (1545–1563) zurückzukehren, schlug im 17. Jahrhundert fehl. Im Jahr 1787, am Vorabend der Revolution (1789), konstatierte die Voyage pittoresque de la France, dass „…die Geistlichen kaum mehr das Gemeinschaftsleben beachten; jeder hat seinen Anteil an den Pfründen des Kapitels…, besitzt sein eigenes Haus, Hausstand und Bedienstete und lebt nach seinem Geschmack in völliger Unabhängigkeit. Sie kleiden sich wie weltliche Priester und unterscheiden sich von diesen nur durch ein sehr kleines Skapulier (Teil einer Ordenstracht)…“
Die Revolution machte dieser langsamen Agonie ein Ende. Ein Gesetz vom Februar 1790 verbot das Anwerben von Novizen und säkularisierte die Güter der religiösen Orden. Der letzte Mönch von Cuxa wurde am 27. Februar 1793 von Revolutionären vertrieben, die das Kloster verwüsteten. Es wurde als nationales Eigentum verkauft und sollte die gefährlichen Zufälle kennenlernen, die private Eigentümerschaft mit sich bringen kann.

Abbaye Saint-Michel-de-Cuxa, Grafik, 1833–1834

Im Jahr 1840 hatte ein Besitzer den Plan, an der Stelle des Kreuzgangs ein Wasserbassin anzulegen, um eine Schmiede mit Wasser zu versorgen. Man suchte Abnehmer für den vielen Marmor. Die archäologische Kommission von Narbonne schaltete sich ein, verzichtete dann aber. Schließlich wurde man mit einer Badeanstalt in Prades über eine gewisse Anzahl von Arkaden handelseinig. Die anderen wurden abgerissen und in ihre Einzelteile zerlegt.
Die Gebäude, die den Hof des Kreuzgangs eingerahmt hatten, verschwanden eines nach dem anderen oder verfielen zu Ruinen. Der Kirche ging es kaum besser. Ihr Dach war schon 1835 eingebrochen und ein heftiger Sturm ließ 1839 den Nordturm einstürzen, in dem sich die Turmuhr und Glocken befanden.
Trotz alledem sollte das Klosterleben wieder in Cuxa Einzug halten: Zwischen 1919 und 1965 war es von Zisterziensern bewohnt. Ihnen folgte eine kleine Gemeinschaft von Mönchen aus der berühmten katalanischen Benediktinerabtei Montserrat, die bis heute die alte Abtei Cuixa geistlich belebt. Gleichzeitig machte sich die Denkmalpflege mit Beteiligung des Departements Pyrénées-Orientales daran, die materiellen Wunden zu schließen, und die Ruinen wieder aufzubauen. Die Restaurierungsarbeiten, denen archäologische Untersuchungen von Félix Hernández, J. Puig i Cadalfalch und Georges Gaillard vorausgegangen waren, begannen 1950. Den Plan dafür hatte Sylvain Stym-Popper erstellt, der verantwortliche Architekt der Denkmalpflege. Ein erster Arbeitsabschnitt wurde 1953 abgeschlossen, ein zweiter nach 1970. Die Kirche diente nun wieder dem Gottesdienst. Die Krypta wurde vor weiterem Eindringen von Wasser geschützt und die Kapitelle, die noch in Frankreich verblieben waren, wurden zusammengetragen und erneut im großen Kreuzgang aufgestellt.

### Heutige Bauwerke

#### Abmessungen*

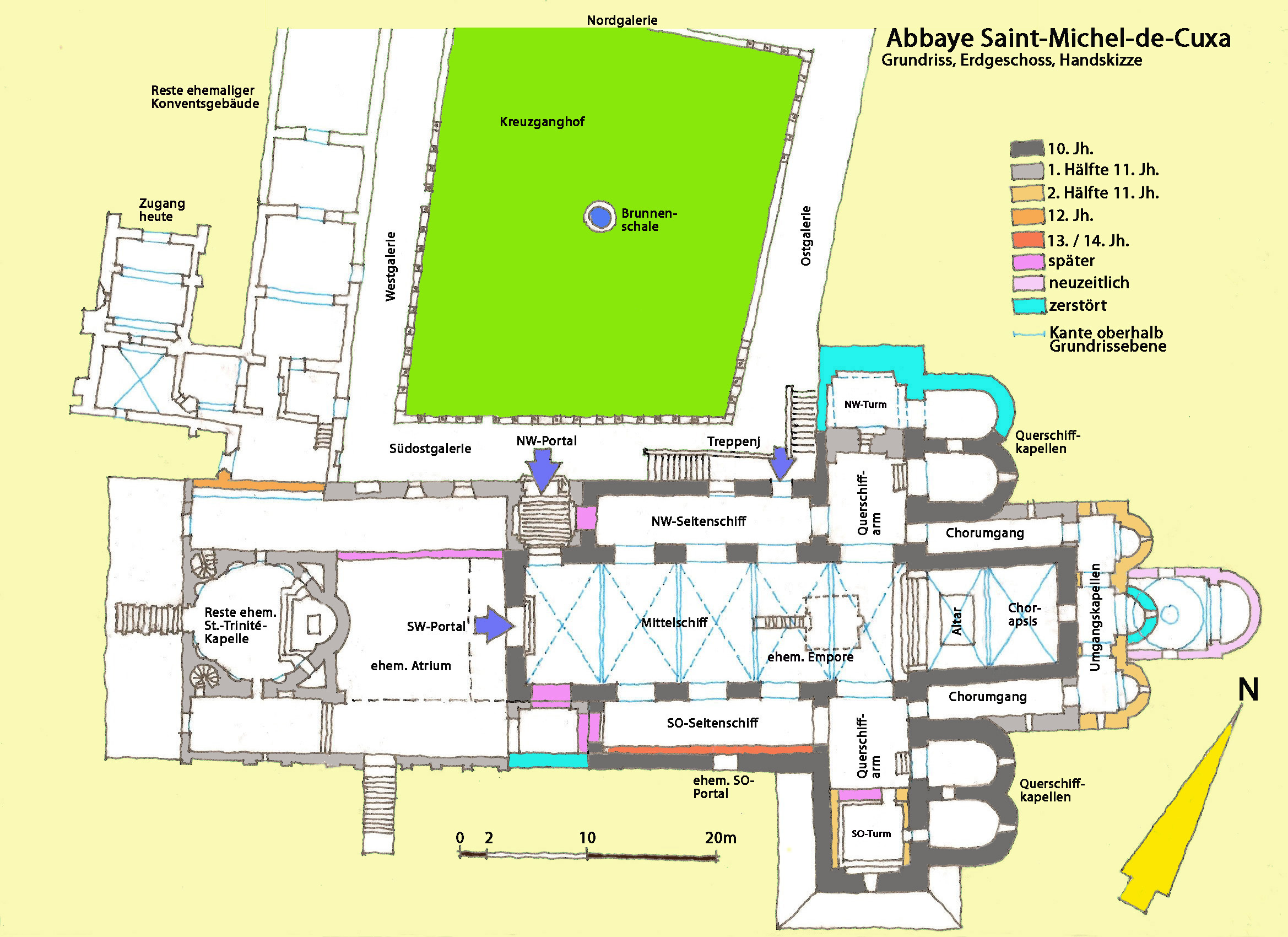
Grundriss des Erdgeschosses

(* Ungefähre Maße aus Grundriss entnommen und hochgerechnet)
| Kirche Saint-Michel - Länge über alles (Michaelskirche, Atrium, Sanktuarium) außen: 86,00 m - Länge Michaelskirche 12. Jahrhundert, außen: 52,00 m - Länge Querhaus, außen: 43,50 m - Breite Querhaus, außen: 23,00 m - Länge Mittelschiff, innen: 30,50 - Breite Mittelschiff, innen: 9,50 m - Höhe Mittelschiff, innen; 14,40 m - Länge Seitenschiffe, innen: 17,00 m - Breite Seitenschiffe, innen: 4,00 m u. 3,75 m - Höhe Seitenschiffe, innen: 8,80 m - Chorapsis, innen; 12,20 × 7,80 m - Höhe Chorapsis, innen: 13,80 m - Querschiffarm, innen: 14,00 × 6,40 m | Kapelle Vierge de la Crèche - Durchmesser Kapelle, innen: 9,00 m - Durchmesser Pfeiler: 1,80 m - Höhe der Kapelle: 4,30 m | Kapelle Saint-Trinité - Durchmesser großer Kreis: 9,50 m - Durchmesser östliches Halboval: 6,00 m - Durchmesser Apsis: 3,70 m - Breite außen: 11,75 m |

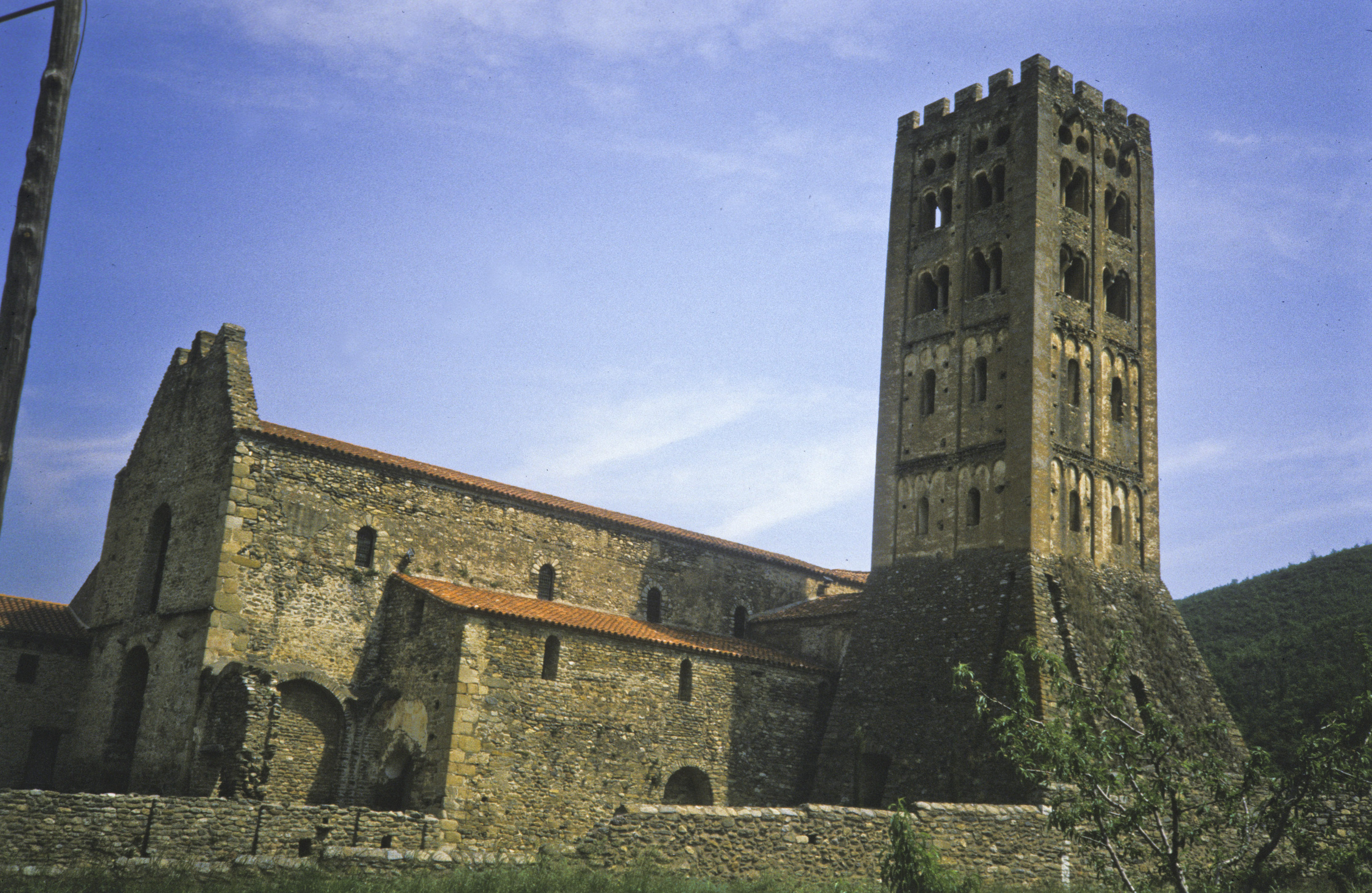
Michaelskirche von Süden

#### Michaelskirche

##### Äußere Erscheinung

###### Langhaus
Das dreischiffige Langhaus besteht aus einem zentralen Mittelschiff, dessen Längswände die beiden Seitenschiffe und die Querhausarme deutlich überragen. Sein präromanisches Mauerwerk aus unregelmäßigen Hausteinen kommt ohne jegliche Pfeilervorlagen oder sonstige Strukturen aus. Das Mittelschiff reicht von der Südwestfassade bis zur Nordostseite des Querhauses und wird von einem flach geneigten Satteldach aus roten Hohlziegeln überdeckt, welches an den Traufen auf einfachen abgeschrägten Gesimsen aus Stein leicht auskragt.
Das südöstliche Seitenschiff reicht wie das ursprüngliche vom südöstlichen Querhausarm bis etwa zur Trennung der ersten beiden Joche des Mittelschiffs. Das nordwestliche Seitenschiff reicht vom nordwestlichen Querhausarm bis zur Giebelwand der Kirchenfassade. Diese Länge ist nicht ursprünglich und entstand erst mit der Errichtung des neuen Eingangsportals und der Differenztreppe in den 1950er Jahren im Bereich des ersten Jochs.
Beide Seitenschiffe sind mit Pultdächern in gleicher Neigung wie das Hauptdach überdeckt die auch die gleichen Traufausbildungen aufweisen. Die Schiffe werden von recht kleinen rundbogigen Fenstern belichtet, auf den Südostseite sind es zum Mittelschiff vier Fenster, die unmittelbar auf den Pultdachfirsten aufstehen. Das Seitenschiff darunter öffnen sich mit drei solchen Fenstern kurz unter den Traufen. Im Erdgeschoss dieser Außenwand öffnete sich einst ein hufeisenbogig überdecktes Portal, das durch die innere Vormauerung einer stabilisierenden Wand im 13. oder 14. Jahrhundert bis auf eine außen verbleibende Nische verschlossen worden ist. Am Südwestende dieses Seitenschiffs und in der Scheidewand des ersten Jochs sind rundbogige Arkadennischen erhalten, die einmal Verbindungsöffnungen zum Mittelschiff und zum Seitenschiff waren, und zwar aus der zeitweiligen Verlängerung dieses Seitenschiffs. Davon stammen auch die freistehenden Relikte eines gemauerten Arkadenbogens in Verlängerung der Fassadenwand.

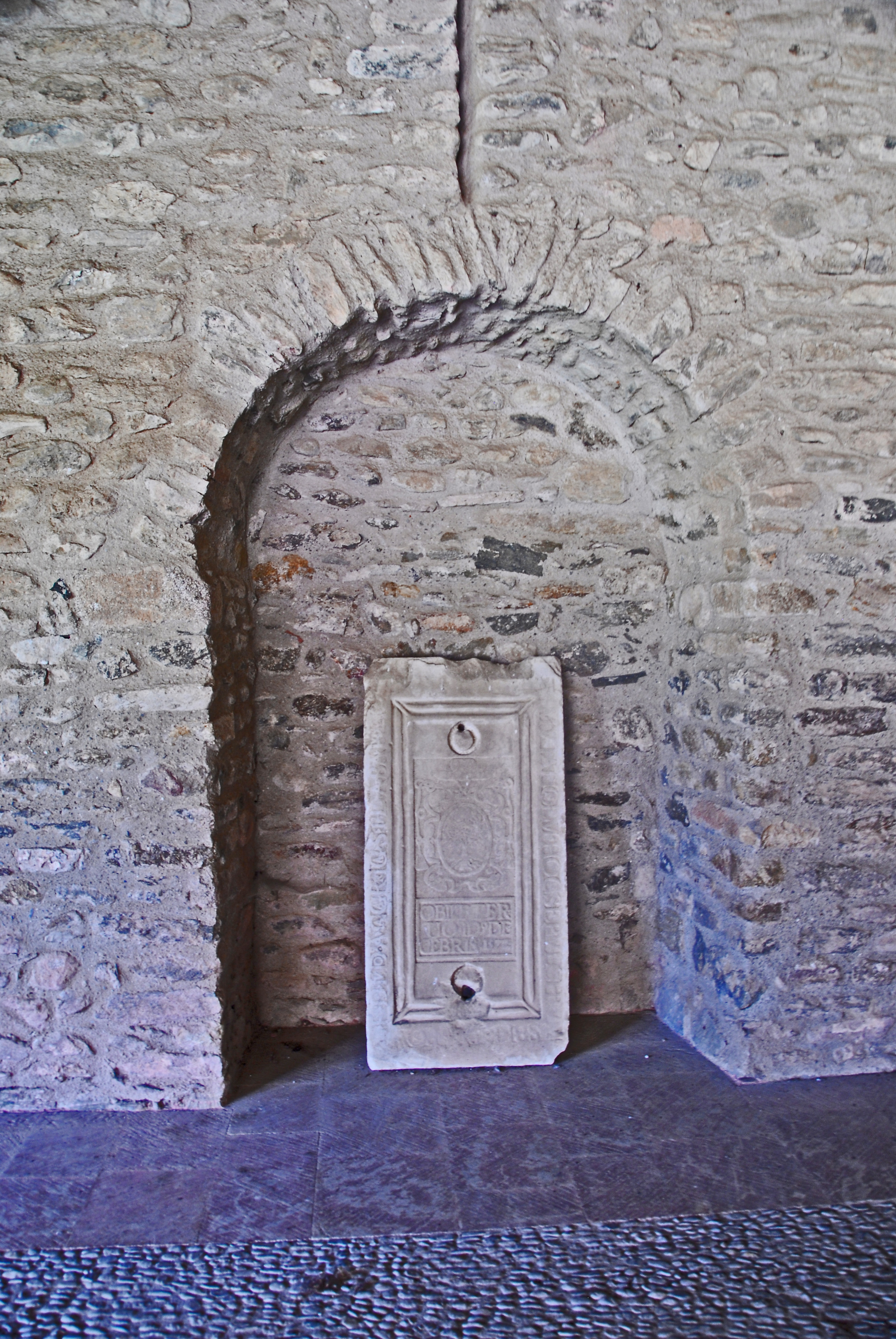
Nische mit Grabplatte

Auf der Nordwestseite weist das Mittelschiff keine Fensteröffnungen auf. Hingegen sind in der Außenwand des Seitenschiffs knapp unter der Traufe vier kleine Fenster ausgespart, die denen der Gegenseite entsprechen. Diese Wand wird im unteren Abschnitt von der Südostgalerie des Kreuzgangs verdeckt. In ihr öffnet sich im ersten Joch der Kirche das neue Seitenportal mit der dahinter befindlichen Differenztreppe, die aus den 1950er Jahren stammen. Am Nordostende dieser Wand gab es im Bereich des dritten Jochs einst ein Portal mit hufeisenförmigem Bogen, das heute außenseitig zugemauert ist und demjenigen auf der Südostseite entsprach. Offensichtlich – als dessen Ersatz – öffnet sich heute im vierten Joch ein außenseitig rechteckiges Portal dessen Schwellen auf dem Bodenniveau der Kirche liegt, ebenso wie die des Vorgängerportals. Dieser Umbau stammt vermutlich aus der zweiten Hälfte des 16. Jahrhunderts. Beiden Portalen vorgelagert ist heute ein etwa einen Meter breites Podest, zu dem auf der Nordwestwand des Seitenschiffs und der Südwestwand des Querhausarms je eine Treppe mit elf Stufen hinaufführt, die alle von schmiedeeisernen Geländern begrenzt werden.
Die Fassade auf der Südwestseite des Langhauses ist ebenso schlicht, wie die anderen Seiten des Langhauses. Besonders auffallend ist die Neigung der Giebelwandoberseiten mit etwa 45 Grad, gegenüber etwa 20 Grat der Satteldachfläche der Schiffe. Allerdings hat man die theoretische Giebelhöhe, bei Durchführung der Schrägen bis zu Mitte gemildert, in dem man sie deutlich gekappt hat, und aus ihr drei spitze und gleich hohe „Zinnen“ gemacht. Die mittlere ist etwas schlanker als die anderen beiden und besteht aus rotem Ziegelsteinmauerwerk. In ihr ist eine kleine rundbogige Öffnung ausgespart. Ein kurzes Stück darunter war eine etwas größere rundbogigen Fensteröffnung eingelassen, die aber wieder vermauert worden ist. Dieses Fenster soll seine ursprüngliche Form bewahrt haben. Die Mitte der Fassade wird dominiert von zwei großen heute rundbogigen Öffnungen, und zwar das Hauptportal und nicht weit darüber das größte Fenster der Kirche. Beide Öffnungen sollen ursprünglich von hufeisenförmigen Bögen überdeckt worden sein. Die seitlichen Giebelkanten sind aus besonders großen Steinquadern deren Längsseiten jeweils wechseln. Kurz unter der Fensterbrüstung verläuft auf beiden Seiten eine Reihe auskragender flacher Steine, unter denen der Giebel eines Pultdachs über die ganze Giebelbreite anschloss. Knapp über der Höhe des Hauptportals sind vier Konsolsteine eingemauert die die Firstpfette des Pultdachs trug. Diese Relikte bestätigen, dass die seitlichen Galerien des Atriums von einer Galerie entlang der Fassade verbunden waren, der gleichzeitig als Vordach zum Hauptportal diente.

###### Querhaus und Glockenturm

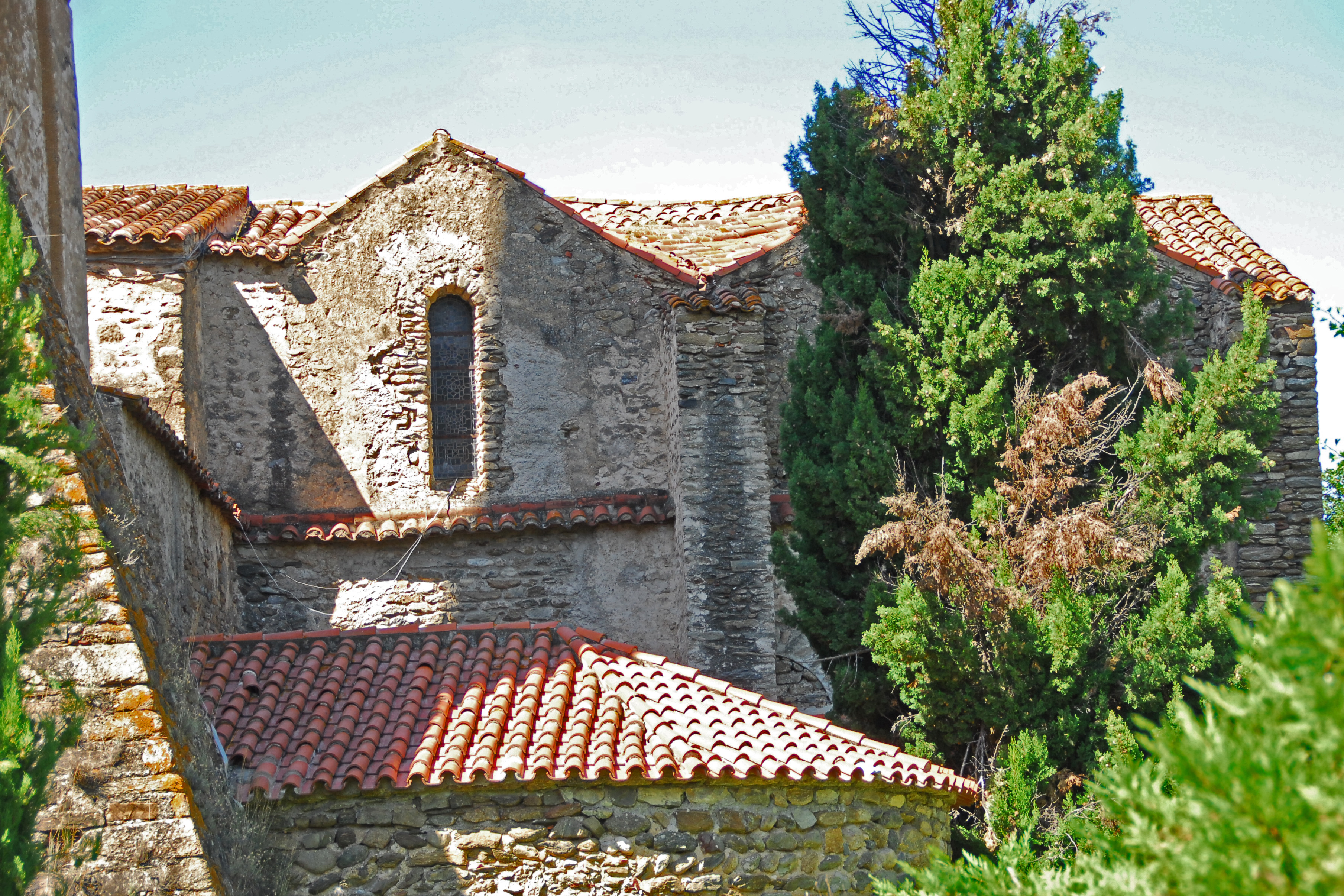
Kirche St.-Michel, Chorpartie von SO

Ursprünglich überragten die Querhausarme auf beiden Seiten im Bereich des fünften Jochs das Mittelschiff um je etwa 15,50 Meter. Das Erdgeschoss gehört zum Bauabschnitt aus dem 10. Jahrhundert. Die ehemals beiden Glockentürme über den Enden der Querhausarme sind offensichtlich in der ersten Hälfte des 11. Jahrhunderts errichtet worden, vermutlich zwischen 1040 und 1046. Da im Jahr 1839 der Nordwestturm mit seinem Unterbau im Erdgeschoss und dessen Kapelle eingestürzt sind, hat sich nordwestliche Querhausarm entsprechend verkürzt. Er steht heute auf einem leicht rechteckigen Grundriss und wird von einem leicht geneigten Satteldach überdeckt, mit der gleichen Eindeckung und der Traufausbildung, wie beim Langhaus, jedoch in dessen Querrichtung. Ihre Traufhöhen liegen etwas über den Pultdachfirsten der Seitenschiffe, ihre Firsthöhe knapp unter den Traufhöhen des Mittelschiffs. Seine Wände weisen keine Fensteröffnungen auf.

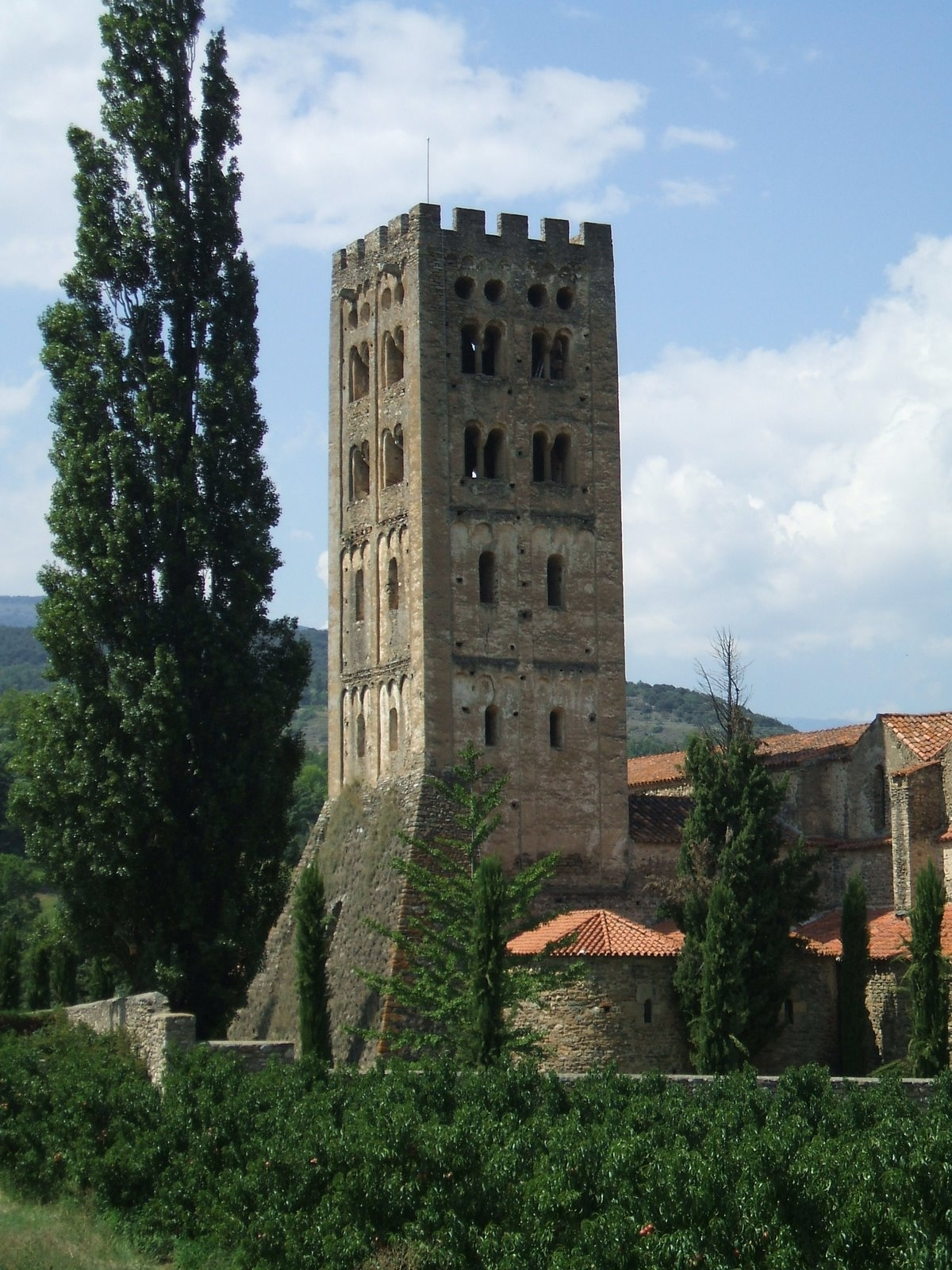
Turm von Nordost, mit Querhauskapellen

Der südöstliche Querhausarm besitzt zwischen dem Turm und dem Mittelschiff die gleiche Form wie die auf der nordwestlichen Gegenseite. Der Glockenturm besitzt oberhalb des Querhausdachs einen quadratischen Umriss von etwa 9 × 9 Metern. Nach der Rekonstruktion des Architekturmodells besaßen die Türme ursprünglich ein geschlossenes Sockelgeschoss mit einem etwas größeren Umriss, dessen Rückversatz etwa in Höhe der Seitenschifftraufen lag und kaum wahrnehmbare Abwärtsausstellungen der Wände aufweist. Dieser Sockel mit seinem Rückversatz ist nur noch in seinen oberen Teilen auf der Nordostseite des Turms zu sehen. Das gilt auch für das erste Turmgeschoss, dessen Höhe nur dort in ganzer Höhe erscheint. Heute wird der Turmsockel und mehr als die halbe Höhe des ersten Turmgeschosses des Südostturms von einem nachträglich vorgemauerten steil nach außen abgeschrägten Sockel stabilisiert, und zwar nur auf der Südwest-, Südost- und ein kurzes Stück auf der Nordostseite. Die Oberkante des neuen Sockels liegt gut einen Meter unter den Brüstungen der Fenster des ersten Turmgeschosses. Das hier ausgewählte schlichte Mauerwerk aus unregelmäßigen Hausteinen, ähnlich dem der Schiffe, und ohne jegliche Dekorationen – wie beim Turm – lässt darauf schließen, dass die Baumeister unter heftigem Druck standen, der auf fortschreitende Rissbildungen im Turmmauerwerk zurückzuführen war. Im Grundriss der Kirche sind auch inneren Verstärkungen des Turms erkennbar, die auf die zweite Hälfte des 11. Jahrhunderts datiert sind. Das lässt darauf schließen, dass auch die äußeren in dieser Zeit erfolgt sind. Ob diese Aussteifungen auch am Nordwestturm durchgeführt wurden, geht nicht aus den Quellen hervor.
Der Turm ist über dem ursprünglichen Sockel etwa dreimal so hoch wie seine Breite.
Die Gliederung der Turmseiten erfolgte im Lombardischen Baustil, mit sechs Wandnischen geringer Tiefe. Die vertikale Unterteilung übernehmen einfache kantige Lisenen, breitere an den senkrechten Turmkanten und halb so breite in der Mitte der Wand. Die horizontale Teilung in drei unterschiedlich hohe Turmgeschosse übernehmen zwei Gesimse aus dreiteiligen Rundbogenfriesen, kombiniert mit zwei Zahnfriesen über dem ersten Geschoss und einem einfachen Fries aus Ziegelsteinen über dem zweiten Geschoss. Das dritte und oberste Geschoss wird oben abgeschlossen durch ein vierteiliges Rundbogenfries. Damit oberflächenbündig folgt noch ein kurzes Stück Wandfläche, das von fünf kantigen Zinnen bekrönt wird, dessen Zwischenräume etwas schmaler sind als die Zinnen. Das Architekturmodell zeigt statt der Zinnen flach geneigte Pyramidendächer, vermutlich eine ältere Ausführung. Die Zinnen waren eine Verteidigungsnachrüstung vor dem 13./14. Jahrhundert. Das erste Geschoss war etwa so hoch, wie die Turmbreite. Auf jeder Wandseite sind zwei kleine rundbogige Fenster ausgespart, jeweils leicht aus der Mitte der Nischen nach innen versetzt. Das zweite Geschoss ist etwa 2/3 so hoch wie das erste, sonst aber äußerlich gleich gestaltet. Das dritte Geschoss ist kaum doppelt so hoch wie das zweite. Wegen des deutlich höheren Anteils an Öffnungsflächen sollten hier wohl ein Glockenstuhl untergebracht werden. In jeder Wandseite sind vier rundbogige Zwillingsarkaden ausgespart. Die äußeren Kanten der Öffnungen sind als kantige Rückversätze ausgebildet. Die Bögen stehen in der Mitte gemeinsam auf einer Rundsäule, die mit einem lang gestreckten Kapitell ausgerüstet ist. Die Klangöffnungen sind nicht in der Nischenmitte, sondern zur Wandmitte hin leicht versetzt angeordnet. Über den Bögen der oberen Klangöffnungen ist jeweils eine kreisrunde Klangöffnung mit dem gleichen Durchmesser ausgespart. Auf der Südostseite des Turms kragen zwei steinerne Wasserspeier aus, die jeweils im zweiten Bogen (von außen) des Frieses angeordnet sind. Sie entwässern die begehbaren Dachflächen des Turms, hinter den Zinnen.

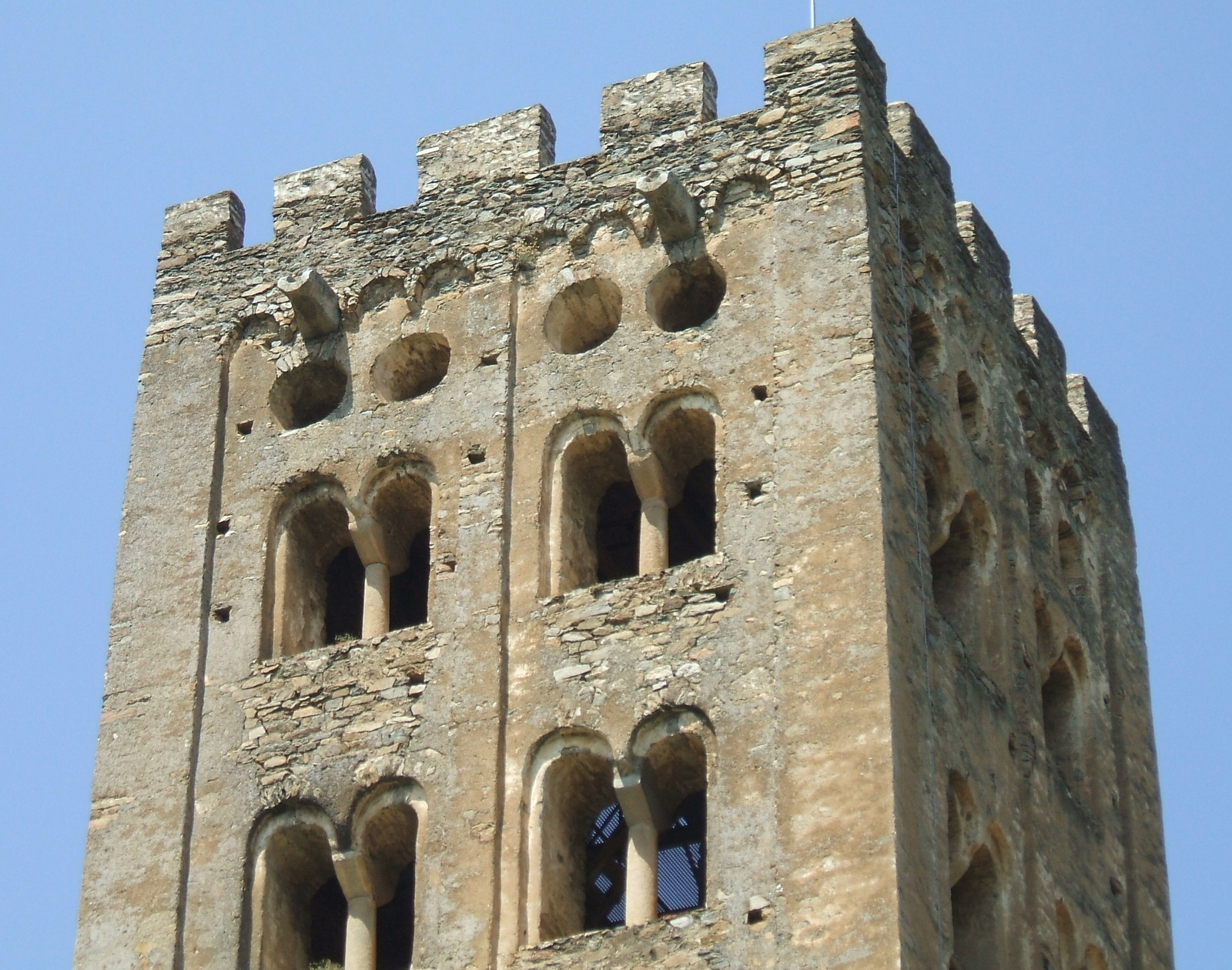
Turmende, Südostseite, Detail

Der erhaltene Turm ist ein wunderbares Beispiel für die Architektur des premier art roman méridional. Auch sein Mauerwerk des 11. Jahrhunderts zeigt diesen Charakter, der sich deutlich von dem der vorromanischen Bauten unterscheidet. Es besteht aus sorgfältig geschnittenen Bruchsteinen, die in einem regelmäßigen Mauerverband aufgeschichtet sind.
Auf den Nordostseiten der Querhausarme schloss einst jeweils ein Zwillingspaar von Querhauskapellen an, von denen die nordwestlichste seit dem Einsturz des Nordwestturms nicht mehr erhalten ist. Die Kapellen stehen auf Grundrissen aus je einem Quadrat, das von einem Halbkreis abgeschlossen wird. Sie werden von flach geneigten Satteldächern, an die sich halbe Kegeldächer anschließen überdeckt, Eindeckung und Traufausbildungen entsprechen denen der Schiffe. Ihre Firste reichen bis knapp unter die ursprünglichen Rückversätze der Turmsockel. In den Kapellenachsen ist je ein kleines rundbogiges Fenster ausgespart.
In der zentralen Achse der Kirche schließt an die Nordostwand des Mittelschiffs der im Grundriss rechteckige Chorraum an, der aus den deutlich niedrigeren Pultdächern des Chorumgangs herausragt. Der Chorraum ist etwas schmaler als das Mittelschiff und war ursprünglich niedriger als dieses (siehe Modell). Mit dem Einzug gotischer Gewölbe gegen Ende des 14. bis Anfang des 15. Jahrhunderts wurde die Chorhöhe fast auf die des Mittelschiffs vergrößert. Dementsprechend ist das Satteldach des Chors heute eine Verlängerung des Mittelschiffdachs. Auf den Seitenwänden des Chors wird die inneren Aufteilung in zwei Joche von drei Strebepfeilern markiert. In Höhe der Querhaustraufen gibt es zwischen den Strebepfeilern einen leichten Rückversatz, der mit einer Reihe Dachziegeln eingedeckt ist. Darüber ragen auf jeder Chorseite zwei Giebelwände in Jochbreite auf, die zusammen mit kleinen quer zum Hauptdach verlaufenden Satteldächern wie Dachgauben erscheinen. Auf beiden Seiten des Chors ist in jeder dieser Wände ein rundbogiges Fenster ausgespart, die den Chor belichten. Der Nordostgiebel des Chors wird durch den Anschluss der Strebepfeiler deutlich verbreitert. Über dem Dach des Kapellenanschlusses ist in dieser Wand ein kreisrundes Fenster ausgespart.
Die seitlichen Teile des Chorumgangs werden von Pultdächern überdeckt, deren Traufen etwa in Höhe der Kapellentraufen liegen. Das Pultdach über dem nordöstlichen Umgang verläuft über die ganze Chorbreite einschließlich der seitlichen Umgangsteile. Sein First liegt auf der Höhe der Traufen der seitlichen Umgangsteile. An der nordöstlichen Wand des Umgangs sind noch die beiden äußeren Apsidiolen erhalten, auf halbkreisförmigem Grundriss, mit einem halben Kegeldach überdeckt. Ihre Firste liegen noch deutlich unter der Traufe dieses Umgangsabschnitts. In den beiden Seitenwänden der Umgangsgalerien sind je zwei kleine rundbogige Fenster ausgespart.
Eine zweite Marienkapelle wurde im 18. Jahrhundert an den Chor und dessen Umgang in der Achse der Kirche angebaut. Zu diesem Zweck musste vorher die mittlere Apsidiole des Chorumgangs abgerissen werden. Ihr Grundriss besteht aus einem Quadrat mit einer etwas schmaleren halbkreisförmigen Chorapsis. Das Quadrat passt genau zwischen die beiden äußeren Apsidiolen. Die Wände über dem Quadrat reichen ein gutes Stück über die Pultdachfirste der seitlichen Chorumgänge, Die Nordwest- und Südostwand werden oberhalb des Dachs des nordöstlichen Umgangs bis gegen die Chorwand geführt. In diesen Wänden ist jeweils in Kapellenmitte ein rechteckiges lang gestrecktes Fenster ausgespart. Über den im Quadrat stehenden Außenwänden der Kapelle ragen die Wände im mittleren Abschnitt noch ein kurzes Stück weiter auf, in dem sie dort ein Achteck bilden, das die innere Kuppel umschließt. Dieses Achteck wird von einem runden Dach in Form eines Kegelstumpfes überdeckt, das im Querschnitt glockenförmig geschwungen ist. Über den Ecken des Quadrats sind dreieckige Flächen entstanden, die mit kleinen Dächern, in Form von halben Pyramiden überdeckt sind. Zwischen Kapelle und Chor verbindet ein Satteldach die beiden Baukörper. Aus dem First des Kegeldachs der Kapelle ragt eine runde Dachlaterne heraus, die von acht Säulen umstanden ist die ein auskragendes Kegeldach aus Metall tragen. Zwischen den Säulen erkennt man vier segmentbogige Fenster. Die Chorapsis wird von einem halben Kegeldach überdeckt. Die Dächer der Kapelle sind steiler als die der Kirche, aber wie diese mit roten Hohlziegeln eingedeckt.

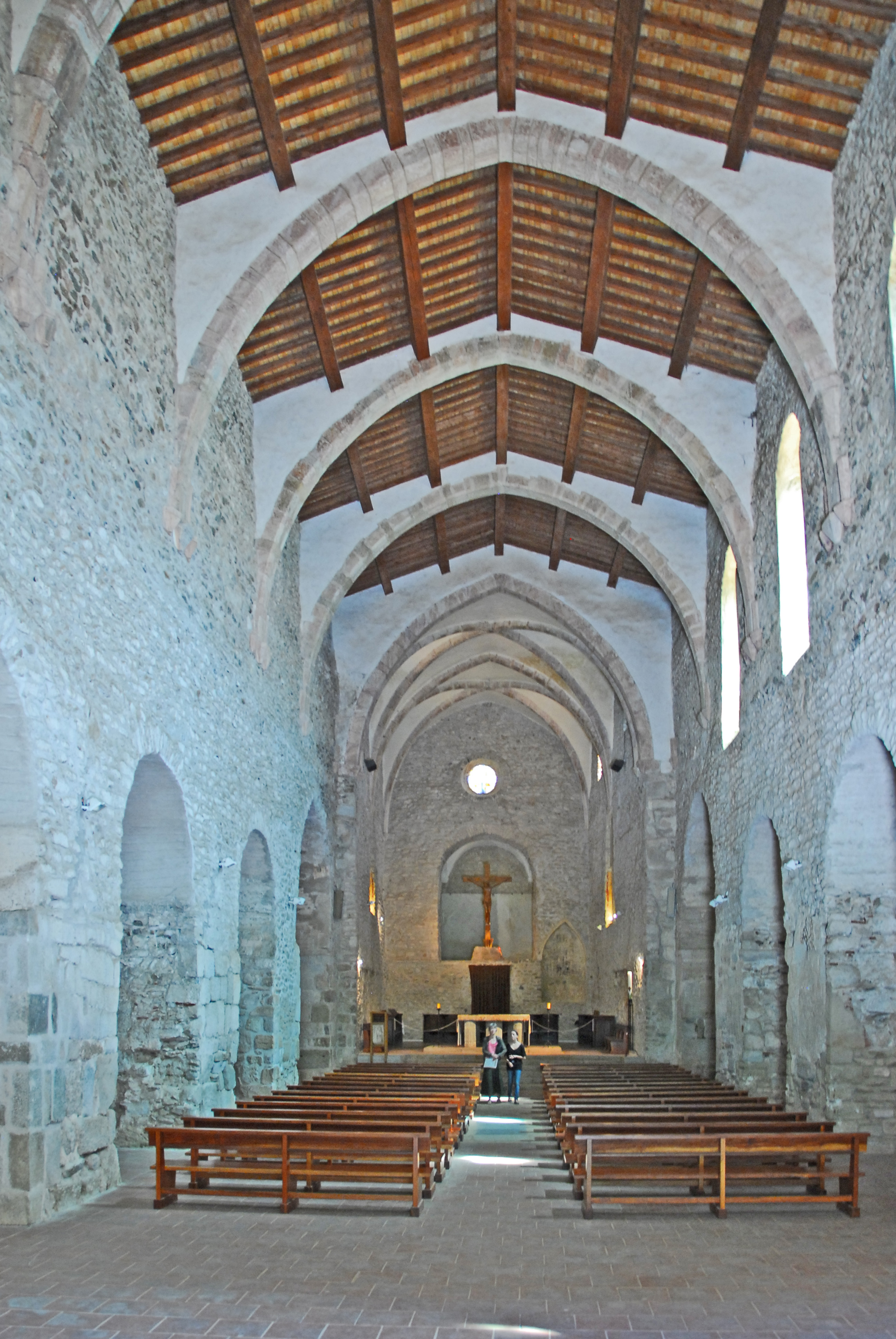
Mittelschiff zum Chor

##### Inneres der Michaelskirche
Die Bauwerksubstanz im Innern der Kirche zeigt ein unverputztes präromanisches Natursteinmauerwerk aus unregelmäßig versetzten Hausteinen unterschiedlicher Formate, wie es auch an den äußeren Bauteiloberflächen überwiegend zu finden ist.

###### Langhaus
Das dreischiffige Langhaus besteht aus einem vierjochigen Mittelschiff, das noch um ein fünftes zwischen den Querhausarmen verlängert ist, und aus zwei Seitenschiffen, die über die Joche eins bis vier reichen. Die Unterteilung in gleich breite Joche kannten die präromanischen Baumeister noch nicht, so dass die Arkaden in den Scheidewänden nicht nach den späteren Gurtbogenunterteilungen ausgerichtet werden konnten. Ihre rundbogigen Öffnungen sind nicht in der Jochmitte angeordnet, sondern grenzen jeweils an den südwestlichen Rand der gotischen Joche. Die einst hufeisenförmigen Bögen der Arkaden im Bereich der Seitenschiffe wurden in der zweiten Hälfte des 16. Jahrhunderts in rundbogige geändert.
Von den gegen Ende des 14. bis Anfang des 15. Jahrhunderts eingebauten gotischen Kreuzrippengewölben in den fünf Jochen des Mittelschiffs sind lediglich die leicht angespitzten Gurtbögen erhalten, deren leicht trapezförmige Bögen aus Keilsteinen zusammengesetzt sind, die etwa in 2/3 der Wandhöhe auf Kragkonsolen stehen, deren auskragenden Teile die Form zugespitzter, auf den Kopf gestellter halber Pyramiden besitzen. Von den deutlich schlankeren Kreuzrippen sind nur noch die unteren kurzen Reststücke erhalten, die beidseitig neben den Gurtbögen auf ähnlichen aber deutlich kleineren Kragkonsolen stehen. Sie weisen einen trapezförmigen Querschnitt auf. Die Gurtbögen tragen Zwickel aus verputztem Mauerwerk, die oberseitig vom First zu den Traufen abgeschrägt sind. Sie werden von jeweils fünf Pfetten durchstoßen, die oberseitig mit den schrägen Zwickeln bündig abschließen. Auf und quer zu den Pfetten liegen in engen Abständen Sparren, die wiederum eine Holzschalung tragen. Die hölzerne Dachkonstruktion ist in dunkelbraunem Farbton imprägniert.
Die Westwand des Mittelschiffs wird in der Achse von einer großen rechteckigen Portalöffnung durchbrochen, die außen rundbogig ist. Kurz darüber ist ein großes rundbogiges Fenster ausgespart, über das die Nachmittagssonne das Schiff in goldenes Licht taucht. Das außen im Giebel vorhandene kleine rundbogige zugemauerte Fenster ist innen nicht zu erkennen.

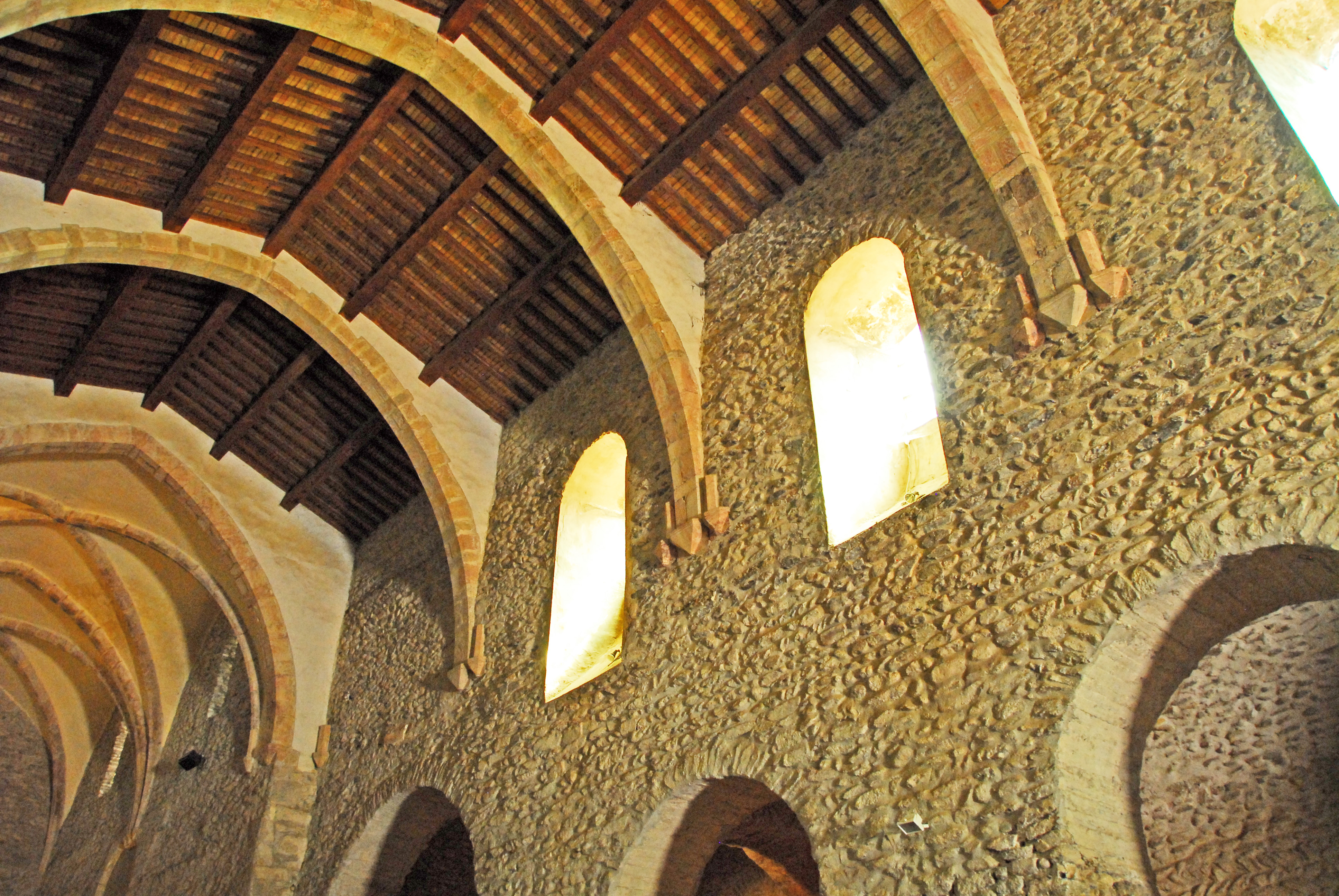
Mittelschiff, SO-Scheidewand mit Gewölbe- u. Dachkonstr.

In der südöstlichen Scheidewand ist in den Jochen zwei bis vier je ein rundbogiges Fenster ausgespart, dessen Gewände nach innen stark aufgeweitet ist und es dadurch größer erscheinen lässt. Die innere Brüstungskante reicht ein gutes Stück unter die Kragkonsolen hinunter. Von den außen noch zu sehenden vier „Fenster“ ist offensichtlich eins innenseitig vermauert worden.
Die Seitenschiffe sind von halben Tonnengewölben überdeckt, die nach dem Einbau der gotischen Gewölbe die Aufgabe von Strebepfeilern übernehmen und diese entbehrlich machen.
Im südöstlichen Seitenschiff sind drei kleine rundbogige Fenster ausgespart, deren innere Brüstungskanten in Höhe der Gewölbeansätze liegen. In diesem Schiff wurde im 13./14. Jahrhundert vor die Außenwand eine zusätzliche Wand vorgemauert, vermutlich um die Wand zur Ableitung der Gewölbelasten aus dem Mittelschiff zu verstärken. Dadurch ist das gegenüber dem dritten Joch ursprünglich vorhandene Südostportal mit Hufeisenbogen verschwunden ist. Die südwestliche Kopfwand weist unten eine breite Blendarkade auf, dessen Nischengrund verputzt ist. Ganz oben schneidet ein rechteckiges Fenster die Gewölberundung an. Am Nordostende öffnet sich eine große Arkade mit einem hufeisenförmigen Bogen in das Querhaus.
Das nordwestliche Seitenschiff ist etwas schmaler als das nordwestliche, da man hier auf einen nachträglich Einzug einer aussteifenden Wand verzichtete. Wie im gegenüberliegenden Seitenschiff war auch hier gegenüber dem dritten Joch ein hufeisenbogiges Portal ausgespart, von dem heute nur noch eine flache Nische Zeugnis ablegt. Gegenüber dem vierten Joch wurde dann nachträglich ein neues segmentbogiges Portal geöffnet. Die Ursache dieser Veränderung geht nicht aus den Quellen hervor. Sie entstand jedenfalls deutlich vor dem Einbau des neuen Portals gegenüber dem ersten Joch in der Mitte des 20. Jahrhunderts. Die Fenster entsprechen denen des gegenüberliegenden Seitenschiffs, wie auch die Blendarkade auf der südwestlichen Kopfwand und die Arkade in der Nordostwand.

###### Querschiff mit Kapellen

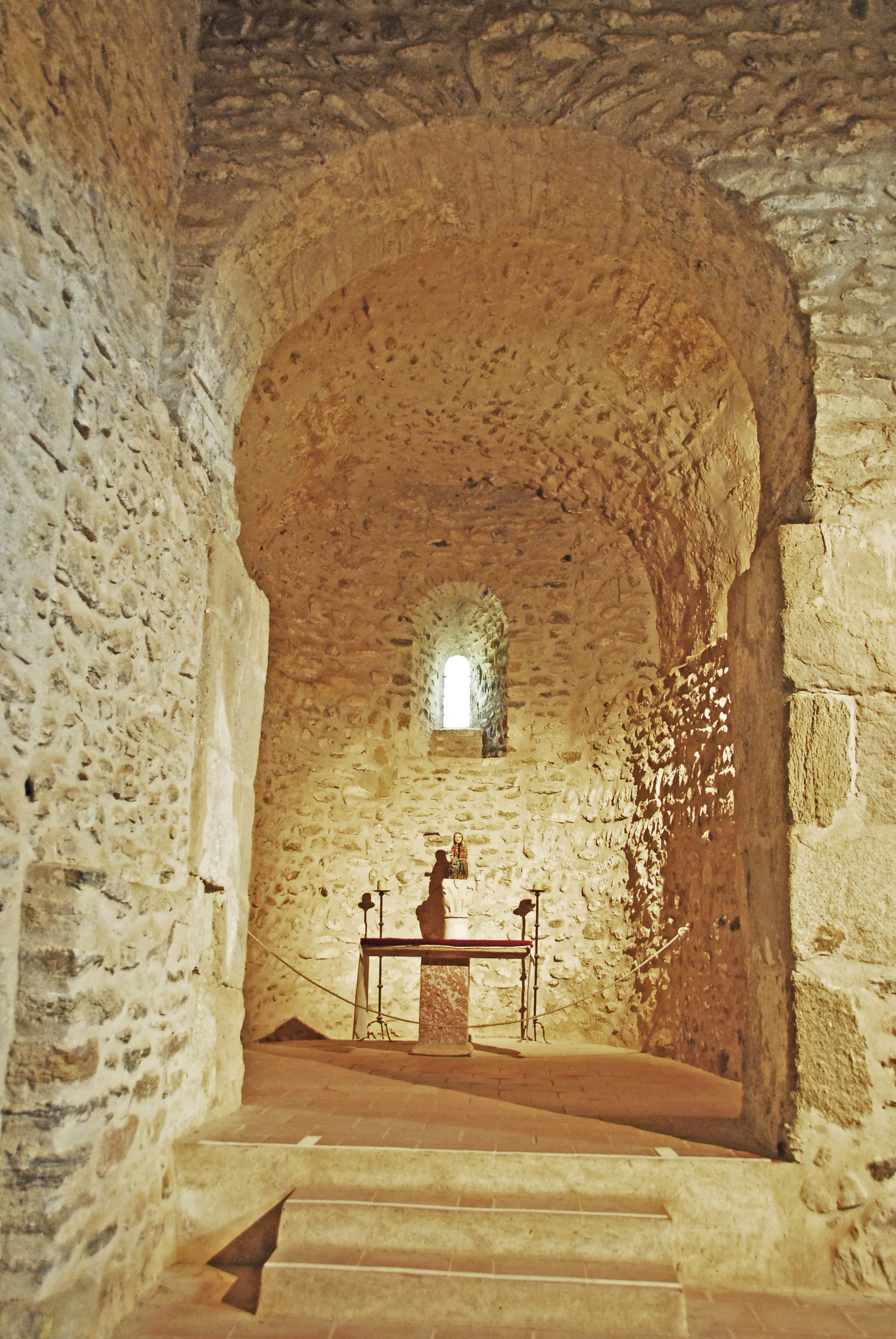
Querhauskapelle mit Madonna

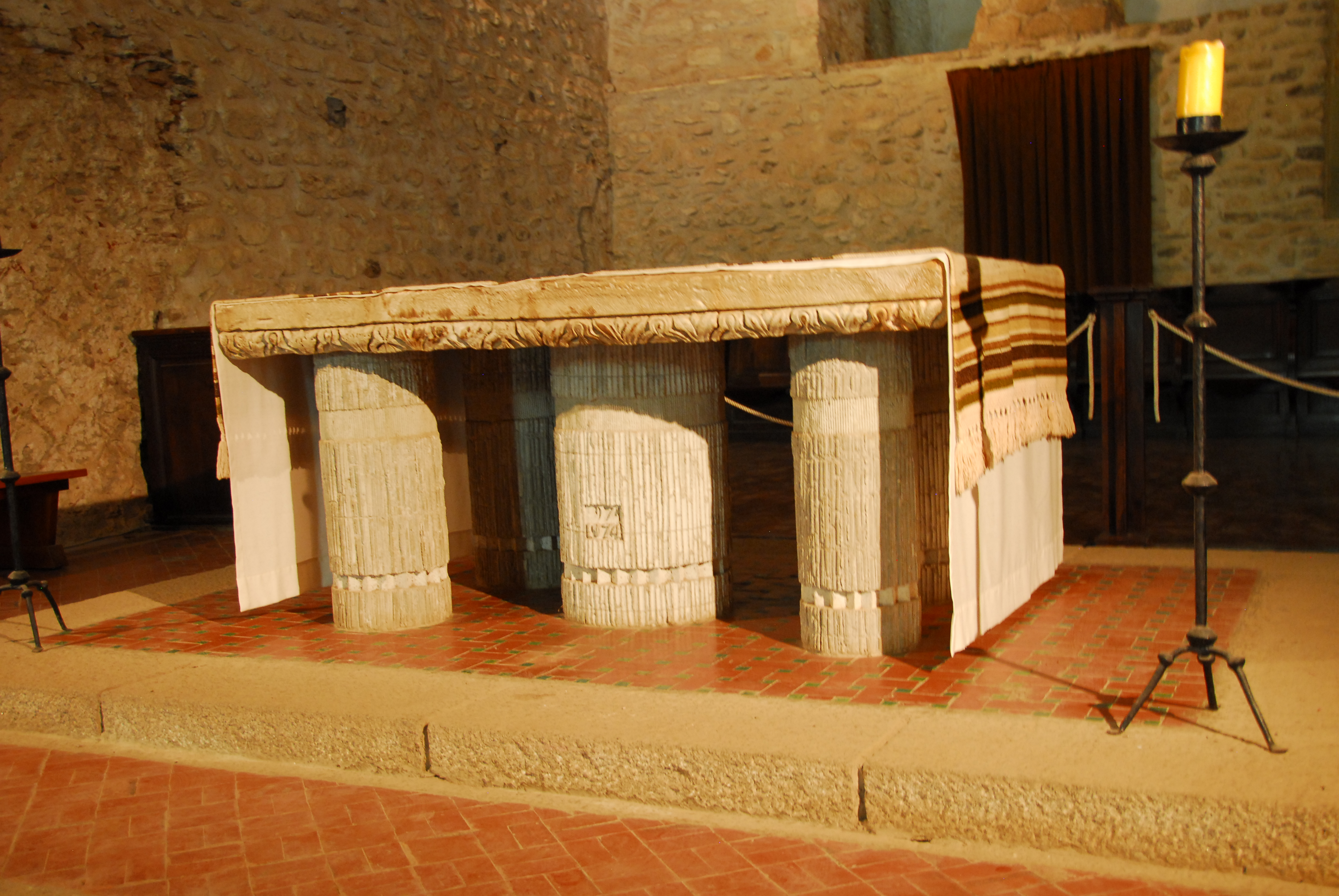
Michaelskirche, Chor, Hauptaltar

Vor dem Chorraum gibt es keine ausgeschiedene Vierung, wie man sie sonst von romanischen Grundrissen kennt. Dieser Bereich ist eigentlich hier eine Verlängerung des Mittelschiffs um ein weiteres, ein fünftes Joch. So verbleiben für das Querschiff nur die beiden Querschiffarme, der nordwestliche und südöstliche. Dem ersten fehlt heute sein äußerer Abschnitt mit der zugehörigen Kapelle, die dem bekannten Einsturz des Turms zum Opfer gefallen ist. Er ist entsprechend kürzer. Die Querschiffarme werden quer zum Mittelschiff von halbrunden Tonnengewölben überdeckt, deren Ansätze ohne Zäsur knapp über den Scheiteln der Arkaden zum Mittelschiff liegen. Die Unterteilungen der Querschiffe erfolgten est nach ihrer Entstehung. Unter dem Südostturm wurden in der zweiten Hälfte des 11. Jahrhunderts die Wände durch Vormauerungen innenseitig verstärkt, vermutlich zusammen mit den außenseitigen steil abgeschrägten Stabilisierungen.
An die Nordostwand der Querschiffarme war einst je ein Kapellenpaar angebaut, von denen das südöstliche vollständig erhalten ist. Die Kapellen stehen jeweils auf dem Grundriss eines Quadrates, an das eine halbkreisförmige Apsis anschließt. Sie sind von Kalotten überdeckt in Form einer Tonne, an die eine halbe Kuppel anschließt. In der äußeren Kapelle wurde die ursprünglich größere Arkadenöffnung bis auf eine kleine Tür zugemauert. Die inneren Kapellen und ihre Zugänge sind wie ursprünglich erhalten. In sie öffnet sich je eine fast gleich breite Arkade, die von einem Hufeisenbogen überdeckt ist. Eine drei- und fünfstufige Treppe überbrückt den Höhenversatz der Fußböden. In der Achse der Apsis ist je ein kleines rundbogiges Fenster ausgespart. Ein weiteres Fenster verband die Kapellen untereinander.
Die Zugänge zu den Chorumgängen zwischen Chor und Kapellen haben fast die gleiche Höhe, wie die Kapellenarkaden. Die gut einen Meter breite Öffnung ist in etwa halber Höhe durch einen waagerechten Sturz unterteilt. Die untere Öffnung ist rechteckig, die obere wird von einem Hufeisenbogen überdeckt. Man erkennt das dahinter anschließende halbe Tonnengewölbe, das die obere Öffnung leicht anschneidet.
Die Arkade des „Triumphbogens“ ist allseitig etwas kleiner als das Mittelschiff und seine Gurtbögen. Die seitlichen Kanten bilden kräftige Rückversätze zu dem schmaleren Chorraum. Die Bogenansätze liegen entsprechend etwas tiefer, als die des Mittelschiffs.

###### Chorraum

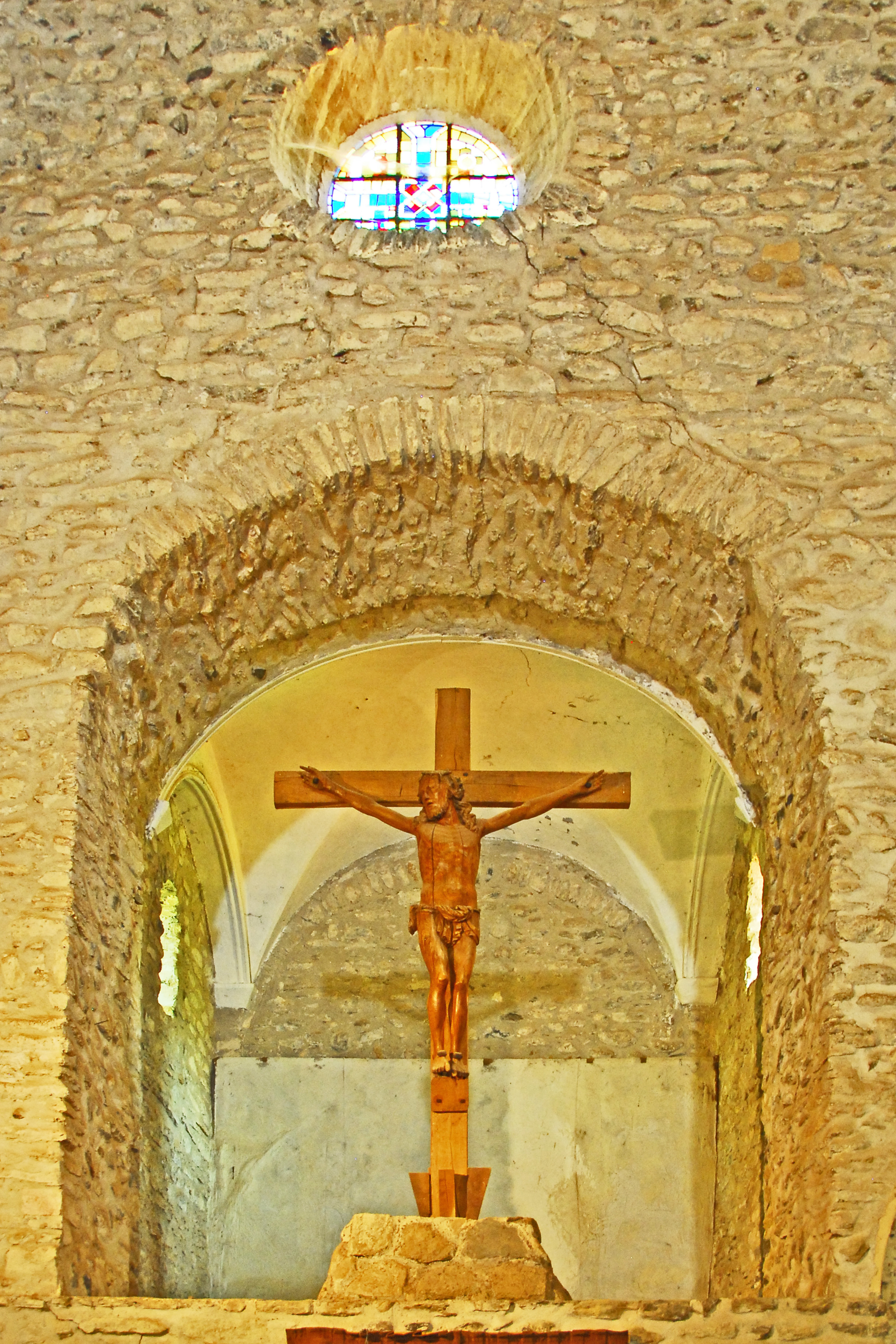
Michaelskirche, Chor, Durchlass zur Marienkapelle

Der Chorraum steht auf seinem ursprünglich rechteckigen Grundriss. Er ist etwas schmaler als das Mittelschiff. Er wird überdeckt von zwei Kreuzgratgewölben, die von einem schmalen schwach angespitzten Gurtbogen getrennt sind. Die Schildbögen sind ebenso leicht angespitzt. Die Querschnitte und Auflager der Gurtbögen und Kreuzrippen entsprechen denen des Mittelschiffs. Ihre Höhenlage ist etwas geringer als die des Schiffs. Die Kreuzrippen treffen sich in einem runden scheibenförmigen Schlussstein. In den beidseitigen Schildbögen ist je ein schlankes rundbogiges Fenster ausgespart, dessen Gewände leicht aufgeweitet ist. In der Achse der Giebelwand des Chors ist zuunterst eine segmentbogige Türöffnung ausgespart. Knapp darüber ist eine recht große gedrungene rundbogige Arkade ausgespart, in der zeitweise eine Orgel eingebaut war. Heute ist darin ein hohes Kruzifix auf einem kräftigen Sockel aufgestellt. Man kann durch sie hindurch bis in die Marienkapelle hineinsehen. Ein gutes Stück über dem Bogenscheitel ist ein kreisrunder Okulus mit nach innen aufgeweiteten Gewänden ausgespart. rechts neben den unteren beiden Aussparungen ist eine spitzbogige Wandnische eingelassen, deren Brüstung auf halber Türhöhe liegt. Sie diente offensichtlich zur Ausstellung von Reliquien. Ihr Hintergrund zeigt noch Überreste von Putzmalerei, überwiegend ein Rautenmuster, im unteren Bereich mehrfach geschwungene Textilfalten.
Der heutige Altar ist derjenige, den Abt Garin gegen Ende des 10. Jahrhunderts aufstellen ließ. Er besteht aus einer massiven 2,25 × 1,37 Meter großen weißen Marmorplatte mit dekoriertem Rand auf vier sechseckigen Stützen aus dem gleichen Material. Die Platte soll aus einem antiken Bauwerk Narbonnes stammen und weist viele Namensgravuren von Gläubigen aus dem 10. und 11. Jahrhundert auf. Eine soll gar vom Abt Oliba stammen. Der Altar war zwischenzeitlich entfernt worden, ist dann aber von Pierre Ponsich (1912–1999) wiederentdeckt und nach Cuxa zurückgebracht worden.

###### Chorumgang mit drei Apsidiolen

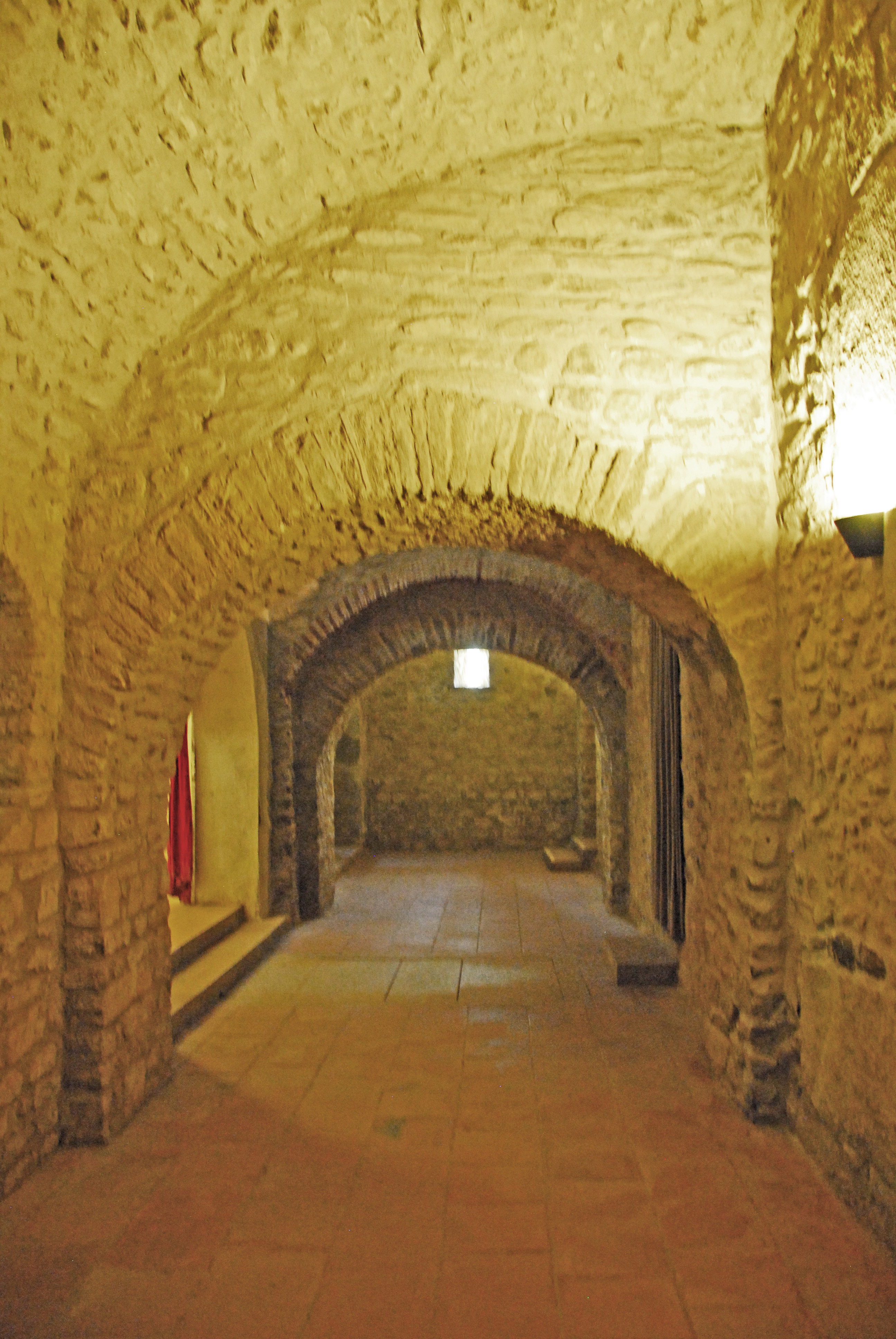
Nordost-Chorumgang mit Apsidiolen

Aus ehemaligen offenen Durchgängen zwischen Chor und Kapellen entwickelte sich im 11. Jahrhundert in zwei Abschnitten ein richtiger Chorumgang, zunächst die beiden Galerien seitlich des Chors, die von halben Tonnengewölben überdeckt werden. Die Gänge öffnen sich in die Querschiffarme mit zwei übereinander liegenden Öffnungen. Die untere ist rechteckig, die obere wird von einem Hufeisenbogen überdeckt. In der Seitenwand öffnet sich über dem Gewölbeansatz ein kleines rundbogiges Fenster. Die Gänge öffnen sich mit rundbogigen Durchlässen in den zweiten Abschnitt des Umgangs: die nordöstliche Galerie mit den ehemals drei sehr niedrigen Apsidiolen, in denen einst Altäre über Gräbern von Märtyrern standen.
Die Galerie wird durch kaum schmalere rundbogige Arkaden in drei fast gleich breite Abschnitte unterteilt. In ihren Kopfwänden und in den Achsen der beiden erhaltenen Apsidiolen sind kleine rundbogige Fenster ausgespart. In der Achse der Chorwand ist ein segmentbogiger Durchlass und darüber eine große rundbogige Arkade ausgespart.

###### Marienkapelle

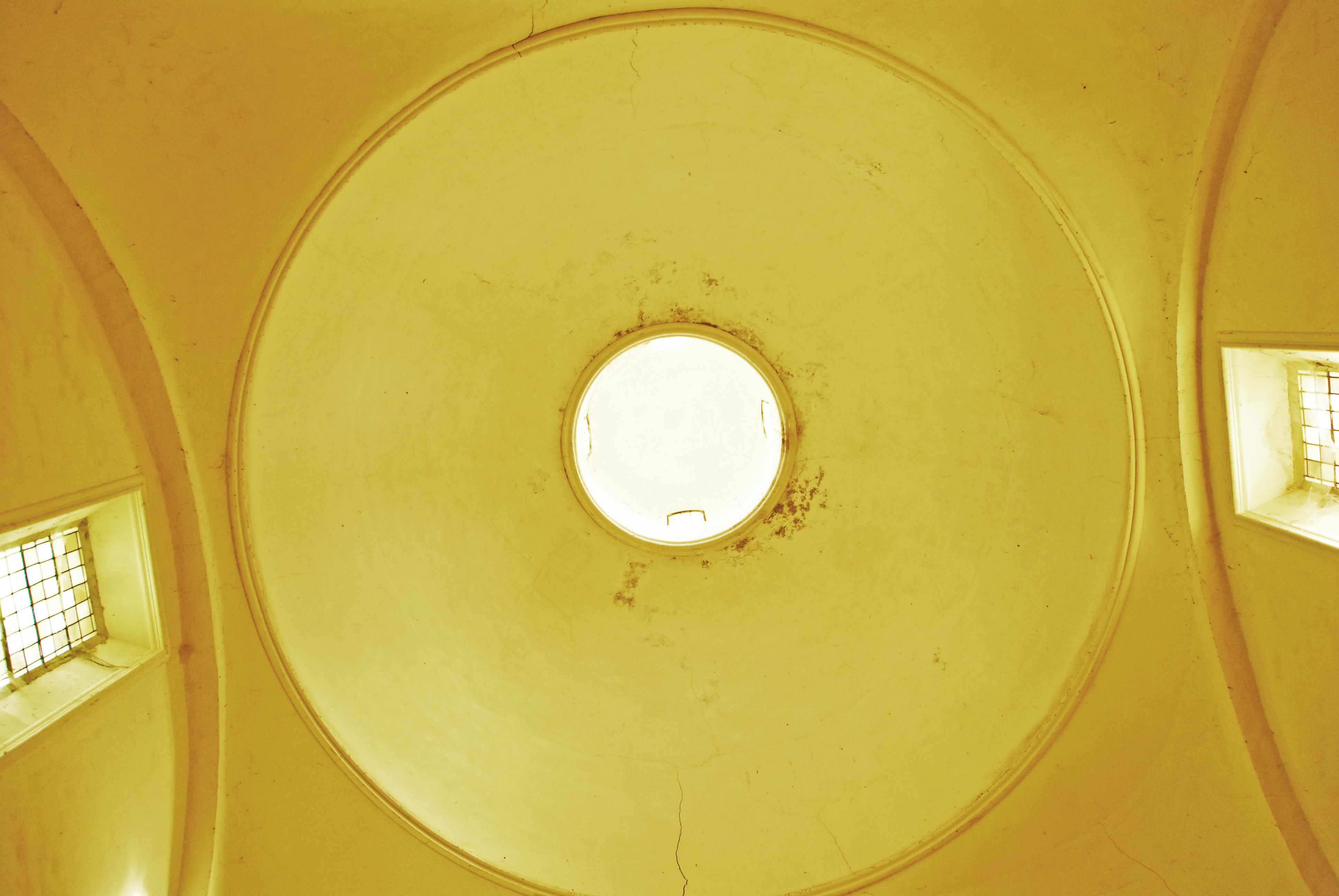
Michaelskirche, Kuppel Marienkapelle

Die zweite Marienkapelle dieses Klosters, der jüngste Bauabschnitt der Kirche, ist genau zwischen den beiden äußeren Apsidiolen des nordöstlichen Umgangsabschnitts angebaut. Sie öffnet sich aus dem Chorumgang über eine rundbogige Arkade, in Breite der ehemaligen mittleren Apsidiole, aber deutlich höher. Sie steht auf einem quadratischen Grundriss, an den ein Halbkreis anschließt, dessen Durchmesser nur wenig kleiner ist als das Quadrat. Der würfelförmige Raum der Kapelle wird von einer Pendentifkuppel überdeckt, dessen gewölbte Zwickel sich in den Ecken weiter abwärts erstrecken. Die halbkreisförmige Chorapsis wird von einer Kalotte in Form einer halben Kuppel überdeckt. Die zentrale Kuppel der Kapelle weist in ihrem Scheitel einen kreisrunden Okulus auf, über den sich eine Dachlaterne erhebt und Licht in die Kapelle eindringen lässt. Zusätzlich wird die Kapelle über zwei schlanke rechteckige Fenster in den beiden Seitenwänden der Kapelle belichtet. Die Wände und Kuppel der Kapelle sind glatt verputzt und weiß angestrichen.

### Südwestliche Anbauten an die Michaelskirche

#### Krypta mit erster Marienkapelle

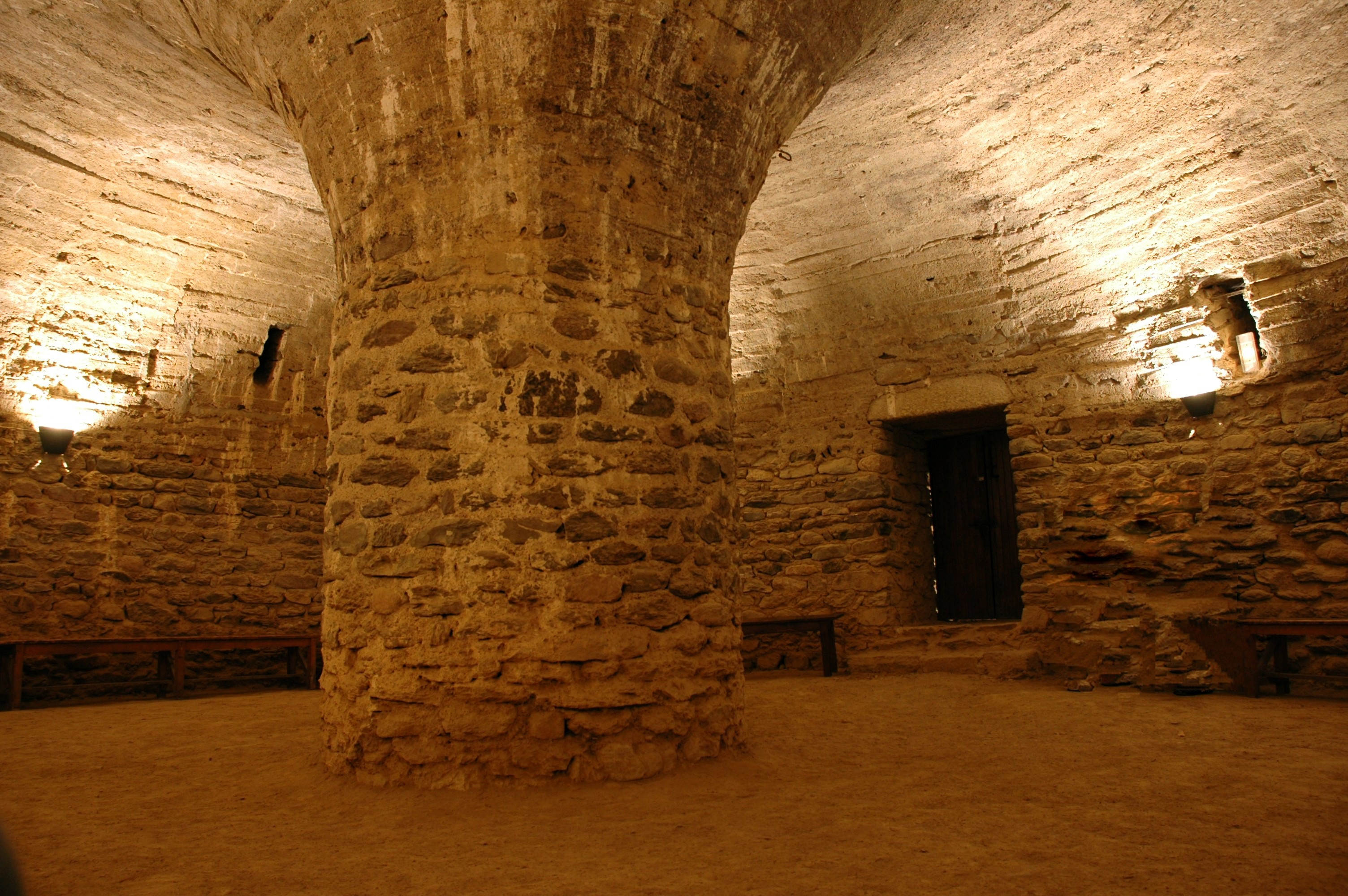
Marienkapelle in der Krypta

Die teilweise unterirdische Krypta wird im Südwesten von der ersten Marienkapelle oder auch Krippenkrypta angeschlossen. Es handelt sich um einen im Grundriss kreisförmigen Raum, der in ein Quadrat der Außenwände eingeschrieben ist und von einem ringförmigen Tonnengewölbe überdeckt wird, das von einer zentralen Säule und den umschließenden Wänden getragen wird. Nach Nordosten weist eine halbkreisförmige Apsis, deren gerundete Wand außenseitig hervortritt. Man betritt den Kapellenraum im Südwesten über ein einflügeliges Portal, und über eine weitere Tür im Nordwesten gelangt man in die übrigen Räume der Krypta. Das Marienheiligtum wird im Nordwesten und Südosten von zwei Kapellen flankiert, die den Erzengeln Gabriel und Raphael gewidmet sind.
Südwestlich der Marienkapelle erstreckte sich in ganzer Breite der Krypta eine Galerie, die von einer Halbtonne eingewölbt war und als Vorhalle diente, über die man heute die Krypta betritt.
Zwischen dem Marienheiligtum und den Fundamenten der Kirchenfassade erstreckt sich in ganzer Kirchenbreite der übrige Teil der Krypta, dessen Boden um vier Stufen höher liegt, als die drei benachbarten Kapellen. Der große Raum wird in Querrichtung zur Kirche in drei durchgehende halbrunde Tonnengewölbe überdeckt, die auf je vier breiten Arkadenbögen aufliegen, unter denen man nicht aufrecht hindurchgehen kann, die jeweils auf drei Pfeilern aufstehen. Die Gewölbe werden von je drei breiten Gurtbögen in vier Abschnitte unterteilt. Das mittlere Tonnengewölbe überdeckt einen Durchgang unter dem Atrium, der sich auf der Südostseite nach außen mit einem großen Portal fast in Gangbreite und auf der Nordwestseite mit einer Tür zum Kreuzgang hin öffnet, zu der eine sechsstufige Treppe hinaufführt. In der Wand unter der Kirchenfassade öffnen sich zwei rundbogige Nischen und außenseitig zwei rundbogige Arkaden zu kleinen Räumen unter den Verlängerungen der Seitenschiffe der Kirche. Darin gab es wahrscheinlich einige Grabstätten.

#### Reste der Dreifaltigkeitskapelle und des Atriums

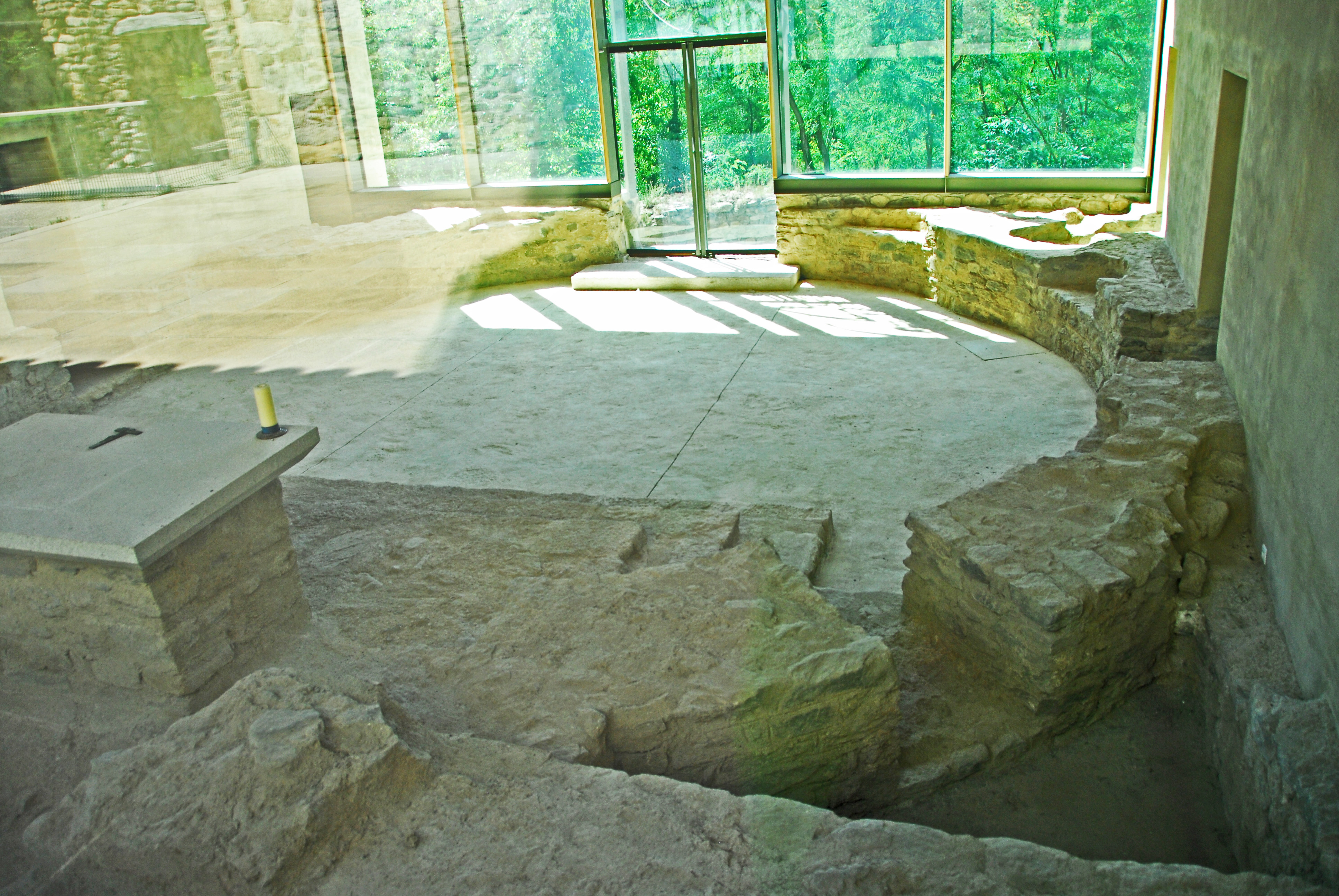
Reste St-Trinitéekapelle

Die ehemaligen erdgeschossigen Anbauten an die Fassade der Michaelskirche aus einem von Galerien umgebenen Atrium und der Dreifaltigkeitskapelle sind weitestgehend zerstört. Von der nordwestlichen Seitenwand stehen noch Fragmente, von der südöstlichen sind noch brüstungshohe Reste erhalten, die außenseitig von Wandpfeilern unterteilt sind, die ursprünglich Strebepfeiler der Galerie waren. Von der großen Treppenanlage im Südwesten sind nur Reste erhalten, in Gestalt einer schmalen Treppe in der Mitte der Kapelle. Die Reste der Dreifaltigkeitskapelle reichen noch etwa einem Meter hoch über das Niveau der Kirche. Sie werden heute von einem modernen großzügig verglasten Schutzbau überdeckt der in der Regel nicht zugänglich ist. Von der ehemaligen Nordwestgalerie des Atriums stehen noch Reste der Wand zum Kreuzgang. Ihre nordwestliche Arkatur wurde durch eine geschlossene Wand ersetzt.
Das vermutliche Aussehen dieser Kapellenreste wie auch die vermuteten Rekonstruktionen der westlichen Anbauten an die Michaelskirche, vor allem in Gestalt eines Architekturmodells, sind weiter oben unter „Romanische Ergänzungen und Umbauten: das Werk des Abtes Oliba“ beschrieben.

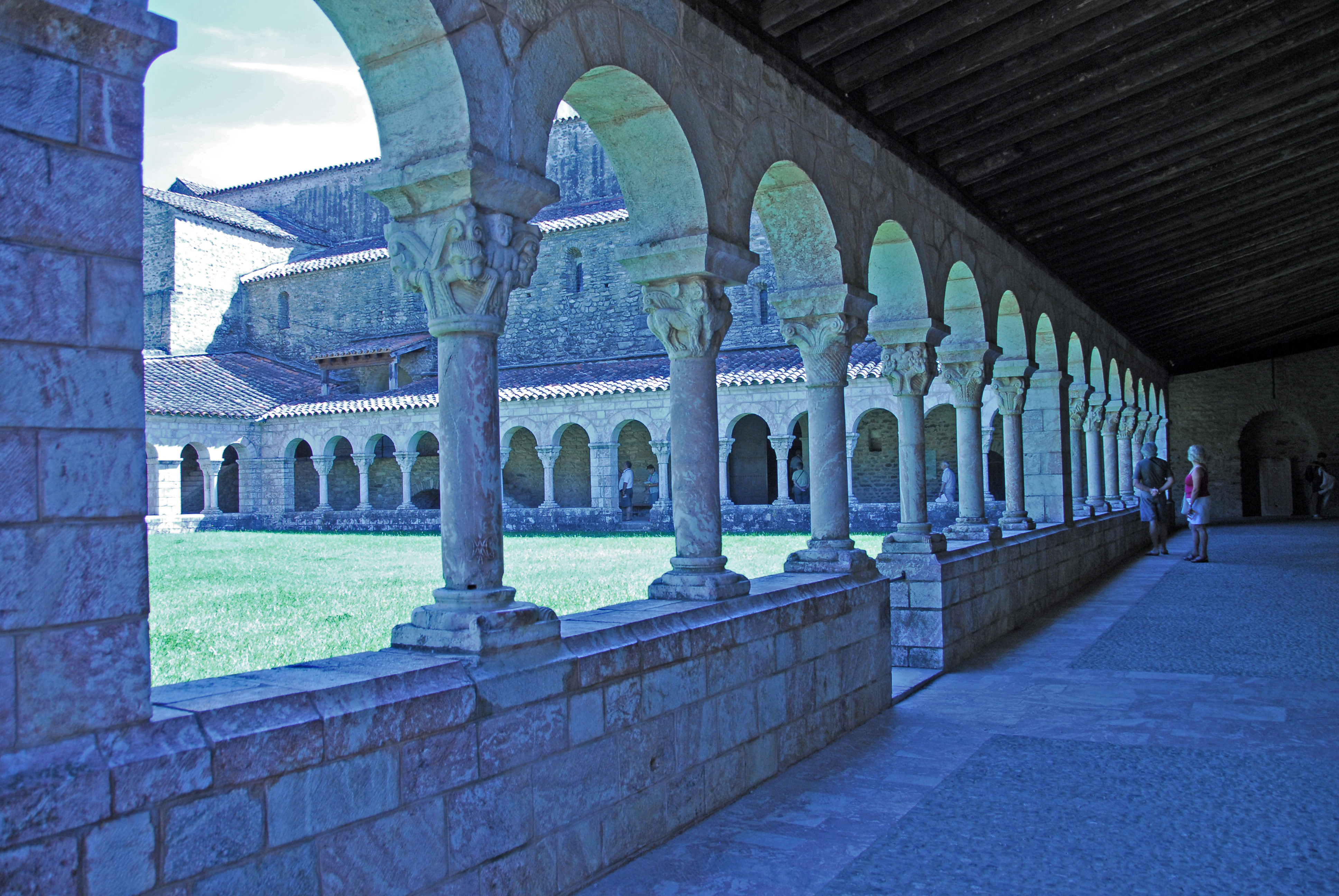
Kreuzgang, Westgalerie innen

### Kreuzgang, sein Abriss und Wiederaufbau

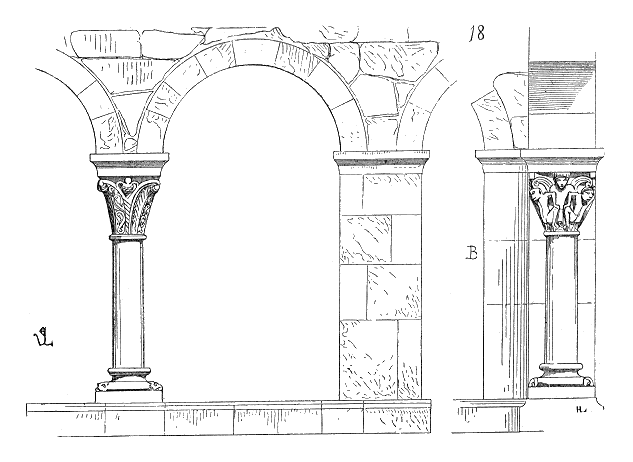
Arkatur des Kreuzgangs, Grafik Viollet le Duc 1856

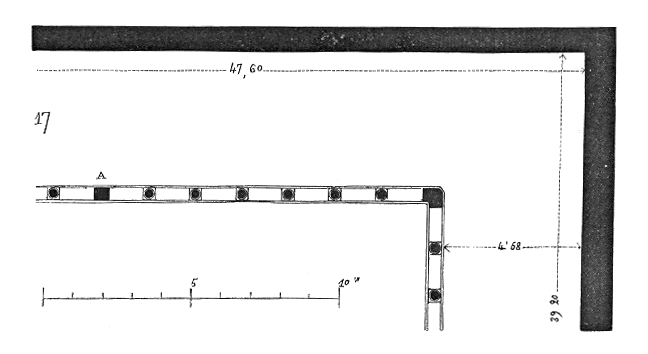
Grundriss Kreuzgangecke, Grafik Viollet le Dus 1856

Etwa 75 Jahre nach Fertigstellung der Klostergebäude nahmen die künstlerischen Aktivitäten in Cuxa mit dem Bau eines großen Kreuzgangs einen neuen Anfang. Seine Errichtung markiert die Geburtsstunde der romanischen Skulptur im Roussillon des 12. Jahrhunderts. Leider haben die wechselvollen Ereignisse in seiner jüngeren Geschichte seiner Unversehrtheit Schaden in nicht wieder gut zu machendem Ausmaß zugefügt.

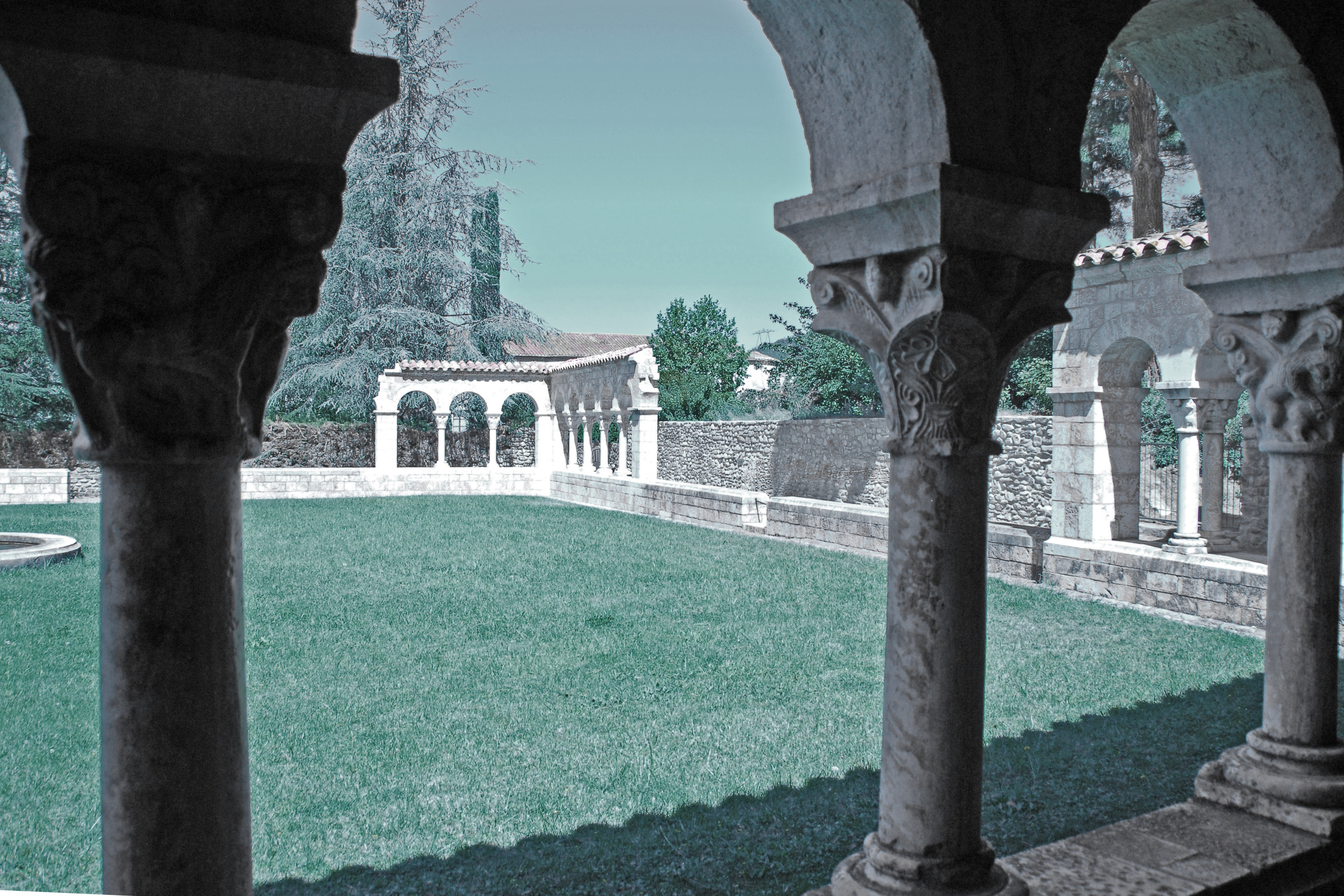
Kreuzgang, nördl. Ecke

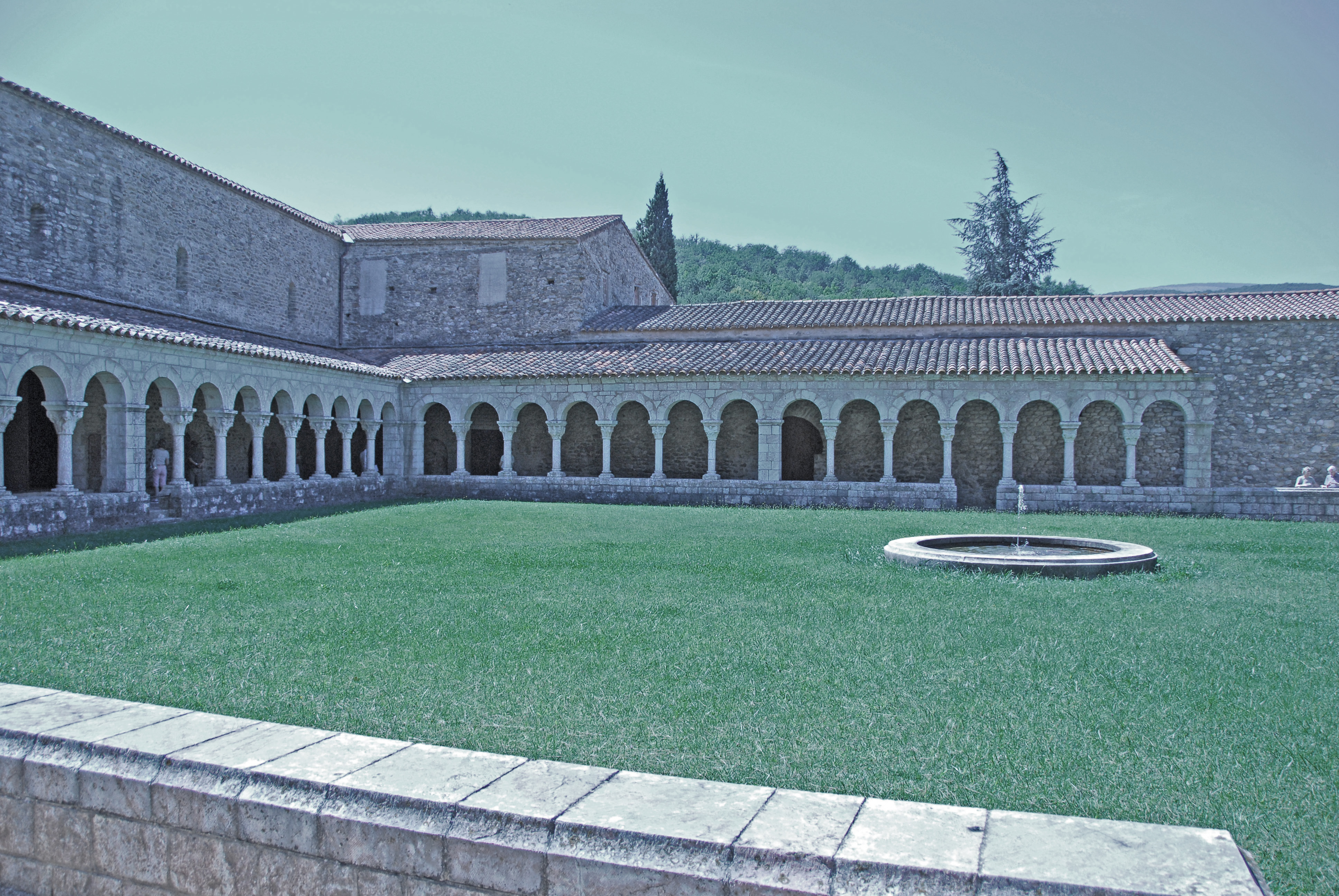
Kreuzgang, Ostecke

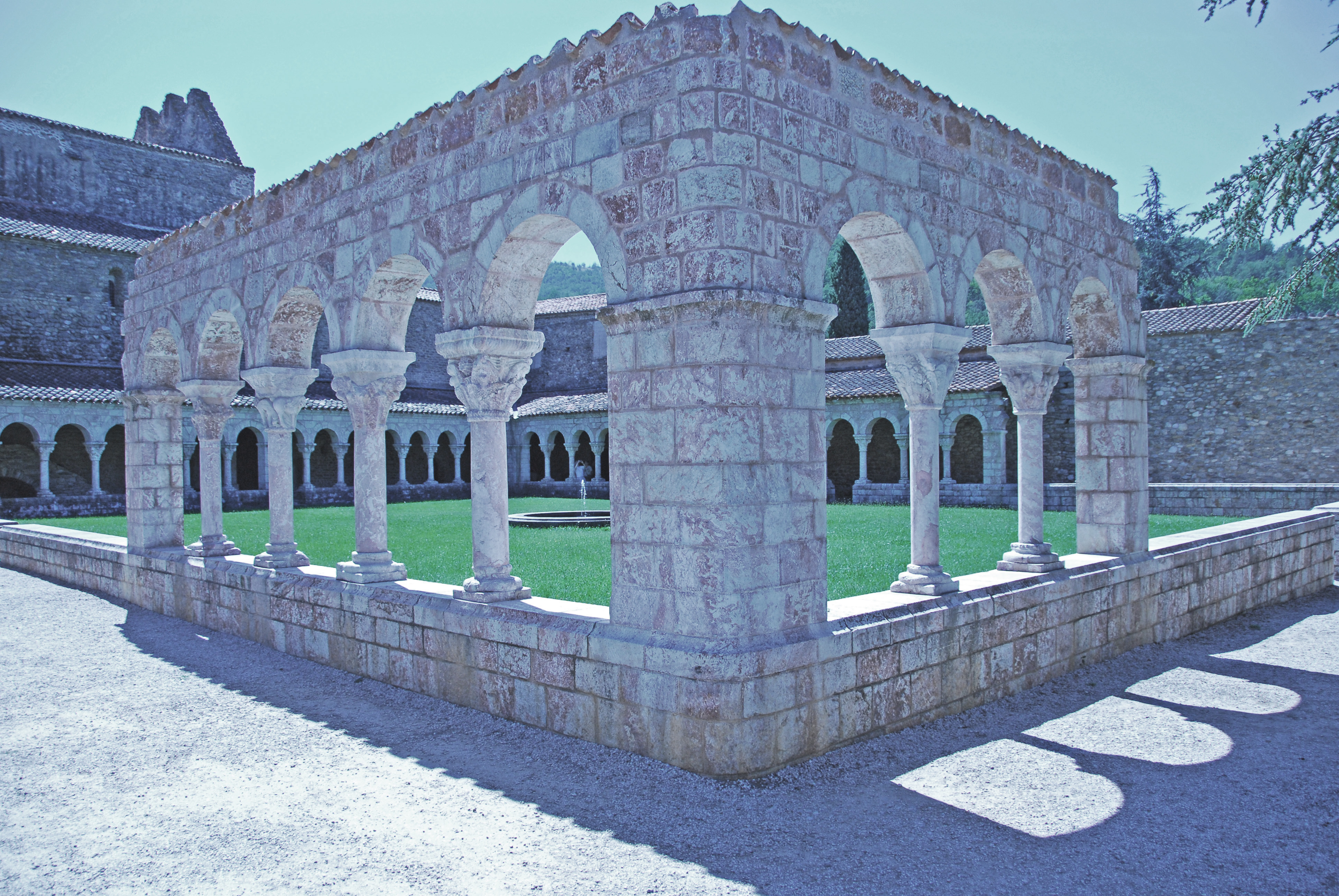
Kreuzgang, Nordecke

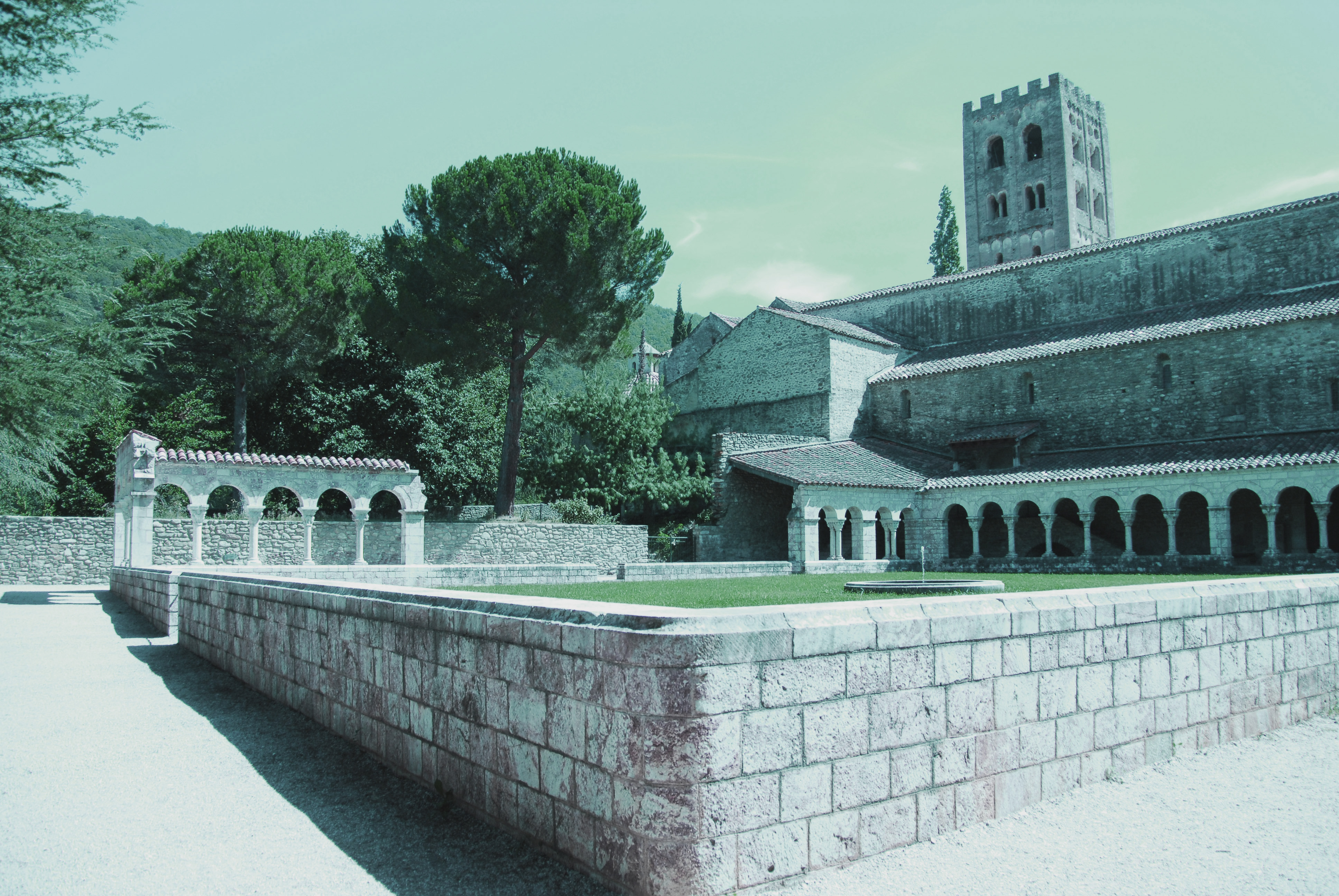
Kreuzgang, von NW

Kurz vor der Revolution war er noch vollständig erhalten. Seinen damaligen Zustand kennt man aus einem von Castelnau angefertigten Plan, der heute in den Archives nationales aufbewahrt wird. Dieses Dokument ist Teil eines umfangreichen und spannenden Dossiers, das die Beseitigung der drei Benediktinerabteien des Roussillon vorsah, neben Cuxa noch Saint-Martin du Canigou und Saint-Marie in Arles-sur-Tec.
Der Grundriss des Kreuzgangs, ein unregelmäßiges Viereck, war durch die noch bestehenden Gebäude vorbestimmt, an die er sich anlehnte, besonders durch das nordwestliche Seitenschiff, den nordwestlichen Arm des Querschiffs der Kirche und die alten Konventsgebäude im Westen. Die Bögen seiner Galerien standen auf Reihen aus einfachen Säulen, die hin und wieder durch Pfeiler verstärkt waren. An der Ostecke war eine Verbreiterung der Ostgalerie entstanden. Deshalb musste man dort eine Maßnahme gegen die, Unregelmäßigkeit im Grundriss treffen, in dem dort zwei Gruppen von Doppelsäulen die normalen einfachen Säulen ersetzte. Insgesamt spricht der Plan von Castelnau von 64 Säulen mit ihren Kapitellen, die wirkliche Anzahl betrug allerdings 63. Als man 1952 die Westgalerie wieder aufbaute, stellte sich heraus, dass diese nicht aus 14 Säulen – wie im Plan –, sondern nur 13 umfasste.
Stiche aus der Zeit der Romantik, etwa der des Chevalier de Basterot (1824–1825) oder der von Villeneuve (1835) zeigen, dass der Kreuzgang damals langsam zur Ruine wurde, nachdem die Kirche verlassen worden war. Wenn die Südostgalerie heute auch noch ziemlich vollständig erscheint, so ist doch die Ostgalerie zum größten Teil verschwunden. Dieser traurige Eindruck wird noch verstärkt, wenn man den Verhandlungen nachgeht die 1841 zwischen dem Eigentümer von Cuxa und der archäologischen Kommission von Narbonne geführt worden sind. Es ging dabei darum, den Kreuzgang zu demontieren und im Garten des Erzbischofs von Narbonne wieder aufzurichten. Zu dem Zeitpunkt waren nur noch 37 Säulen mit ihren Kapitellen in situ. Immerhin ließ man die große Brunnenschale inmitten des Kreuzganghofs unversehrt. Sie stammt wie alle skulptierten Elemente des Kreuzgangs aus rosa Marmor von Villefranche.
Kein Zweifel besteht daran, dass die fehlgeschlagenen Verhandlungen mit Narbonne letztendlich eine Entscheidung begünstigten, die fatale Folgen haben sollte. Nicht lange danach wurden die Reste des Kreuzgangs, mit Ausnahme von neun Arkaden in der Südecke abgebaut, die bis zum Ende des 19. Jahrhunderts stehen geblieben war. Die einzelnen demontierten Marmorteile traten im Allgemeinen keinen weiten Weg an. Nur zwei Kapitelle gelangten ausnahmsweise bis nach Aniane (Herault), wo sie sich im Park des Friedensrichters Vernière der oberen Galerie des Kreuzgangs von Saint-Guilhem-le-Désert zugesellen sollten, die dort fast vollständig wiederaufgebaut war. Die meisten Einzelteile verblieben aber bei Privatleuten im nahen Prades oder in der näheren Umgebung.
Zu Beginn des 20. Jahrhunderts beschloss der in Moret sur Loing ansässige amerikanische Bildhauer George Grey Barnard, einen Antiquitätenhandel zu eröffnen, weil er dringend Geld benötigte. Ende 1906, Anfang 1907 begann er eine regelrechte „Jagd auf Kreuzgänge“ in den südlichen Departementen Frankreichs. Dabei kam er durch Montpellier, Perpignan und Prades und war ganz hingerissen: „Wenn ich in diesen wunderbaren alten Dörfern bin, gehen mir die alten Steine ins Blut“. Er wollte gerne seine Begeisterung den Direktoren amerikanischer Museen mitteilen, die er für potentielle Kunden hielt.
Am 6. Februar 1907 schrieb er an Sir Casper Purdon, den Direktor Metropolitan Museums in New York, über die romanischen Skulpturen von Saint-Michel-de-Cuxa:
„Nach Monaten voller Schwierigkeiten ist es mir gelungen, die Hälfte eines seltenen Schatzes zu erwerben, und ich halte eine Option für die andere Hälfte.“
„Es handelt sich um einen vollständigen Kreuzgang aus dem 11. Jahrhundert. Es ist einer der schönsten Kreuzgänge Frankreichs und stammt aus einem der ältesten Klöster…. Dieser Kreuzgang hat eine Geschichte wie kein anderer in Frankreich oder in Europa; ein Teil davon befindet sich noch in den Kellern der Abtei.“
„Dies wird für die Amerikaner, die nicht nach Europa kommen können, wie ein Gedicht sein. Er müsste mir eine schöne Summe einbringen….“
„Ich glaube, dass ich eine Summe von 40 000 oder 50 000 Dollar verdiene und dass es dies wert ist. Wenn er in Europa komplett in situ wäre, könnte man ihn nicht kaufen“.
Élie de Comminges hat anhand der Aufzeichnungen aus den Barnard-Archiven im Philadelphia Museum of Art und dem Metropolitan Museum of Art in New York detailliert die Machenschaften untersucht, die der Bildhauer-Antiquitätenhändler mit Unterstützung des Bürgermeisters von Prades, August Bernard, betrieb, um sich die Kapitelle und andere Marmorskulpturen aus Cuxa anzueignen. Die einzelnen Operationen sind von unterschiedlicher Bedeutung. Da ist zunächst der Verkauf von zwei einfachen Kapitellen mit Säulen und Basen für 200 Francs und einem weißen Marmorfragment für 15 Francs durch Th. Doutres am 12. Januar 1907. Das umfangreichste Geschäft wurde mit einem gewissen Pellet getätigt: Es handelte sich dabei um 15 Kapitelle, 9 Säulen und 9 Arkaden. Da Pellet so getan hatte, als ob er sein Wort zurücknehmen würde bot der Bürgermeister von Prades Barnard an, den Zauderer unter Druck zu setzen und ihm mit gerichtlichen Schritten zu drohen. Mehrmals ging Barnard sogar so weit, dass er das demontierte Kapitell, das beispielsweise eine Pergola schmücken sollte, durch eine Kopie aus gegossenem Zementmörtel ersetzte.
Ein Zettel mit der Aufschrift „Cuxa Cloister“ im Philadelphia Museum of Art fasste die Aufstellung zusammen: 63 Kapitelle, 27 Säulenbasen, 16 Säulen, 9 Arkaden und 5 Deckenplatten. „Das ganze hatte ihn ungefähr 16 000 Francs gekostet. Wir wissen, dass der Dollar damals etwa 5,50 Francs wert war. Barnard gab also weniger als 3 000 Dollar für einen Kreuzgang aus.“ Unter den gleichen Bedingungen hatte er sich auch das Außenportal des Klosters angeeignet.
Schließlich sollten ihm aber doch einige Elemente entgangen sein, und zwar die elf Arkaden, die Mitte des 19. Jahrhunderts in den Bädern der Stadt Prades aufgestellt worden waren. Am 21. Januar 1907 verhandelte er darüber mit der Eigentümerin Madame Balalude Saint-Jean. Er war damals bereit 5 500 Francs zu zahlen, leistete eine Anzahlung von 500 Francs bei Unterzeichnung des Vertrages und verpflichtete sic, die Säulenreihe durch Pfeiler und Bögen aus Backsteinen zu ersetzen. Nachdem sie sechs Jahre auf die vereinbarte Zahlung gewartet hatte, forderte Madame Balalud de Saint-Jean im Dezember 1912 Barnard auf, Kaufpreis und Zinsen zu begleichen.

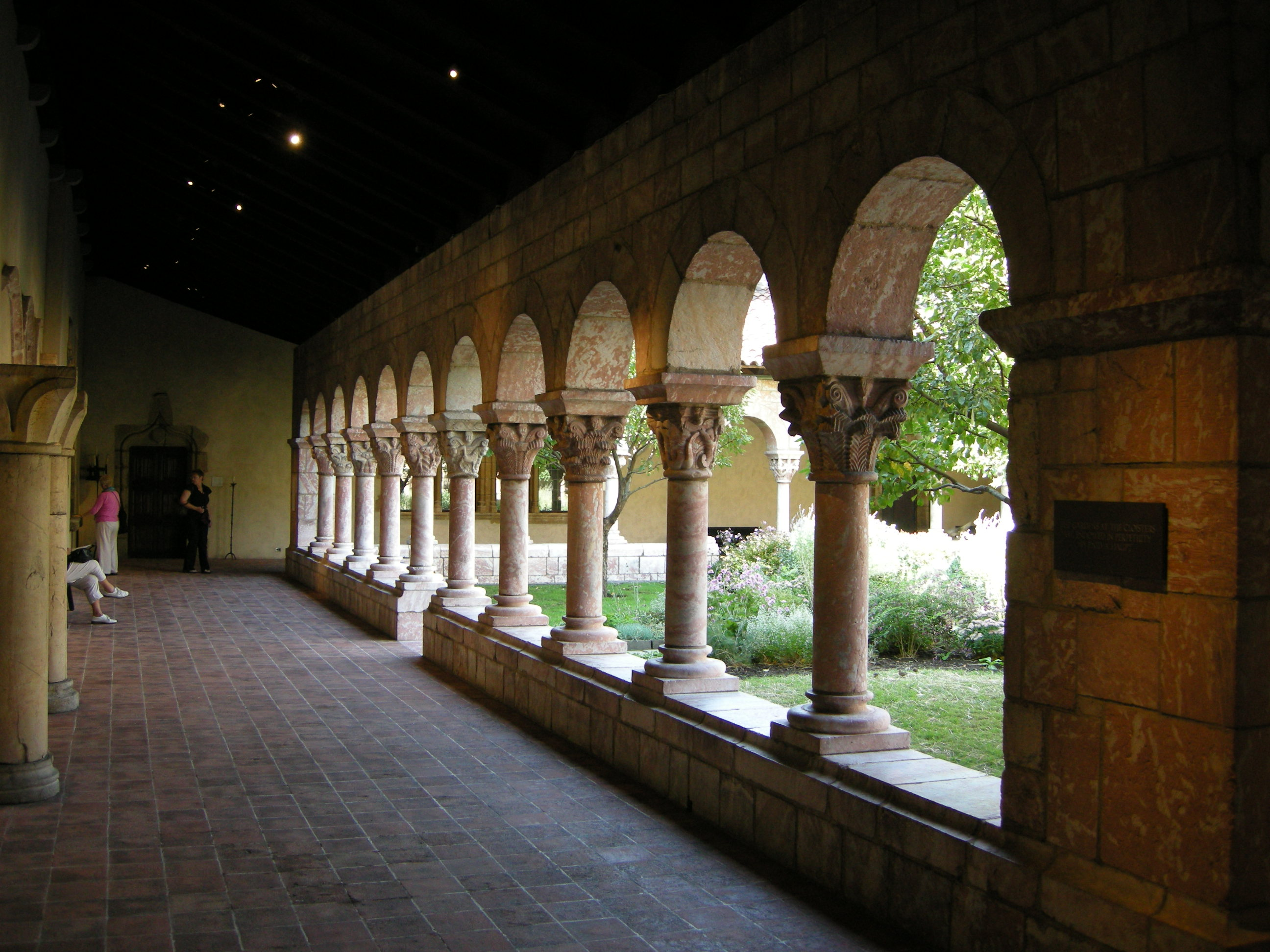
Südostgaletrie

Während sich Barnard anschickte, seinen Kauf endgültige in Besitz zu nehmen, wird ihm vom Untersekretär im Kultusministerium, Léon Bérnard, eröffnet, dass die Bauwerke unter Denkmalschutz gestellt werden sollten. Barnard nahm das zunächst nicht ernst und entgegnete der Pressekampagne von Horace Chauvet in der Zeitung L’Indépendent (Perpignan): „Ich kann mir nicht erklären, warum die Stadt erst jetzt daran denkt, die Kapitelle als historische Monumente zu klassifizieren. Die Presse musste erst Lärm schlagen, damit der Staat daran dachte, diese Maßnahme zu ergreifen, die durch nichts gerechtfertigt und unerklärlich ist. Denn es handelt sich hierbei nicht um ein Baudenkmal oder ein Gebäude von historischem Wert, sondern um bedeutungslose Überreste der ehemaligen Abtei Saint-Michel de Cuxa, Überreste, wie man sie in allen Gärten, allen Häusern und in der ganzen Gegend um Saint-Michel findet. Ich glaube darauf hinweisen zu müssen, um meine Eindruck besser zu rechtfertigen, dass ich nicht, wie behauptet, die Kapitelle gekauft habe, um damit Handel zu treiben, sondern um sie jungen amerikanischen Künstlern als Modelle zur Verfügung zu stellen. Sie wollen ein Metier erlernen, das sich auf Beispiele französischer Steinmetze gründet, und Amerika bewundert diese Kunst sehr.“
„Wenn die französische Regierung entgegen meiner Erwartung darauf besteht, diese Kapitelle unter Denkmalschutz stellen zu wollen, sehe ich mich veranlasst, alle meine Rechte geltend zu machen und die Entschädigung zu fordern, die mir zusteht, nachdem ich mich in der Sache engagiert und Verträge mit den Arbeitern unterschrieben habe. Darüber hinaus werde ich die Sache meiner Regierung übergeben.“
Gleichzeitig traf Barnard heimliche Vorbereitungen. Er wollte die Arkatur von Prades nach Moret und von dort aus nach New York schicken lassen.
Plötzlich vollzog er jedoch eine Kehrtwendung: Er fügte sich und schenkte der Stadt Prades die zwölf Säulenschäfte mit ihren Kapitellen, um die es in diesem Streit ging. Sie wurden, bevor sie nach Cuxa zurückkehrten, vor der Südwestfassade der Kirche aufgestellt. Barnard gab übrigens seine Jagd nach romanischen Kapitellen in dieser Gegend keineswegs auf, sondern setzte sie bis nach 1925 fort.
Im Amerika, wohin er seine Anschaffungen brachte, neben dem Kreuzgang von Cuxa auch die von Saint-Guilhem-le-Désert, von Wonnefont und Trie, richtete Barnard auf seinem Besitz Washington Heights in New York ein Museum ein. Am 14. Dezember 1914 öffnete es seine Pforten. „The Cloisters war geboren, denn so nannte er selbst das Museum“. Am 6. Juli 1925 kaufte John D. Rockefeller die Sammlung für 600 000 Dollar und schenkte es dem Metropolitan Museum of Art. Bis der Bau fertig gestellt war, der die Sammlung heute beherbergt, blieb sie an ihrem ursprünglichen Standort, auf dem Gelände, das Barnard gehört hatte. Das neue Museum wurde am 16. Mai 1936 eingeweiht, drei Wochen nach dem Tod von Barnard am 24. April.

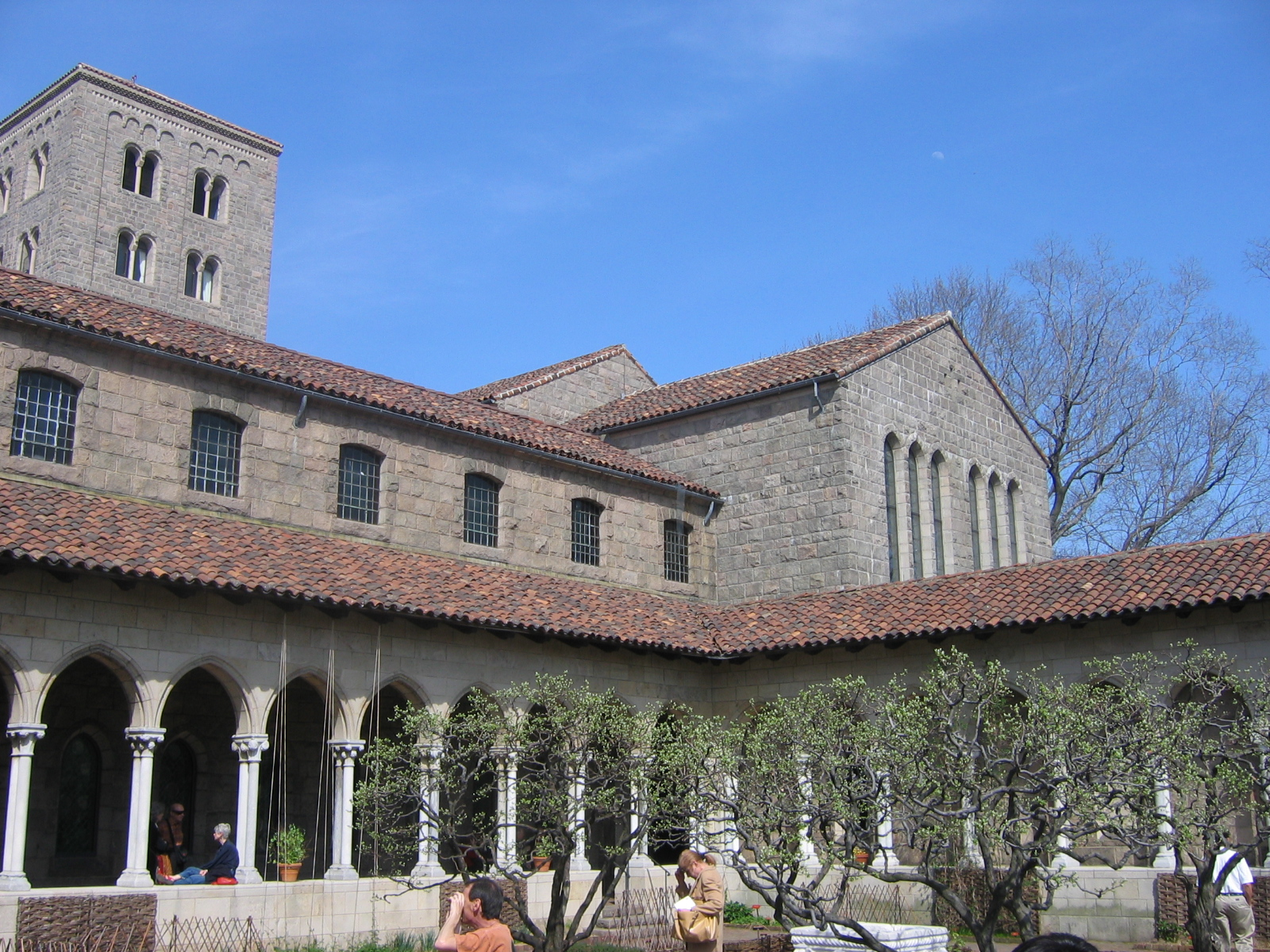
Das Museum The Cloisters, New York

In Cuxa legte Sylvain Stym-Popper 1952 die Bodenfläche des ehemaligen Kreuzgangs frei. Sie liegt immerhin um elf Stufen tiefer, als das Niveau des Kirchenbodens, so dass man im 12. Jahrhundert, als der Kreuzgang errichtet wurde die Grundmauern des nordwestlichen Seitenschiffs der Kirche freilegen eventuell auch unterfangen musste.
Mit Zustimmung der Commission des Monuments historiques begann der für die Restaurierung verantwortliche Architekt in der Südostgalerie mit der Wiedererrichtung der Arkaturen, die den Innenhof von den Galerien trennen, deren erhaltenen Teile dank der gemeinsamen Anstrengungen zahlreicher Gleichgesinnter in den vorausgegangenen Jahren aus verschiedenen Gegenden Frankreichs zusammengetragen worden waren. Da man nicht immer feststellen konnte, wo die Teile ihren Standort im ursprünglichen Bauwerk hatten, und da außerdem einige Einzelstücke, die sicher aus Cuxa stammten, nicht unbedingt zum Kreuzgang gehören mussten, kann man nicht sagen, die umfassenden Restaurierungsarbeiten hätten die ursprüngliche Substanz detailgetreu wiederhergestellt. Ziel dieser Unternehmungen konnte es im Wesentlichen nur sein, die Kapitelle in angemessener, das heißt in etwa ursprünglicher Höhe, wirkungsvoll zu präsentieren.
In der Südostgalerie stellte man die Arkaden auf, die sich zwischenzeitlich in Prades befanden. Diese Galerie wurde mit einem passenden Kapitell vervollständigt, das von einem anderen Ort stammt. Außerdem errichtete man zwei Eck- und einen Zwischenpfeiler, ganz nach dem Plan von Castelnau. Schließlich wurde diese Galerie mit einem mit Mönch-Nonnen-Ziegeln eingedeckten Pultdach überdeckt.
Die Ostgalerie schließt in vier neuen Arkaden die beiden Gruppen von Zwillingsarkaden ein, die ursprünglich schon ihren Platz an dieser Stelle hatten und durch einen glücklichen Zufall wiedergefunden wurden. Darauf folgt eine große Lücke bis zur Nordecke, die wiederaufgebaut worden ist, um vor allen die Ausmaße des Kreuzgangs anschaulich zu verdeutlichen. Zu diesem Zweck errichtete man fünf Arkaden in der Ostgalerie und drei in der Nordgalerie. Da nicht genügend Teile zur Verfügung standen, konnten diese Arkaden nicht weiter fortgeführt werden. Alle weiteren vorhandenen Kapitelle wurden für die Westgalerie eingesetzt, die sich an den Westflügel der alten Klostergebäude anlehnt, wahrscheinlich dem Refektorium, welches kürzlich restauriert wurde, dessen Seitenwand aus dem 10. Jahrhundert stammt. Die Arkaturen umfassen hier zwei Gruppen von je sechs Säulen, die von Pfeilern eingerahmt sind. Um sie gänzlich zu schließen, wäre eine dritte Gruppe erforderlich gewesen.
Der wiederaufgebaute Kreuzgang von Cuxa macht auf den ersten Blick den Eindruck einer Ruine, was keineswegs beabsichtigt war. Man wird dann aber bald eines Besseren belehrt, durch die Fülle an neuem Material und die Klarheit des Mauerwerks.
In der Südostgalerie entlang der Kirche, kann man den ureigenen Stil des Kreuzgangs von Cuxa am besten studieren. Alle Kapitelle sind aus dem rosa Marmor von Villefranche, aus Würfeln von 43 bis 44 Zentimetern Seitenlänge geschnitten. Sie sind mit großen quadratischen Abaki gedeckt, die an ihren Unterseiten nur schlicht ausgekehlt sind und keinen weiteren Schmuck aufweisen.

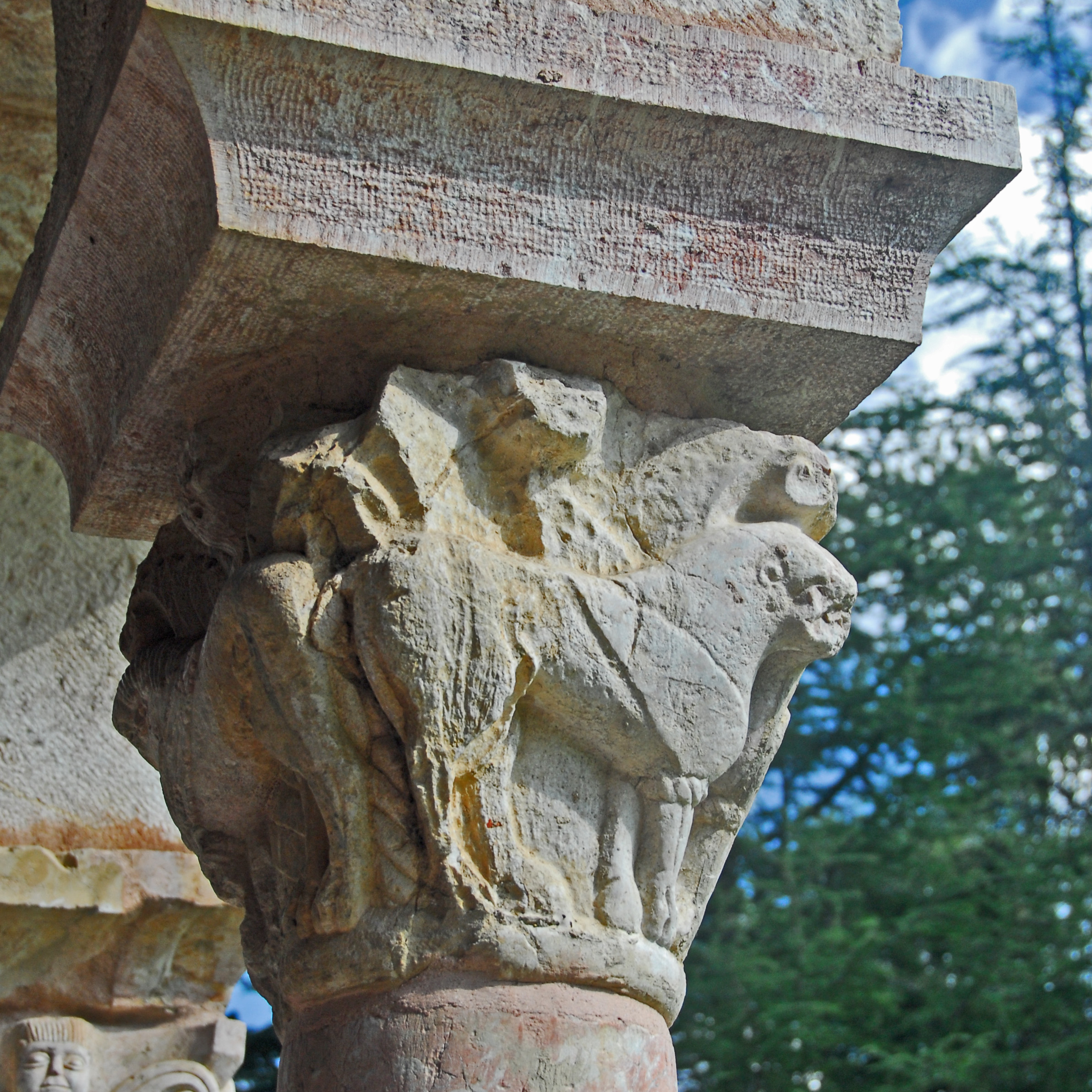
Kapitell, Löwen, seitlich stehend

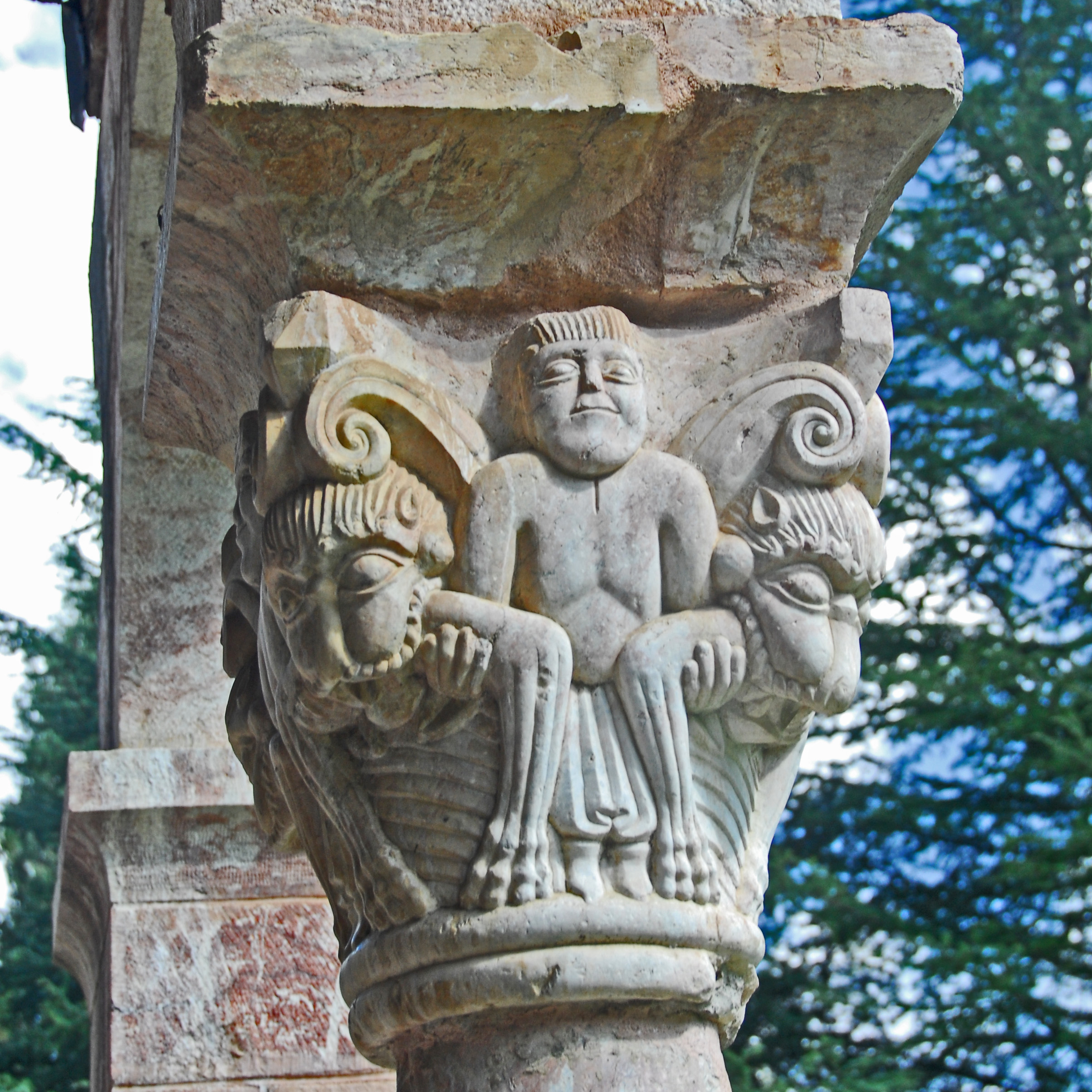
Kapitell, Löwen fressen Tiere, Mensch hält deren Arme

Die dekorativen Motive aus der Tier- und Pflanzenwelt haben alle eine Grundstruktur, die sich an die des korinthischen Kapitells anlehnt, das bedeutet, dass sie alle mit Eckvoluten ausgestattet sind, die aus langen, oft schmucklosen, mitunter auch mit Netzmustern oder mit Blattschmuck überzogenen Schäften hervorgehen. Sie entspringen oft aus dreifachen Festons, die einen mittleren Kordelstab krönen. Die Ecken und die Mitte des Kapitells sind oben durch kleine Würfel markiert mit der Fratze eines Ungeheuers oder einem menschlichen Gesicht mit meist groben Gesichtszügen, vollen Wangen und vorstehendem Kinn.
Manchmal beschränkt sich das florale Element auf vier große Blätter in den Ecken, die als Träger verschiedener anderer Motive dienen, wie gelappte Blätter und Blüten im Flachrelief, einfache, parallel zum Rand gemeißelte Verzierungen. Verschiedentlich erscheint auch der gedoppelte korinthische Kranz wieder – die Blätter wirken dann dicker, wie übereinander geschichtet. Perlschnüre verzieren Rippen oder Ränder. Die Eckblätter beherbergen hin und wieder Adler, die ihre Schwingen über den ganzen Korb des Kapitells ausbreiten und den Wulst des Astragals (Verzierung zwischen Säulenhals und Kapitell) mit den Krallen umschließen. Die Federn sind ebenso einfach wie die Zierblätter gezeichnet, auf den Vogelleibern kleinteilig, an Flügeln und Schwanz lang und schmal. Verschiedene Oberflächen sind mit schräg verlaufenden schmalen, übereinander angeordneten Rillen strukturiert, die ein subtiles Spiel von Licht und Schatten ergeben. Schließlich sind da die gedrungenen Monster mit überproportional großen Köpfen auf einem wulstig vorquellenden Rumpf. Die Hinterläufe sind angewinkelt, als könnten sie das Körpergewicht nicht tragen. Besondere Aufmerksamkeit erweckt der Grimassen schneidende Kopf, dessen großes Maul mit einer umlaufenden Kordel verziert ist und ein mächtiges, drohendes Gebiss erkennen lässt. Dieser Kopf ähnelt dem der Löwen, die sich auf einem anderen Kapitell gerade anschicken, ihre Beute zu verschlingen, vor der nur noch zwei Vorderbeine aus den Ecken des Mauls heraushängen.
Der Löwe kommt auch in anderen zoomorphen Kompositionen vor. Manchmal folgen die Tiere einander, in einem durchgehenden Fries dargestellt, der Körper im Profil und der riesige Kopf frontal mit offenem Maul und heraushängender Zunge. Auf einem anderen Kapitell wird dieses Thema geschickter und phantasievoller ausgeführt, der Übergang vom Kopf zum Rumpf und ihre Bewegung erscheinen natürlicher. Die gelockte Mähne ist durch lange Fransen ersetzt, die fast bis zu den Beinen hinabhängen. Die schmale Zunge läuft spitz zu.

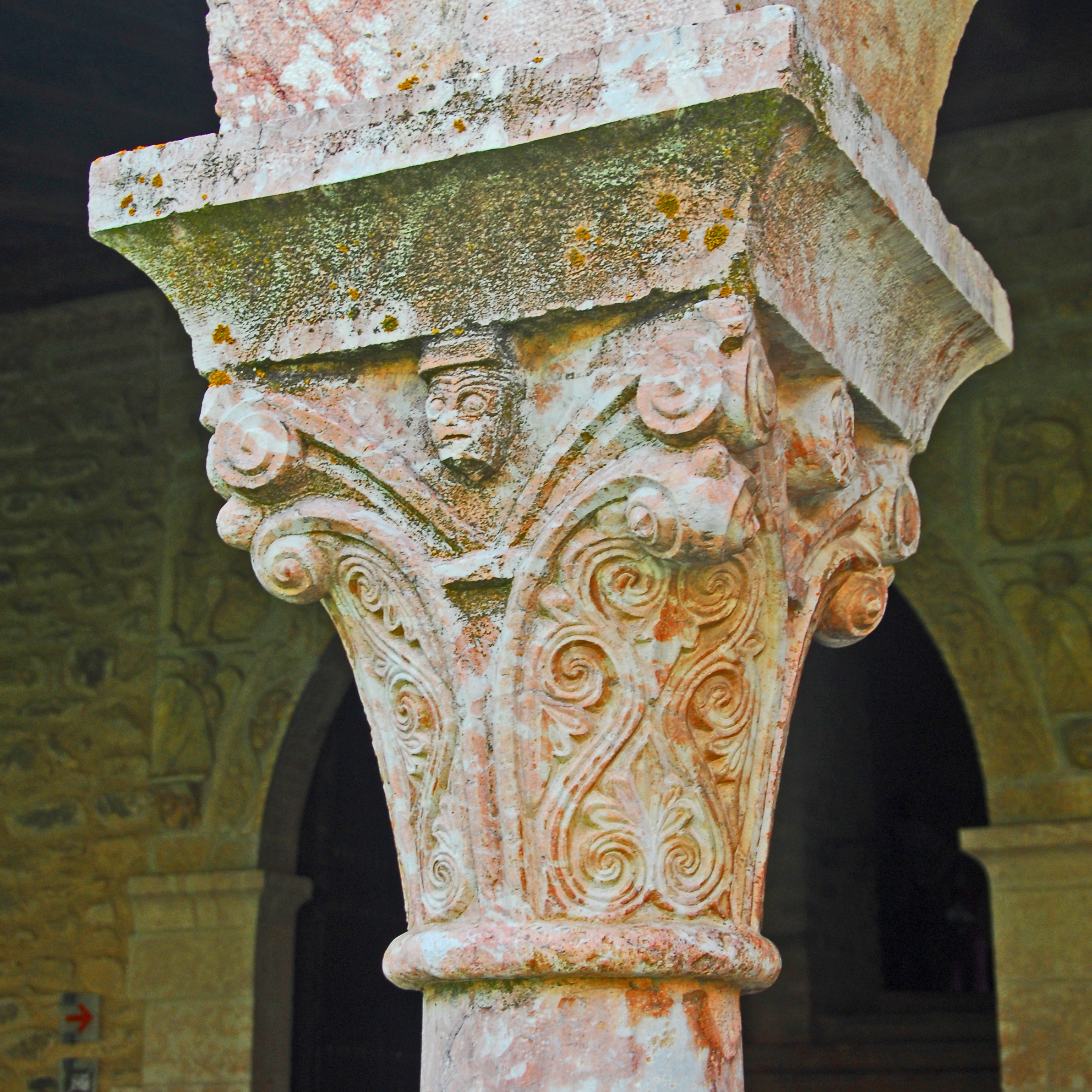
Kapitell, pflanzliche und ornamentale Deko

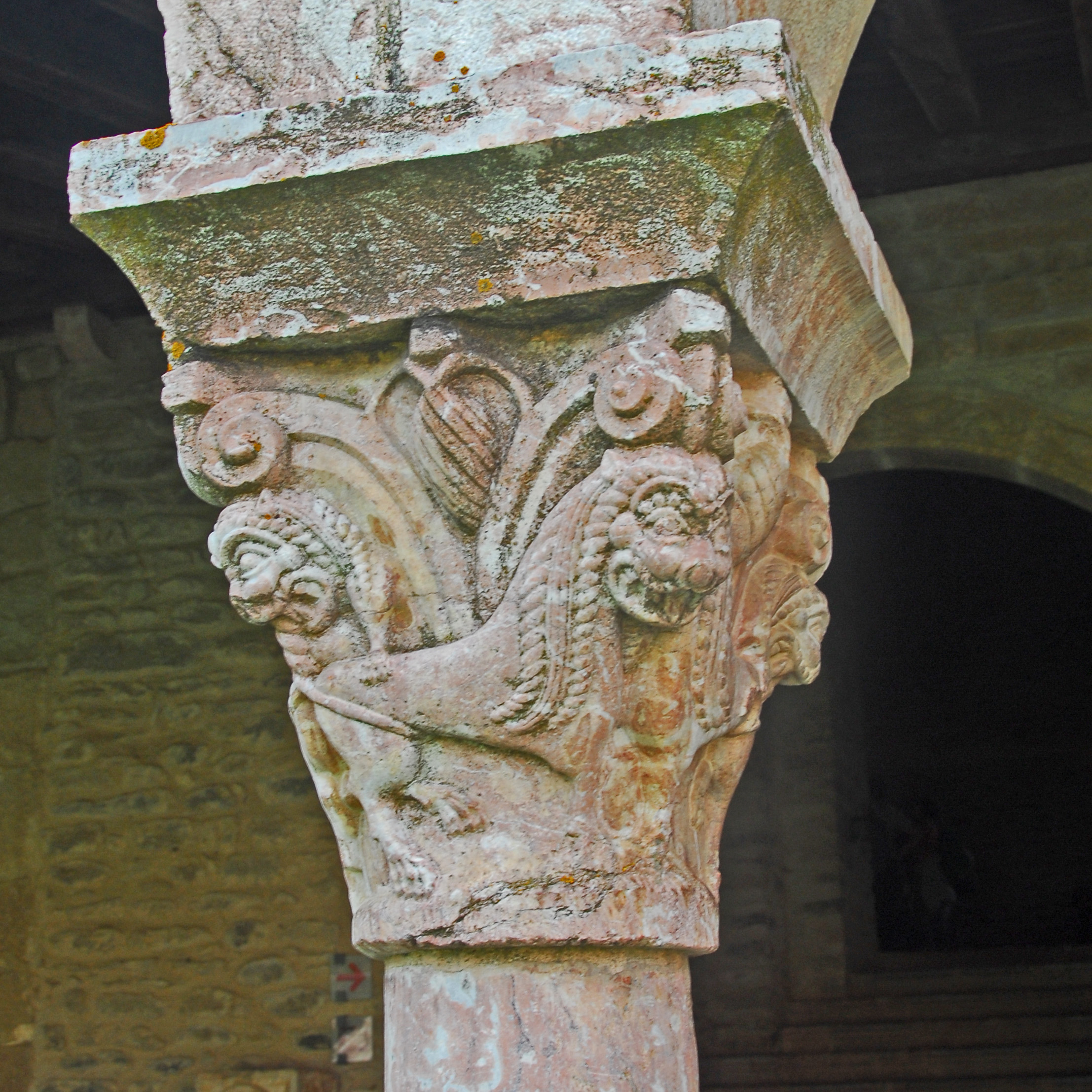
Kapitell, Löwen folgen einander

An anderer Stelle ist das Thema komplexer gestaltet. Vier Löwen stehen sich jeweils paarweise gegenüber, und zwar so, dass je zwei Tiere an den Kapitellecken durch einen gemeinsamen Kopf vereint sind. Man sieht also jeweils einen Kopf für zwei Körper, wie es auch Bernhard von Clairvaux beobachtet hatte.
Auf einem anderen Kapitell ist ein ähnliches Motiv dargestellt. Vier Löwenkörper, vereinen sich jeweils paarweise in einem Kopf auf den gegenüberliegenden Ecken eines Kapitells und überwältigen ein Tier, das nicht eindeutig herausgearbeitet ist. Die beiden anderen Ecken sind durch je eine Fratze hervorgehoben, deren Grimasse große dreieckige Zähne entblößt.
Unbestreitbar ist die Einheit dieser Serie von Kapitellen, so dass man sie einem einzigen Künstler zuschreibt, der „Meister des Kreuzgangs von Cuxa“ genannt werden könnte. Es handelt sich um einen Bildhauer voller Schöpfungskraft, der es verstand, mit großer Klarheit zu komponieren und sich deutlich auszudrücken wusste.
Bei den zwei Gruppen von Doppelkapitellen, die am Südende der Ostgalerie wiederaufgebaut worden sind, bewegt man sich weiterhin auf gesichertem Terrain, denn sie haben ihren ursprünglichen Platz wiedereingenommen. Aufgrund von stilistischen Kriterien sind sie mit großer Sicherheit dem oben erwähnten Meister zuzuordnen. Auch hier werden vegetabile mit zoomorphen Motiven verbunden. Das erste Paar stellt den Fries schwerfällig schreitender Löwen dar, neben großen Blättern mit geperlten Mittelrippen und kleineren gelappten Blättern.
Die zweite Gruppe vereint das Kapitell mit der doppelten Ringkrause aus dichtem Blattwerk mit dem Kapitell der Adler, die ihre Schwingen ausbreiten. Die Mitte unter dem ausgekehlten Abakus nimmt jeweils, wie eine kleine Konsole, eine menschliche Maske mit vollem Gesicht und in die Stirn fallenden Haaren ein.
Die vier Kapitelle am Ostabschluss der ehemaligen Nordgalerie bilden im Gegensatz dazu eine bunt zusammengewürfelte Gruppe. Zwei sind mit je einer Reihe großer Blätter dekoriert und ähneln darin anderen Beispielen aus der Südostgalerie. Sie haben wohl auch ursprünglich schon zum Kreuzgang gehört. Ein weiteres Kapitell mit Adlern ist dagegen in einer bis dahin nicht gekannten Grobheit gefertigt. Einen wirklich neuen und sehr charakteristischen Stil führt schließlich ein weiteres Löwenkapitell ein. Jedes der Tiere, ob es brüllend den Kopf zurücklegt oder sich nach unten beugt, beherrscht ganz allein jeweils eine von Diagonalen durchzogene Seite des Kapitells. Zum ersten Mal ist hier der Abakus mit kleinen geäderten Blättern geschmückt. Auch diese Technik ist neu: Mit dem Bohrmeißel wurden sowohl die Pranken der Löwen gezeichnet als auch das Band, das den Schaftring umschließt, punktförmig verziert. In diesem wiederverwendeten Stück taucht zum ersten Mal ein dem Kreuzgang bis dahin nicht eigentümlicher Stil auf, den man den „zweiten Stil von Cuxa“ nennen könnte.

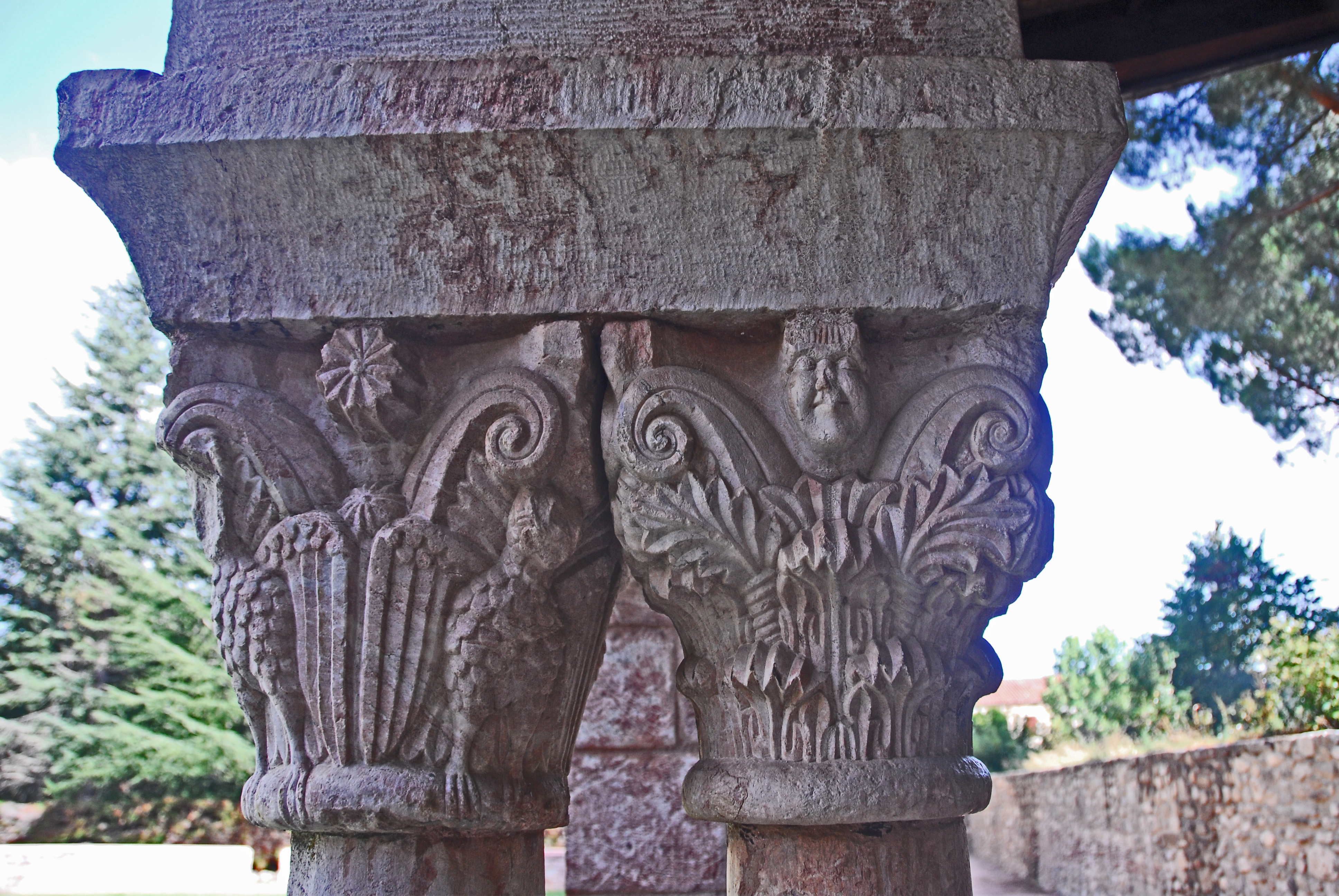
Kreuzgang, Zwillingskapitell

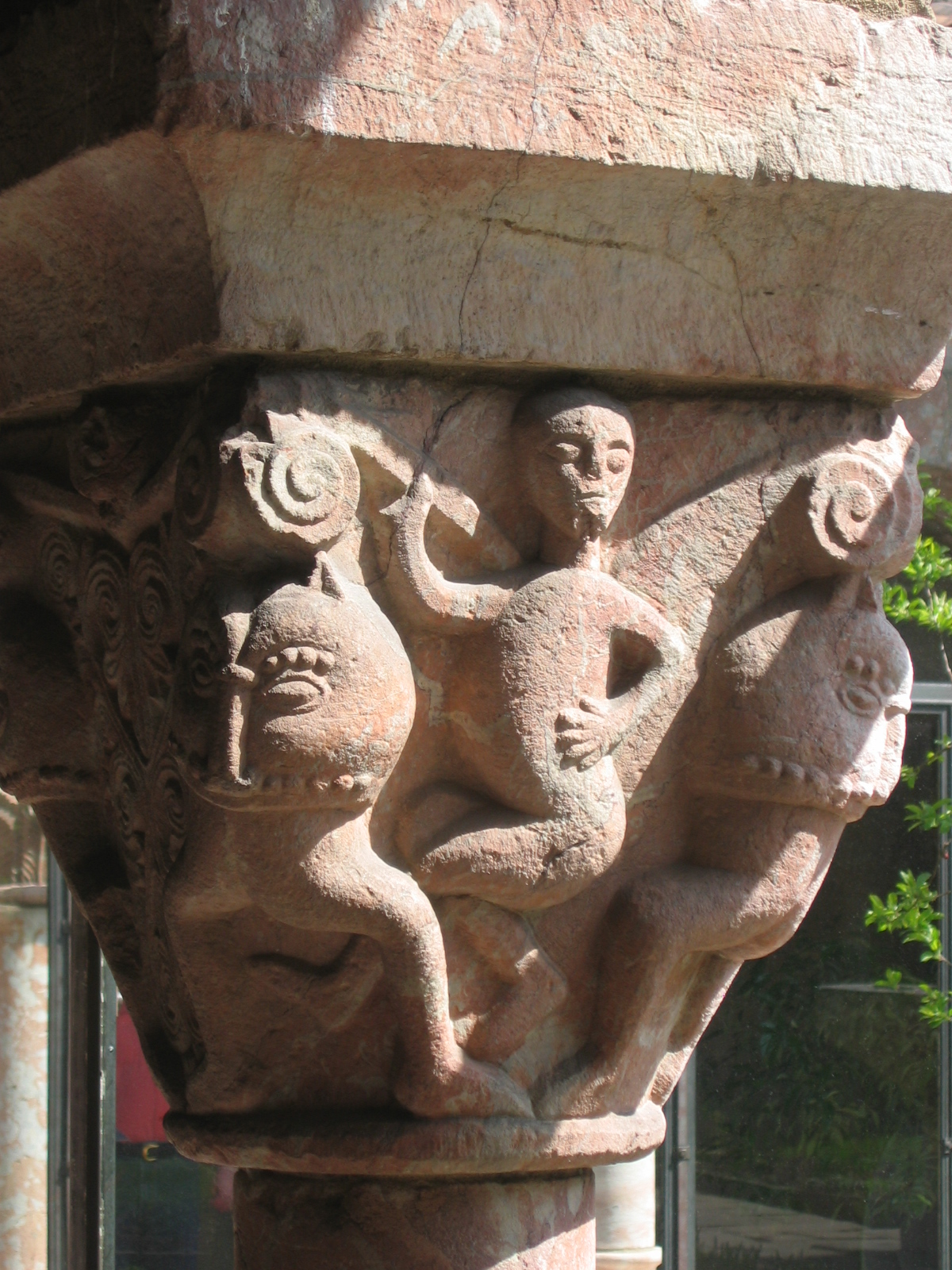
Kreuzgangkapitell

In der Westgalerie entlang der restaurierten Klostergebäude sind ebenfalls Elemente verschiedenen Ursprungs willkürlich nebeneinander gestellt worden. Es gibt auch dort noch Überreste des ehemaligen Kreuzgangs, wie das erste Kapitell am Südende dieser Galerie. Es handelt sich hierbei um eine weitere Version eines Kapitells mit einer einfachen Blattreihe. Das zweite Kapitell hat denselben Zuschnitt, aber im Gegensatz zum vorausgehenden ist seine Oberfläche völlig schmucklos. Auf dem dritten Kapitell, einem hervorragenden Stück, sind Monster und andere Figuren dargestellt. Eine nackte Gestalt mit einem Käppchen auf dem Kopf, hockt in anstößiger Haltung, ebenso wie der Affe daneben. Es scheint, als sei das Thema „Daniel in der Löwengrube“ hier ins Dämonische übertragen. Der Kapitellkörper ist von zahlreichen tiefen Einschnitten durchzogen. Die großen Blätter auf dem vierten Kapitell sind insofern einzigartig, als ihre Rippen mit dem Bohrmeißel herausgearbeitet sind. Dieses Stück gehört dementsprechend zum oben genannten zweiten Stil von Cuxa. Auf dem fünften Kapitell wird das Motiv der Beute verschlingenden Löwen aus der Südostgalerie wieder aufgenommen. Hinzu kommt hier noch eine menschliche Gestalt als Zuschauer. Auch hier wurde der Bohrmeißel eingesetzt, doch ist die Zuordnung zum „zweiten Stil“ zu bezweifeln, denn eine zu exzessiv betriebene Schematisierung verleiht der Darstellung karikaturhafte Züge. Auf dem sechsten Kapitell sind die doppelten Ringkrausen aus schmalen Blättern wieder aufgenommen, allerdings in einer Version, die einen unerfahrenen Bildhauer erkennen lässt. Beim siebten Kapitell ist ein andersartiger Zuschnitt zu erkennen: Die Adler sind hier von ihrer Blatteinfassung befreit. Auf dem achten Kapitell sieht man erneut die vier großen Blätter mit dem Oberflächenschmuck eines der gängigsten Motive des Kreuzgangs. Das neunte Kapitell ähnelt dem fünften mit dem Band, das als Bordüre für den mit Rillen versehenen Korb dient. Das zehnte und letzte Kapitell kann im Zuschnitt als Prototyp des siebten angesehen werden. Ein einfacher Zylinder bildet den unteren Teil, der kanneliert und mit einer doppelten Perlschnur gesäumt ist. Aus diesem Sockel kommen die Schäfte und Blattadern hervor und eine Reihe schmuckloser Blätter. Die Beschreibung der Südwestgalerie mit einem Kapitell geflügelter Löwen, dass man ebenfalls dem zweiten Stil zurechnen kann und mit einem sehr schönen Beispiel, dem vierten zum Thema der Beute verschlingenden Löwen. Es ist hier nochmals weiterentwickelt, denn der dargestellte Zuschauer wird zum Handelnden: Mit einem angedeuteten Lachen ergreift er die Tatzen des Raubtiers.
In der Nordgalerie sind nur zwei Kapitelle wiederhergestellt worden. Hierbei handelt es sich um die einzigen „erzählenden“ Kapitelle der Gesamtanlage. Sie gehören zum zweiten Stil von Cuxa und sind wie alle anderen Beispiele aus diesem Zeitraum mit einer Höhe von 38 Zentimetern und einer Seitenlänge von 36 Zentimetern kleiner als die übrigen Kapitelle des Kreuzgangs. Das eigenständigere und künstlerisch anspruchsvollere der beiden zeigt eine sehr gedrängte Komposition von vier an den Ecken platzierten Hauptfiguren und drei Nebenfiguren in der Mitte von drei Seitenflächen. Christus ist in einer mehr kauernden als sitzenden Haltung dargestellt. Er trägt ein Messgewand mit Zierborten und einen Rock, dessen Falten zu beiden Seiten des Dreiecks in der Mitte hinab fallen. Die rechte Hand hebt er zum Segen, in der linken hält er das Evangelium. Sein übergroßer Kopf ragt unter der Deckplatte hervor und hebt sich von einem kreuzförmigen Nimbus ab. Haar und Bart sind kurz, die Gesichtszüge sind fein modelliert, Mit dem Bohrmeißel sind Nase und Mundwinkel betont. Die nackten Füße ruhen auf dem Astragal. Neben Christus hält Petrus in der rechten Hand einen gewaltigen Schlüssel und in der linken ein Buch. An den beiden anderen Ecken finden sich Engel mit je zwei Flügelpaaren, von denen das eine auf der Brust gekreuzt und das andere über das Kapitell hinweg ausgespannt ist. Einer der beiden Engel fällt auf, weil er einen Bart trägt und einen sehr lebendigen Gesichtsausdruck aufweist. Auf der Mittelkonsole dreier Seiten nimmt eine kleine Gestalt mit hervorstechenden Augen und Wangen vollständig den vorhandenen Raum ein. Die Figuren tragen Mäntel sie auf der Brust mit Agraffen geschlossen sind. Sie werden teils als Apostel gedeutet. Der Abakus ist mit Lorbeerblättern dekoriert. Das Kapitell daneben ist in Komposition und Stil sehr ähnlich, wurde aber vermutlich von einem anderen Künstler geschaffen. Die Ausführung ist weniger persönlich und zeigt deutlichere Bohrmeißelspuren. Die Haltung der Christusfigur wird hier besser verständlich: Zwei mit dem Bohrmeißel bearbeitete kugelförmige Gebilde deuten die Enden eines Kissens oder Sitzes an. Die Figur des heiligen Petrus ist verschwunden, ebenso wie die Mittelfiguren. Um Christus herum bleiben also nur noch die Engel, die hier ein drittes Paar Flügel tragen. Einer von ihnen hält ein großes Weihrauchgefäß. Damit ist das klassische Motiv der Majestas Domini dargestellt: Christus von Cherubim und Seraphim umgeben und vom Engelschor angebetet.
Das erste Kapitell betont die Schlüsselgewalt und damit die Herrlichkeit des heiligen Petrus. Jesus hat dem Apostelfürsten die Schlüssel des Himmels übergeben und damit die Macht übertragen, diejenigen Seelen einzulassen, die der Erlösung teilhaftig werden. Beide Kapitelle sind also nicht völlig gleichwertig. Setzt man zwei Hände voraus, so könnte auch der Vorwurf einer unnötigen Wiederholung ausgeschlossen werden. Bei den reinen dekorativen Werkstücken sind solche Wiederholungen akzeptabel, aber für die „erzählenden“ Kapitelle kann man sich Repliken nur schwer vorstellen.
Mit Ausnahme der Kapitelle des zweiten Stils, seien hier noch einmal die Charakteristika jener Kapitelle zusammengefasst, die unzweifelhaft zum ursprünglichen Kreuzgang gehörten. Sie sind alle etwa gleich groß und ohne Verwendung des Bohrmeißels gearbeitet. Ihre Themen beschränken sich auf Darstellungen aus der Tier- und Pflanzenwelt und da wiederum auf wenige Motive, die kaum variiert worden sind.
Zur Datierung des Kreuzgangs ist ein wichtiger chronologischer Hinweis gegeben. Es handelt sich um ein Flachrelief, das zwar heute verloren ist, als es sich noch im Kreuzgang befand, um 1860 von Louis de Bonnefoy, dem Autor einer Épigraphie roussillonaise abgezeichnet wurde. Diese Zeichnung ist erst 1952 von Anne de Pous der Öffentlichkeit zugänglich gemacht worden. Auf einem Hintergrund, der durch Querstreifen gegliedert war, stellte es unter einem Rundbogen den Abt Gregor von Cuxa und Erzbischof von Tarragona dar. In retrograden Lettern war im linken Zwickel GREGORIUS und im rechten ARCHIEPISCOPUS eingemeißelt, auf dem Buch, das die dargestellte Person in der linken Hand hielt, erschien das Wort ABBAS. Abt Gregor wurde 1137 zum Erzbischof von Tarragona gewählt, erhielt aber erst 1144 das Pallium aus den Händen von Papst Lukas II. Er starb im Jahr 1146.
Ein Text von Abt Cazes in den Papieren von Antoine Puigarri, einem Archäologen aus dem Roussillon, entdeckte, bestätigt, dass Abt Gregor der Bauherr des Kreuzgangs war. Bei dem Text handelt es sich um eine Chronologie der frühen Äbte von Cuxa. Man erfährt dort, dass Gregor 20 Jahre lang das Amt innehatte, den Kreuzgang aus Marmor errichten ließ und schließlich Erzbischof von Tarragona wurde. Er habe sein Werk im dritten Jahrzehnt des 12. Jahrhunderts ausführen lassen. Ihm zu Ehren errichteten die Mönche nach seinem Tod im Kreuzgang eine Art Kenotaph (Scheingrab).

### Ehemalige Empore und ihre Reste

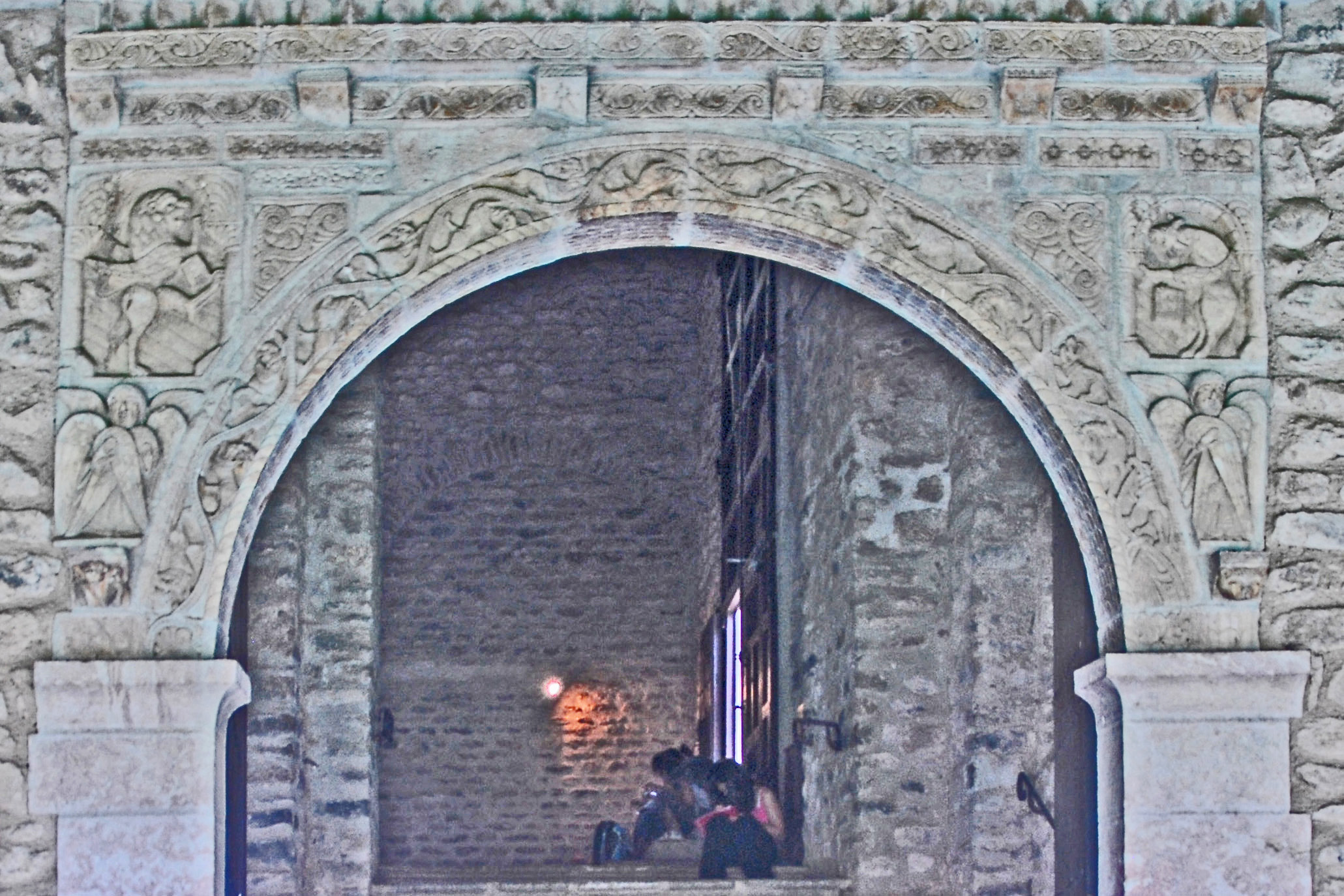
Bogen Nordwest-Portal, Teile der ehemaligen Empore

Im 19. Jahrhundert war das Portal des Abtshauses – eines nördlich der Klostermauern errichteten Gebäudes, welches heute noch existiert – mit einem Bogen aus skulptiertem Marmor überdeckt, der mit vielen Motiven reich dekoriert ist. Man geht davon aus, dass er in der zweiten Hälfte des 16. Jahrhunderts, während der umfangreichen Umbauten in der Abtei, diesen Platz erhalten hatte. Er blieb dort bis zu den Restaurierungen von 1950 bis 1952. Dann wurde beschlossen diese Bogendekoration wieder der Abtei einzuverleiben, ohne ihn jedoch seiner ursprünglichen Bestimmung wieder zuzuführen. Für sie schuf man eigens ein neues Eingangsportal in die Kirche, welches sich auf die Südostgalerie des Kreuzgangs öffnet, hinter dem in Verlängerung des nördlichen Seitenschiffs eine ebenso neue und breite Treppe aus elf Stufen die Differenz der Böden des Kreuzgangs und der Kirche überbrückt. Indes wurde allerdings gemeinsam angenommen, dass es sich um einen geringen Teil der ehemaligen Empore – eine Sängerkanzel – handelt, die im alten Mittelschiff aufgestellt war.

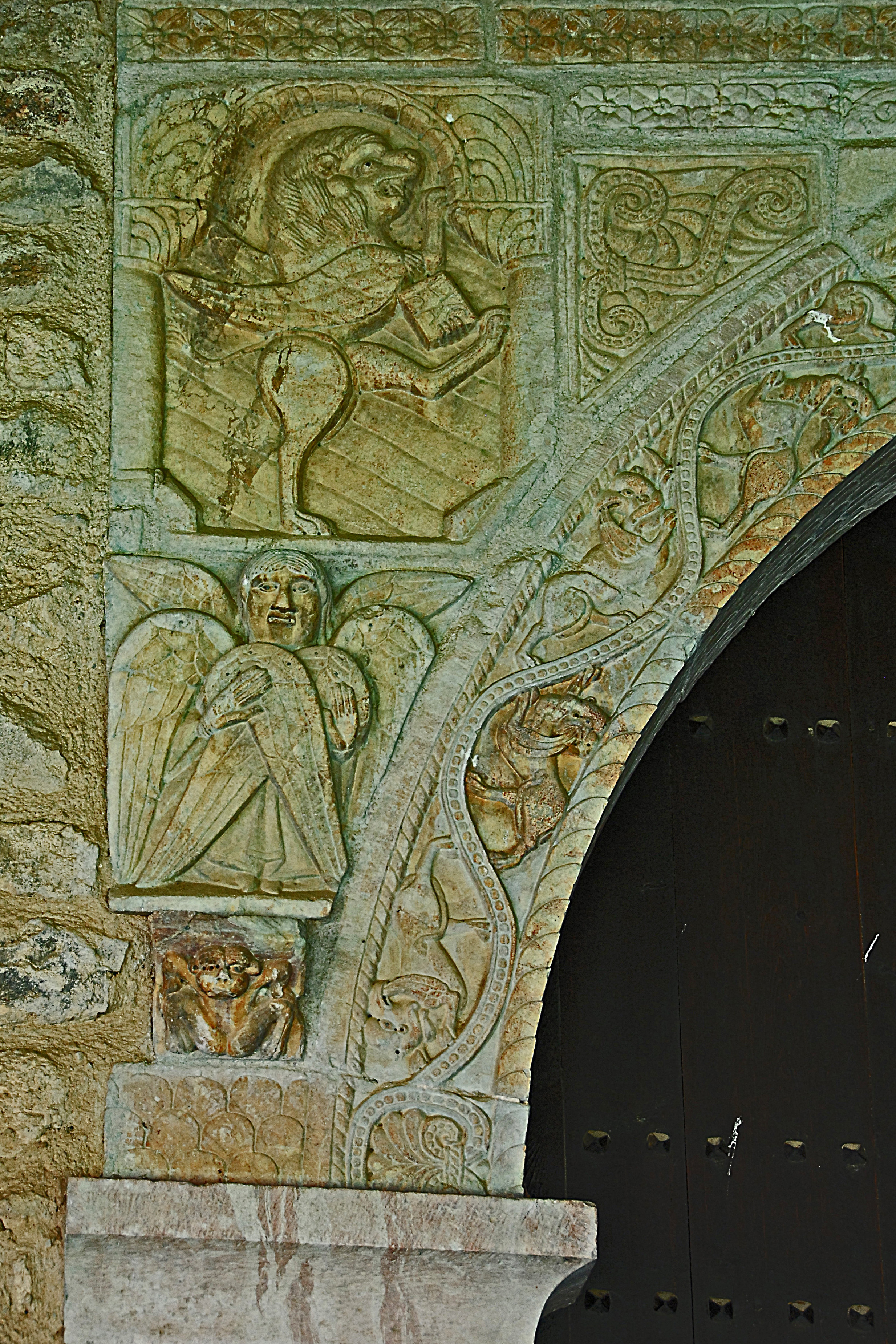
NW-Portal, linke Seite

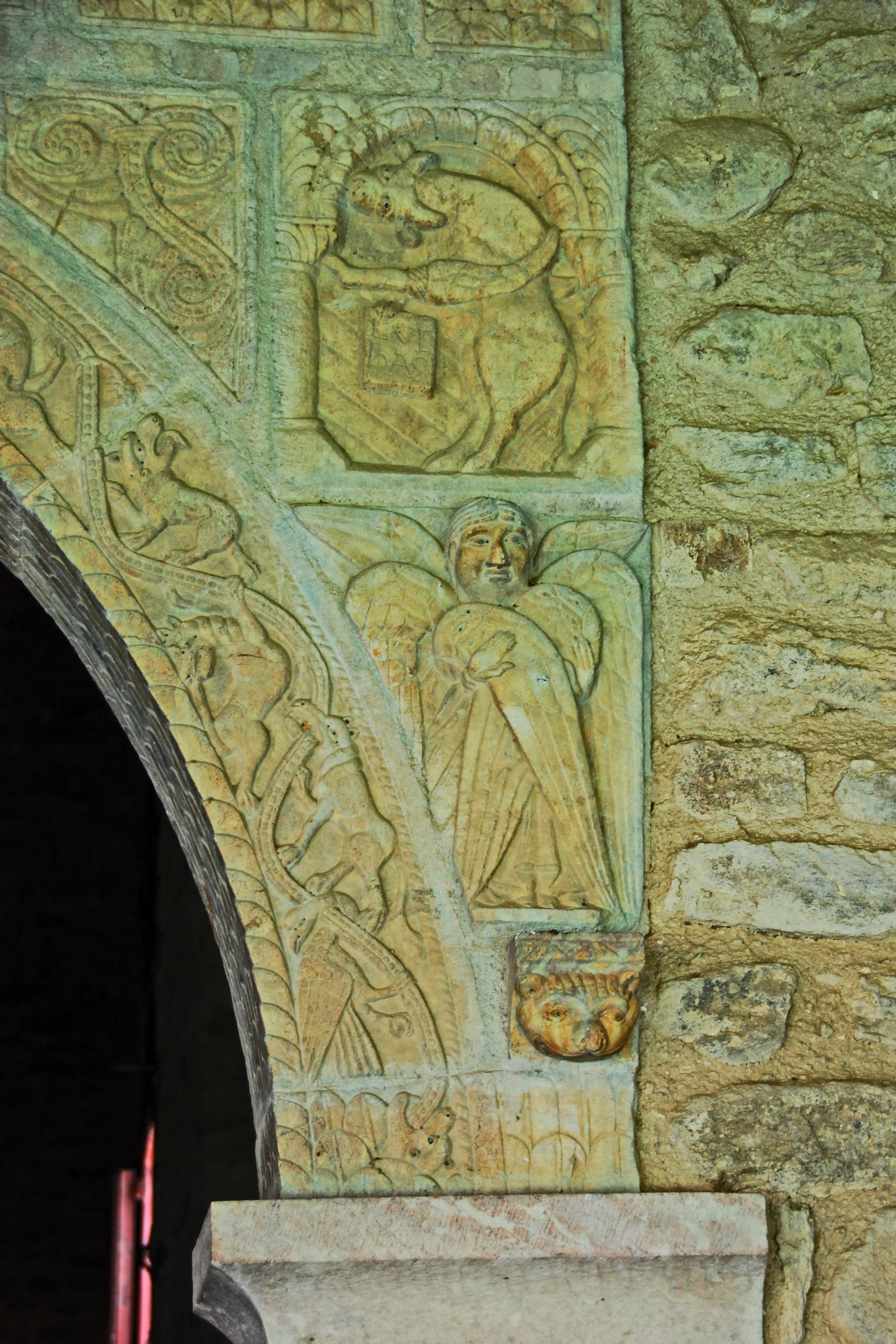
NW-Portal, rechte Seite

Es handelt sich im Wesentlichen um die Überdeckung einer rundbogigen Portalöffnung, mit einem Bogen aus lang gestreckten gebogenen Keilsteinen der über seinem Scheitel ein Kraggesims trägt, das von sechs Kragkonsolen mit nach unten abgeschrägten und leicht gekehlten Sichtflächen unterstützt wird. Zwischen den Bogenhälften und dem halben Gesims dehnen sich Zwickel aus, die an den senkrechten Außenkanten stumpf abschließen. Die Bogenenden stehen auf einfachen Kämpfern mit nach unten abgeschrägten und gekehlten Sichtflächen, die scheinbare Pfeiler oberseitig abschließen. Dabei handelt es sich um flache Steinplatten, die die Laibungen und die Wandoberfläche weiter um die Laibungskanten herumgeführt bekleiden. Die äußeren Seiten der Verkleidungen sind wandseitig schichtenweise breiter und schmaler. Die „Pfeiler“ stammen aus der Zeit der Errichtung des Portals an dieser Stelle. Die skulptierten Teile weisen gelbliche und weiße Tönungen auf.
Die langen Keilsteine weisen laibungsseitig ein Schuppenmuster auf. Frontal werden sie beidseitig von Bändern begrenzt, teils glatt, innenseitig auch geschuppt, gegenüber auch von schmalen gedrehten Kordeln begleitet. Zwischen den Bändern schlängelt sich über den ganzen Bogen ein Perlenband, das am rechten Bogenanfang aus dem Maul eines Tieres wächst und auf der linken Seite in einer gebundenen und eingerahmten Palmette (Blattfächer) endet. Zwischen den Wellen des Perlenbandes und der äußeren Bänder sind verschiedene bissige Tiere eingebunden, die sich mit allen Gliedmaßen gegen die Windungen der Bänder stemmen und versuchen voranzukommen. Es handelt sich zum Beispiel um gefräßige Vierbeiner, etwa Löwen oder Wölfe, dann geflügelte Vierbeiner mit Raubtierkopf, geflügelte Vierbeiner mit Greifenkopf, die sich jeweils in die Flügelspitzen beißen, langhalsige Greifvögel, alle jedenfalls mit geöffneten zubeißenden Mäulern und ergreifenden Krallen und ihre Köpfe meist über die Schultern nach hinten gewandt.

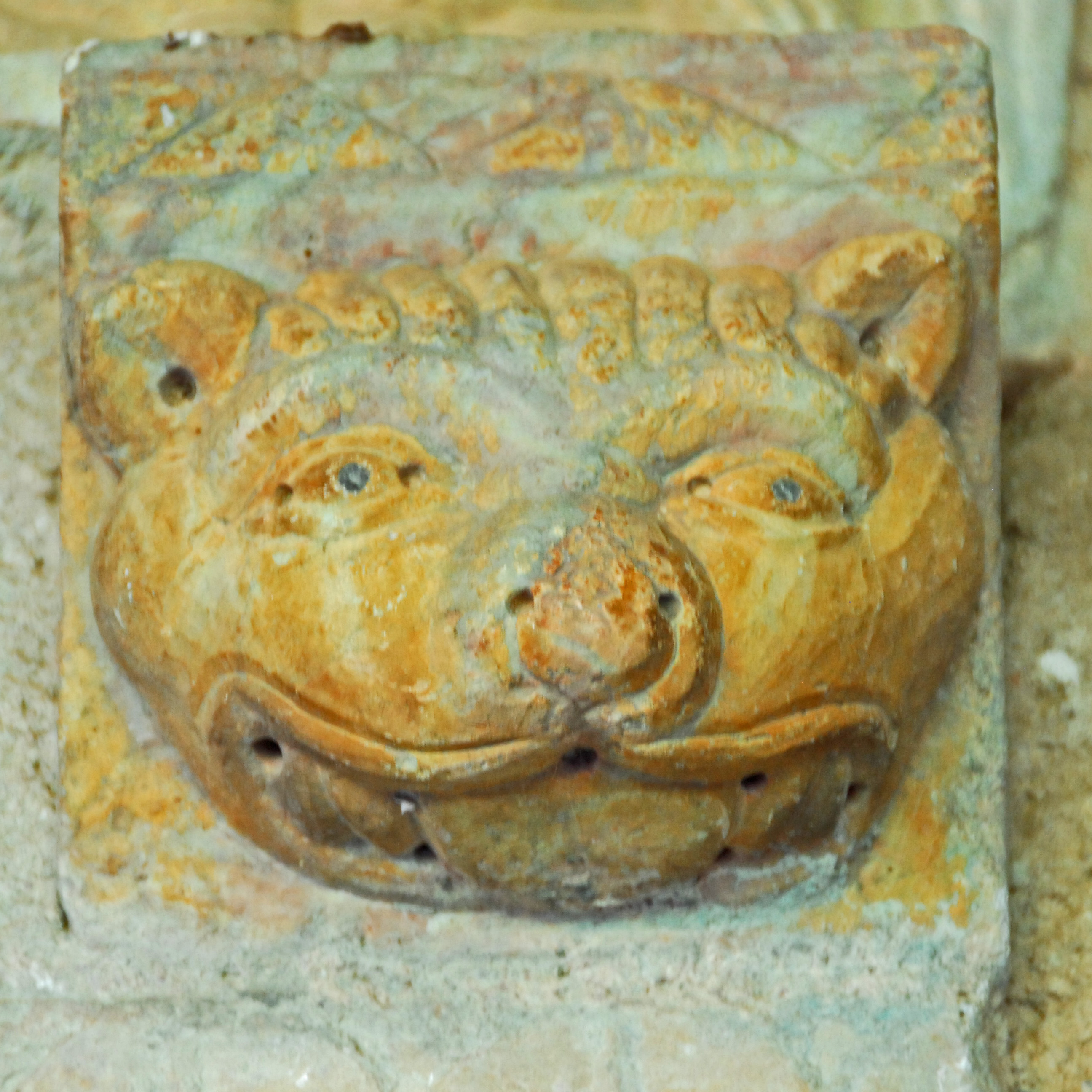
NW-Portal, Löwenkopf

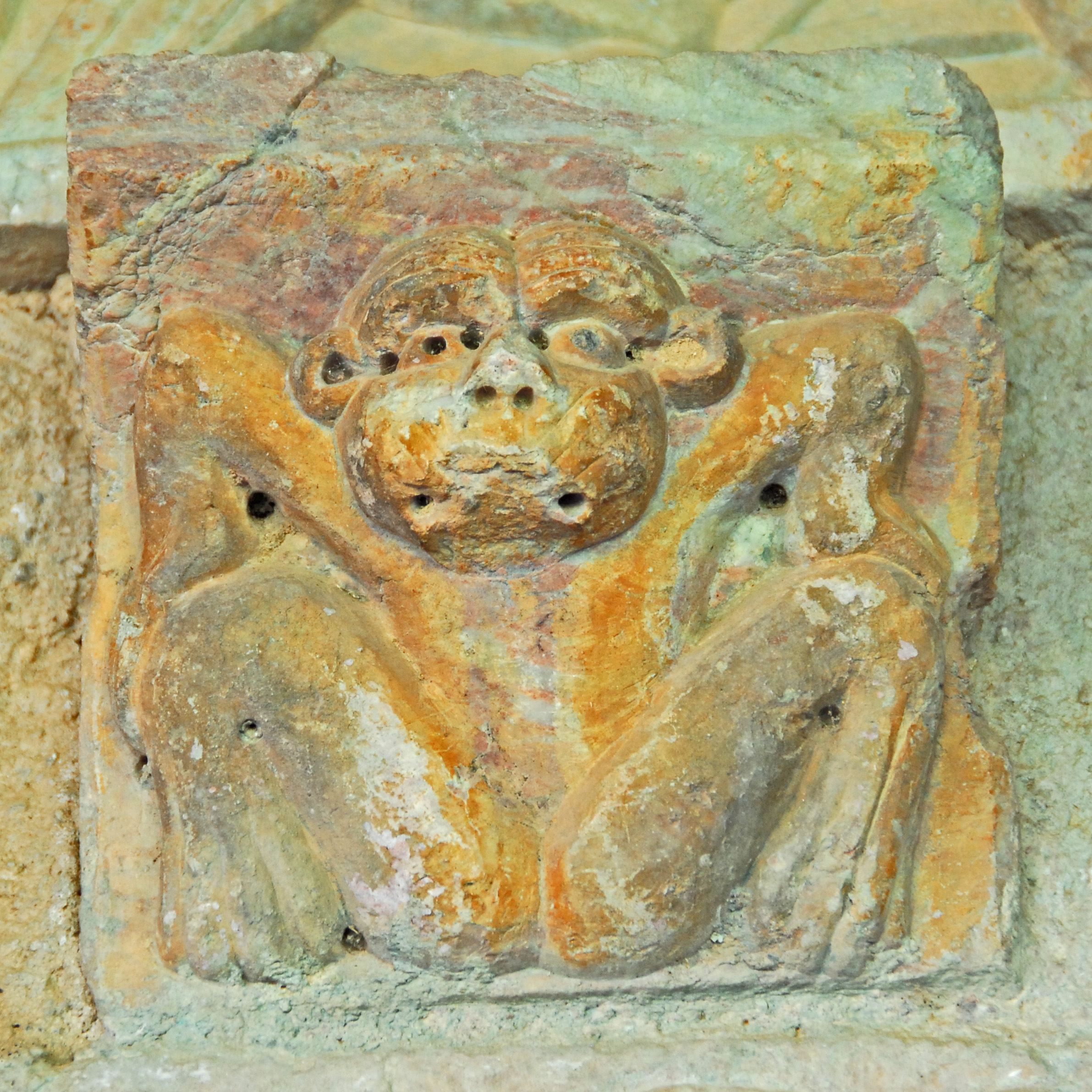
NW-Portal, Affe

Die Eckzwickel enden unten auf dem Kämpfer je mit einem kleinen Rechteck, das mit aufrecht stehenden Schuppen gemustert ist. Darüber finden sich die tiefgründigsten Skulpturen. Rechterhand ein Löwengesicht in Breitformat, das den Betrachter frontal mit aufgerissenen Augen anblickt. Unter der Stupsnase öffnet sich breit das Maul von wulstigen Lippen umgeben mit leicht ausgestreckter Zunge. Zwischen den kurzen Ohrmuscheln kräuselt sich die Kopfmähne. Der Kopf ragt aus einem fast quadratischen Stein heraus, dessen oberer Rand mit einem Zickzackfries dekoriert ist. Der Bohrmeißel wurde in den Pupillen, den Ecken der Augen, der Nase, siebenmal im Maul und in beiden Ohren angesetzt.
Der Stein auf der gegenüber liegenden linken Seite zeigt frontal den Körper eines Affen, der mit weit gespreizten Beinen und abgeknickten Knien auf dem Boden hockt, der sich mit ebenso gespreizten und abgeknickten Armen auf seinen Knien abstützt. Das pausbäckige Gesicht mit den weit aufgerissenen Augen erscheint wie erstarrt, die Ecken seines Mauls weisen abwärts. Die kleinen Ohren sind weit auswärts gespreizt und das Haar mit Mittelscheitel scheint wie gekämmt. Der Bohrmeißel wurde in den Pupillen, den Augenwinkeln, den Ohren, den Ecken des Mauls und in den Ecken der abgewinkelten Gliedmaßen eingesetzt.
Über den Tierskulpturen folgen noch neben den unteren Bogensteinen je ein Stein in Form eines unregelmäßigen „Vierecks“, mit einer leicht nach innen ausgerundeten abgeschrägten Seite. Die anderen Seiten verlaufen waagerecht und senkrecht. Die Steine sind mit Reliefs skulptiert, die je einen Seraph zeigen, der frontal zum Betrachter steht und den Stein fast vollständig ausfüllt. Der Seraph ist ein Engel mit drei Flügelpaaren, die vorderen hält er über Kreuz vor sich und stützt sie mit den Händen ab, die mittleren weisen seitwärts nach unten und die hinteren seitwärts nach oben. Unten erkennt man Gewandfalten und die Füße. Das lange Kopfhaar ist flach seitwärts gekämmt. Die Gesichtszüge scheinen zu lächeln. Die Engel stehen auf waagerecht vortretenden Platten, die die Szenen nach unten abgrenzen. Die vorderen und mittleren Flügel sind mit Augen dekoriert, deren Pupillen mit dem Bohrmeißel markiert sind.
Die oberen Teile der Zwickel dominieren zwei fast quadratische Steine, die innenseitig von den Bogensteinen nur leicht angeschnitten werden. Sie enthalten Reliefs mit zwei Evangelistensymbolen, und zwar links der geflügelte Löwe, für Markus und rechts der geflügelte Stier, für Lukas. Beide erheben sich in je einer rundbogigen Arkade, deren Bogenenden auf kräftigen Säulen stehen, die mit skulptierten Kapitellen und schlichten Basen ausgerüstet sind. Die Bögen sind mit Schuppen, die Kapitelle und die auf ihnen stehenden Zwickel mit Palmetten verziert.
Der Löwe steht seitwärts nach rechte ausgerichtet auf dem rechten Hinterbein und stützt sich mit dem rechten Vorderlauf am Kapitell ab. Mit dem linken präsentiert er ein Buch mit seinem Evangelium. Das linke Hinterbein ist in zwei Stellungen dargestellt, die eine schwungvolle Vorwärtsbewegung des Beins bis gegen die Säule deutlich macht. Aus seinen Schultern wachsen nach hinten gerichtete Flügel, unter denen sich der Schweif mit Quaste krümmt. Er hat das Maul weit aufgerissen, fletscht seine Zähne und blickt aufwärts. Aus der strähnigen Mähne ragen kleine Ohren hervor. Der glatte Hintergrund wird von diagonalen Rillen gefüllt.
Der Stier steht auf beiden Hinterbeinen und ist seitwärts nach links ausgerichtet. Sein Kopf ist weiter nach links verdreht und zeigt seine gehörnte Oberseite. Mit dem linken Vorderhuf stützt er sich am Kapitell ab und in seiner Rechten hält auch er ein Buch. Offensichtlich aus Unachtsamkeit sind die Bücher beider Evangelisten mit dem Schriftzug LVKAS gekennzeichnet.
Neben den Evangelistensymbolen zur Bogenmitte hin ist je ein deutlich kleinerer Stein angeordnet, in Form eines unregelmäßigen Vierecks, dessen untere abgeschrägte Seite leicht nach innen ausgerundet ist und sich damit dem Bogen anpasst. Sein Rand wird von einem einfachen Band begrenzt. Seine Oberfläche ist mit einem Flachrelief dekoriert, aus einem gewundenen Perlenband, mit drei aufgerollten Enden, dessen Hintergrund mit gefächerten Palmetten gefüllt ist.
Die oberen Restflächen der Zwickel unterhalb der Kragkonsolen sind gefüllt mit lang gestreckten rechteckigen Steinen, die alle mit quadratischen Blüten mit je vier Blütenblättern in den Ecken um einen runden Fruchtknoten herum dekoriert sind.
Die schrägen leicht ausgerundeten Sichtseiten der Kragkonsolen sind mit ähnlichen Blüten verziert. Zwischen den Konsolen und auf dem Kraggesims darüber werden die Sichtseiten von schmalen Bändern begrenzt. Dazwischen winden sich schwungvoll breitere Perlenbänder, die sich hin und wieder aufrollen. Die Zwischenräume werden gefüllt mit gespreizten Palmetten.
Nach einer Lithographie von 1832, mit dem Namen Léger signiert, gab es einen zweiten ähnlichen Bogen, der das Außenportal zur Abtei zierte. Es handelte sich um ein äußerst merkwürdiges Portal, völlig schief, aus zusammengesammelten, wiederverwendeten Steinen. Hier fanden sich vor allem auch die beiden anderen Evangelistensymbole, die diejenigen auf der Tür des Abtshauses vervollständigten: der geflügelte Mensch für Matthäus und der Adler für Johannes.
Letzten Endes handelt es sich bei alledem um die Stirnseite einer Empore, die in Form und Stil der Empore von Serrabone vergleichbar war. Wie diese umfasste sie drei Arkaden, ein reich geschmücktes Gesims mit einer Balustrade und eine kleine Zahl von Figuren in den Eckzwickeln: die vier Evangelistensymbole, Seraphim und einen Geigenspieler. Als zentrales Bild fand sich das Lamm Gottes, zusammen mit einem dritten Seraph auf einer Marmorplatte. Die übrige Fassade war mit dekorativen Motiven lückenlos bedeckt. Die Säulen der Empore waren natürlich von Kapitellen bekrönt. Auch sie wurden in alle Winde zerstreut. Auf einem Plan der Abtei von 1779 befindet sich ein Garten an der Stelle des ehemaligen Atriums vor der Kirchenfassade. Acht der Kapitelle scheinen als Elemente der Arkaturen gedient zu haben, die diesen Garten eingrenzten. Ein weiteres Kapitell, und zwar das mit der Gestalt des bärtigen Engels, das sich heute wieder im Kreuzgang befindet, war als Mauerstein verwendet worden. Pierre Ponsich hat es in der Südwestmauer eines Gebäudes entdeckt, das auf den Grundmauern des Mittelteils der Dreifaltigkeitskapelle erbaut worden war.
Schließlich fand im 20. Jahrhundert eine Umgruppierung von Skulpturen statt, und zwar sowohl zum Vorteil des Klosters von Cuxa, als auch des Metropolitan Museums in New York. Im Dezember 1972 stimmte das amerikanische Museum zu, sich von einem Anteil der Skulpturen zu trennen. Drei Jahre später, im November 1975, gingen 25 Kisten mit Marmorwerkstücken aus seinem Fundus auf die Reise nach Frankreich. Darunter befanden sich unter anderem 27 Teile der Empore. Unglücklicherweise verhinderten in der letzten Minute aufgetretene Schwierigkeiten den Transport von acht weiteren Kisten, mit elf wichtigen Teilen, darunter die Reliefplatte mit dem Lamm und dem Seraph.
Pierre Ponsich hatte ein vollständiges Inventar der Marmorteile erstellt, die zur Empore von Cuxa gehört haben sollte. Darunter befanden sich neun Säulen, die heute wahrscheinlich im Kreuzgang wieder aufgestellt worden sind, und die gleiche Anzahl von Säulenbasen, 27 zylindrische Teile von Kreuzgratgewölben, vier Schlusssteine und schließlich elf Kapitelle, die aufgrund ihrer Maße und ihres besonderen Stils, der oben als zweiter Stil von Cuxa bezeichnet wurde, eindeutig zu identifizieren sind. Einige dieser Elemente sind in dem ursprünglich präromanischen, jetzt restaurierten Saal neben der Westgalerie des Kreuzgangs ausgestellt.
Offen bleibt die Frage, ob einige der Kapitelle aus dem zweiten Stil von Cuxa – besonders etwa die zweite Darstellung der Majestas Domini, in der neben der Figur des Heiland nur Engel dargestellt sind – nicht von einem anderen Bauteil stammen, vielleicht von einem Portal, das demjenigen des Portals der Kirche des Prieuré de Serrabone vergleichbar gewesen wäre.
Auf Veranlassung von Pierre Ponsich wurden im Jahr 1952 Ausgrabungen durchgeführt. Dabei entdeckte man inmitten des Kirchenschiffs die Grundmauern von drei Arkaden einer Empore. Leider wurde die Suche nicht soweit fortgesetzt, dass man den genauen Standort der Mauer der Chorschranken hätte feststellen können. So muss man sich immer noch fragen, ob die Empore wie in Serrabone einen Lettner bildete, der einen vor der Chorapsis liegenden Mönchschor nach Südwesten hin abschloss, oder ob es sich bei der Empore vielmehr um den östlichen Abschluss eines in Spanien üblichen Coro alto, wie etwa in Saint-Jean le Vieux in Perpignan handelte, der den rückwärtigen Teil der Kirche einnahm und auf dem sich das Chorgestühl der Mönche befand.

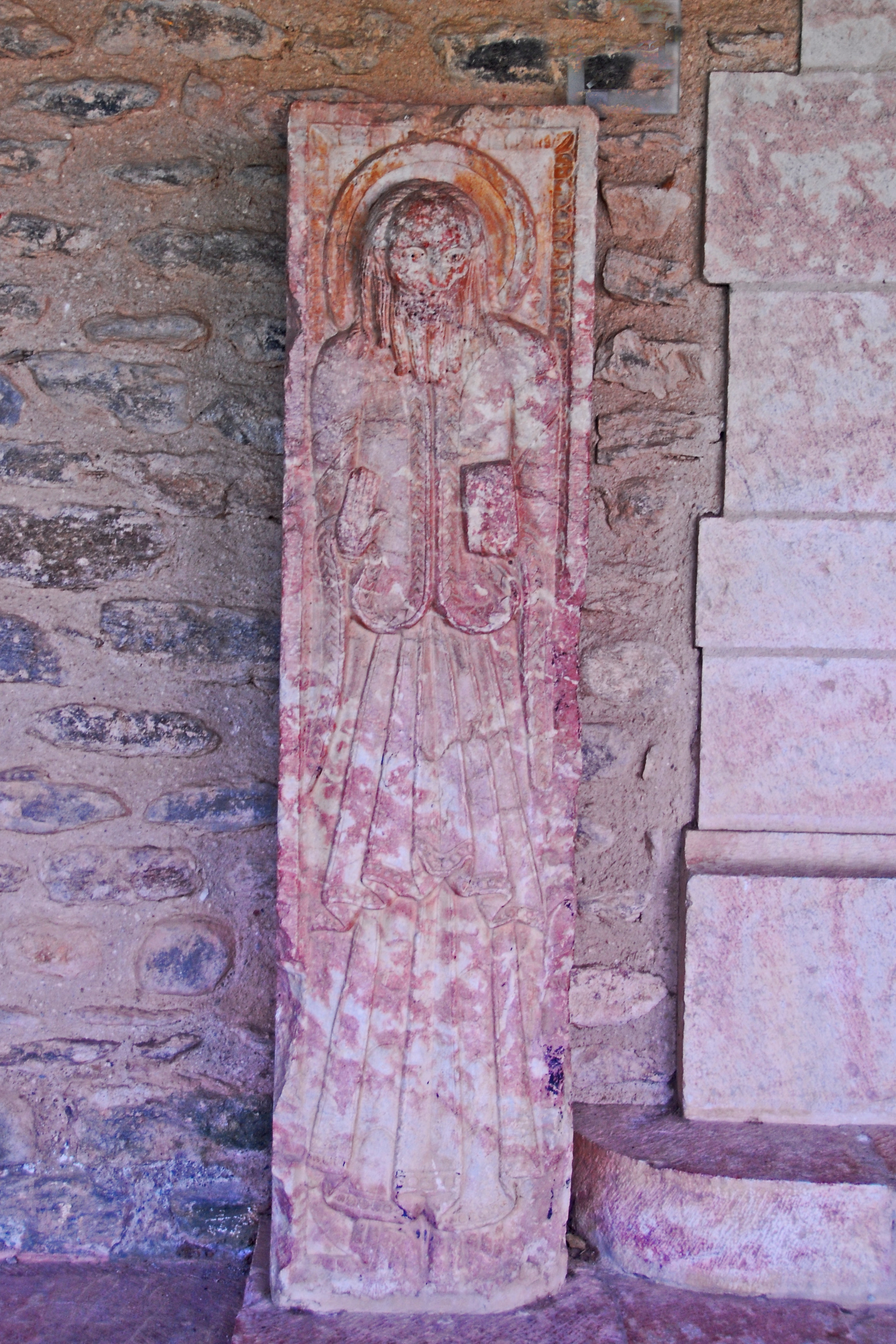
Ehem. Empore, Pfeiler links

### Pfeiler der Empore?

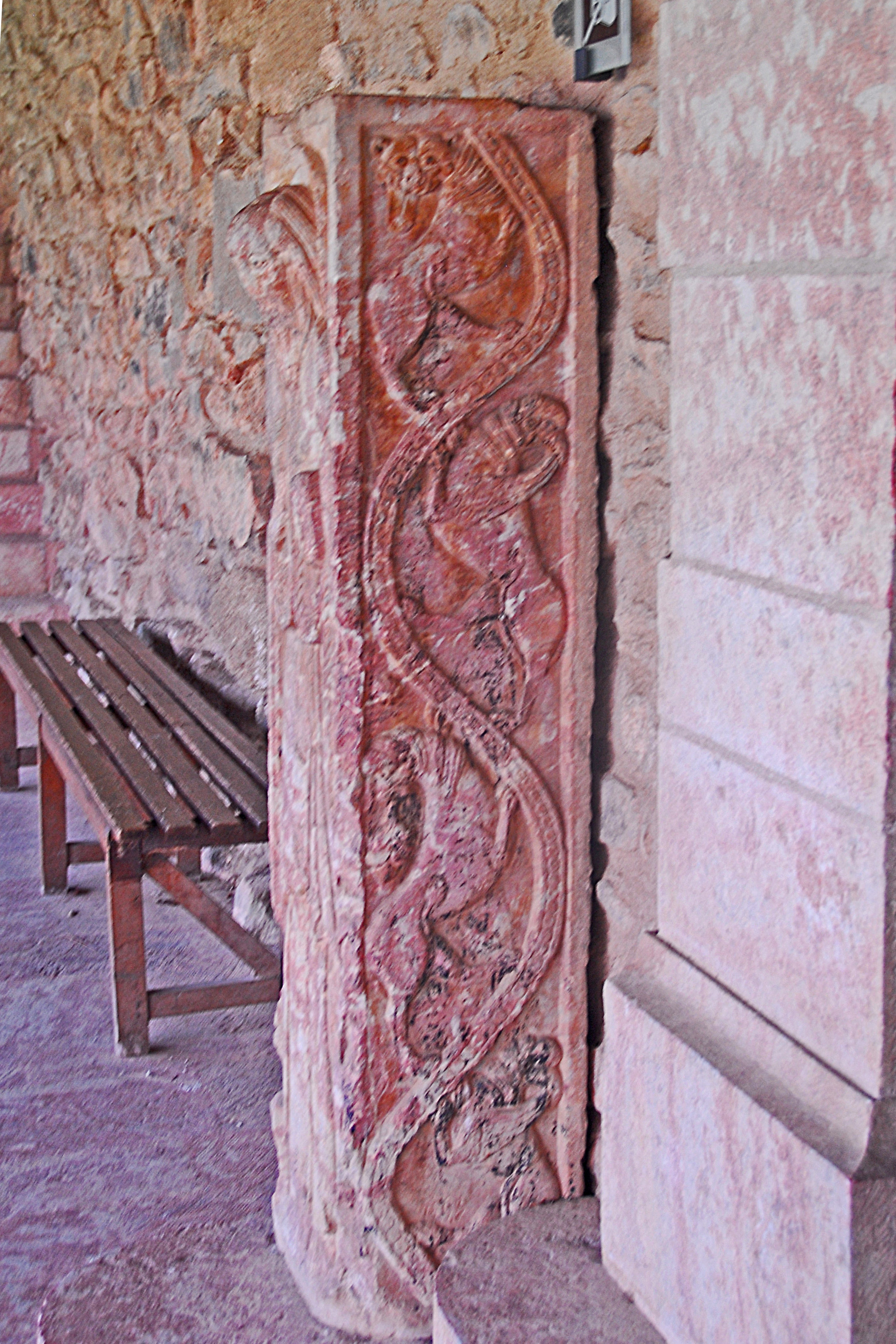
Ehemalige Empore, Pfeiler seitlich

Auf der Lithographie von Léger aus dem Jahr 1832 ruhte der mehr schlecht als recht aus sieben mit Palmetten skulptierten Keilsteinen gebildete Bogen auf zwei Figurenpfeilern. Diese Pfeiler mit den Gestalten der Apostel Petrus und Paulus haben sich in Cuxa erhalten. Sie wurden mit der Erstellung des neuen Kirchenportals aus Teilen der ehemaligen Empore beidseitig vor der Wand aufgestellt.
Die Bildnisse sind auf den Frontseiten der Pfeiler in je einem rechteckigen Feld eingepasst, das von einem Rahmen aus stilisierten Blättern umschlossen wird, und sind in einem äußerst flachen Relief gearbeitet. Weder die eng an den Körper angelehnten Oberarme noch die perspektivisch verkürzten Unterarme oder die Hände treten aus der Oberfläche des Pfeilers hervor. Letztere sind, wenn sie ein Buch halten, nur durch die angewinkelten Finger angedeutet, während die jeweils andere Hand durch eine unnatürliche Drehung in eine Ebene mit der Reliefoberfläche gebracht ist, sei es bei Paulus in einem segnenden Gestus oder, wie im Falle von Petrus, um den großen symbolischen Schlüssel zu halten. Die Füße sind vertikal in der Aufsicht dargestellt, als ob die Gestalt schwimmen oder schweben würde, und ragen weder über den Rahmen noch aus der planen Oberfläche heraus. Die Gewänder weisen eine rein dekorative Rolle auf. Das drückt sich insbesondere in den Perlenborten, den Zickzackbändern und den flach gelegten Falten aus.
Diese strikt eingebundene Frontalität wird nur jeweils einmal durchbrochen: Die von großen Nimben umschlossenen Köpfe der Figuren ragen aus der Ebene des Blocks heraus, so, als ob der Künstler die Aufmerksamkeit des Betrachters auf ebendiese Köpfe konzentrieren wollte. Das war wohl auch seine Absicht, denn er hat Physiognomie und Ausdruck variiert und den Gestalten dadurch Persönlichkeit verliehen. Diese erhielt sich sogar trotz der mutwilligen Beschädigungen. Petrus ist mit rundem Gesicht, kurzem, aber vollem Haar und einem ähnlich dichten Bart dargestellt. Seine Augen sind klein und sein Blick erscheint durchbohrend. Der Apostel der Sanftmütigen seinerseits ist fast glatzköpfig und sein Bart fällt in regelmäßigen Locken herab. Die hervorstehenden Backenknochen wölben sich über den Wangen eines Asketen.
Etwa ein halbes Jahrhundert zuvor, gegen Ende des 11. Jahrhunderts, hatten die romanischen Künstler von Moissac einen aus einem ganz ähnlichen Geist heraus geschaffenen Stil in der Darstellung der menschlichen Gestalt entwickelt. Im Kreuzgang dieser Abtei im Departement Tarn – Garonne sind die neun Apostel, mit ihnen Abt Durand auf die Projektion in die Ebene reduziert, geschmückt von einem aus der Miniaturenmalerei entliehenen Oberflächendekor. Wie in Cuxa, aber eben früher, versteht es diese Stilisierung, eine allzu große Abstraktion dadurch zu vermeiden, in dem sie sich bemühten, den dargestellten Figuren Persönlichkeit zu verleihen. Dies wird insbesondere in den Gesichtern deutlich. In Moissac herrschte noch eine größere schöpferische Freiheit, während die Figuren von Cuxa schon einer Formel verpflichtet sind.
Der Schmuck der beiden Pfeiler wird auf den der Öffnung zugewandten Seiten durch einen Fries vervollständigt. Im Falle des Pfeilers mit dem heiligen Petrus handelt es sich um eine Abfolge ineinander verschlungener Kreise, in denen zwei Greife, ein Löwe und eine Eule umschlossen sind, Das Motiv ist neu, aber der Stil entspricht dem der Stirnflächen der Empore. Bei dem Paulus – Pfeiler wird der Vergleich mit der Empore noch offensichtlicher, denn hier findet sich eines der Motive des Bogens der Empore, nämlich das von Löwen und Greifen „bewohnte“ Rankenornament. Man ist deshalb versucht, diese beiden Apostelpfeiler der Empore von Cuxa zuzurechnen. Vielleicht waren sie die äußeren, nordwestlichen und südöstlichen Pfeiler der nordöstlichen Stirnseite. Das Talent des Meisters, der sie schuf, übertraf jedoch bei weitem die Fähigkeiten seiner Mitarbeiter an der Fassade und besonders auch die des Schöpfers der nach Cuxa zurückgekehrten Matthäus-Figur. Wenn auch die allgemeinen Prinzipien der Komposition und die Art, wie der Marmor geschnitten ist, gleich sind, fehlt dem Evangelisten doch die Vornehmheit, welche die beiden großen Figuren auszeichnet. Die ihnen eigenen Gestaltungsmerkmale finden sich auf dem Kapitell wieder, das Pierre Ponsich an der Dreifaltigkeitskirche wiederentdeckt hatte: Auch dieses verherrlicht den heiligen Petrus, der die Schlüsselgewalt innehatte.